# Bouxwiller (Bas-Rhin)
Vous lisez un « bon article » labellisé en 2010.
Pour les articles homonymes, voir Bouxwiller.
Bouxwiller (prononcé [buksvilɛʀ]) (en allemand Buchsweiler et en dialecte alsacien Buchswiller) est une commune française  de la plaine d'Alsace située à 33,3 km au nord-ouest de Strasbourg, dans le département du Bas-Rhin en région Grand Est. Elle est le chef-lieu du canton de Bouxwiller et de la communauté de communes de Hanau-La Petite Pierre. En 2018, la population légale est de 3 860 habitants (sans double compte).
Au Moyen Âge, Bouxwiller est à côté du château de Lichtenberg le centre de la seigneurie de Lichtenberg. À son apogée, cette entité territoriale autonome dépendant du Saint-Empire romain germanique compte une centaine de villages. À la suite de la guerre de Trente Ans et à l'instar du reste de l'Alsace, la seigneurie est réunie au royaume de France en 1680 par Louis XIV.
La bourgade est élevée au rang de ville à la fin du XIIIe siècle et obtient le droit de se ceindre d'une muraille et de tenir un marché. Ces privilèges sont confirmés en 1301 par l'empereur germanique Albert de Habsbourg. Après avoir hérité en 1480 de la moitié de la seigneurie de Lichtenberg, les comtes de Hanau font de Bouxwiller leur résidence et le siège de leur gouvernement. Ils y construisent en 1528 un hôpital et en 1612 une école latine. En 1542, la Réforme luthérienne est introduite par le comte Philippe IV de Hanau-Lichtenberg. Durant la Révolution française, le château comtal est détruit et Bouxwiller est reléguée au rôle mineur de chef-lieu cantonal. Cette perte d'influence au niveau local est tempérée par le développement au cours du XIXe siècle d'une industrie chimique basée sur la transformation du lignite et des carcasses animales.
Le XXe siècle imprime à Bouxwiller une longue période de déclin démographique et économique. Depuis le milieu des années 1970, la bourgade tente de sortir de sa léthargie. Le 1er mars 1973, Bouxwiller fusionne avec les villages d'Imbsheim, de Griesbach-le-Bastberg et de Riedheim, ce qui lui permet d'augmenter sa population d'un bon quart. Des entreprises nouvelles s'installent au nord du centre-ville en remplacement des industries à bout de souffle issues du XIXe siècle. Le tourisme vert est encouragé en concertation avec les autorités du parc naturel régional des Vosges du Nord. Pour ce faire, le patrimoine architectural et culturel hérité des comtes de Hanau est remis en valeur. Il en va de même pour l'environnement naturel, symbolisé par les collines sous-vosgiennes du Bastberg, lieux riches en fossiles lacustres mais aussi en légendes païennes. Bouxwiller est également labellisée Petite Cité de Caractère. Cette distinction nationale récompense l'action de la commune en faveur de l'entretien et la valorisation de son patrimoine, la qualité de l'accueil touristique et la richesse des visites et animations proposées.

## Géographie

### Localisation
Bouxwiller est une bourgade du Nord-Est de la France, à 100 km à l'est de Metz et à 33,3 km à l'ouest de Strasbourg. Au niveau départemental, en distances orthodromiques, les villes les plus proches sont Saverne (12,7 km), Brumath (19,5 km), Haguenau (22,6 km) et Wissembourg (41 km).
Depuis le 1er mars 1973, le territoire communal de Bouxwiller s'est vu augmenté de ceux des communes associées d'Imbsheim (650,92 ha), de Riedheim (264,11 ha) et de Griesbach-le-Bastberg (270 ha) pour le porter à un total de 2 559 hectares, soit un doublement de la superficie d'origine. Porte d'entrée vers l'Alsace Bossue et le parc naturel régional des Vosges du Nord, le finage bouxwillerois s'étale sur les vallonnements des collines du pays de Hanau dont les altitudes ne dépassent guère les 300 mètres. Situé entre les rivières de la Zorn au sud et de la Moder au nord, le pays de Hanau est bien plus qu'une région naturelle de la Basse-Alsace. Cette zone est une ancienne entité seigneuriale, fief des comtes de Hanau-Lichtenberg et une entité religieuse, bastion alsacien du luthéranisme rural.

### Géologie et relief
La commune se compose de 237,91 hectares de territoires artificialisés (9,17 %), 2 134,14 hectares de territoires agricoles (82,24 %) et 222,48 hectares de forêts et milieux semi-naturels (8,57 %).
Espaces naturels :
- Six espaces protégés hors Natura 2000 :

Eckmatt,
Bischberg,
Réserve naturelle régionale (RNR) de la colline du Bastberg (Imbsheim),
Wasen,
Réserve naturelle régionale (RNR) de la colline du bastberg (imbsheim)  - parcelle en maitrise d'usage,
Colline Du Bastberg.
- Six zones naturelles d'intérêt écologique, faunistique et floristique (Znieff) :

Colline calcaire du Bastberg à Bouxwiller,
Paysage de collines avec vergers du Pays de Hanau,
Vallée de la basse Zorn et de ses affluents,
Prairies et vergers du piémont vosgien à Neuwiller-les-Saverne,
Prairies à Dossenheim-sur-Zinsel et Bouxwiller,
Vallée de la Zinsel du Sud de Hattmatt à sa confluence avec la Zorn.
- Inventaire national du patrimoine géologique :

Le Bastberg et la carrière de calcaires lacustres de l'Eocène à Bouxwiller.

#### Cénozoïque

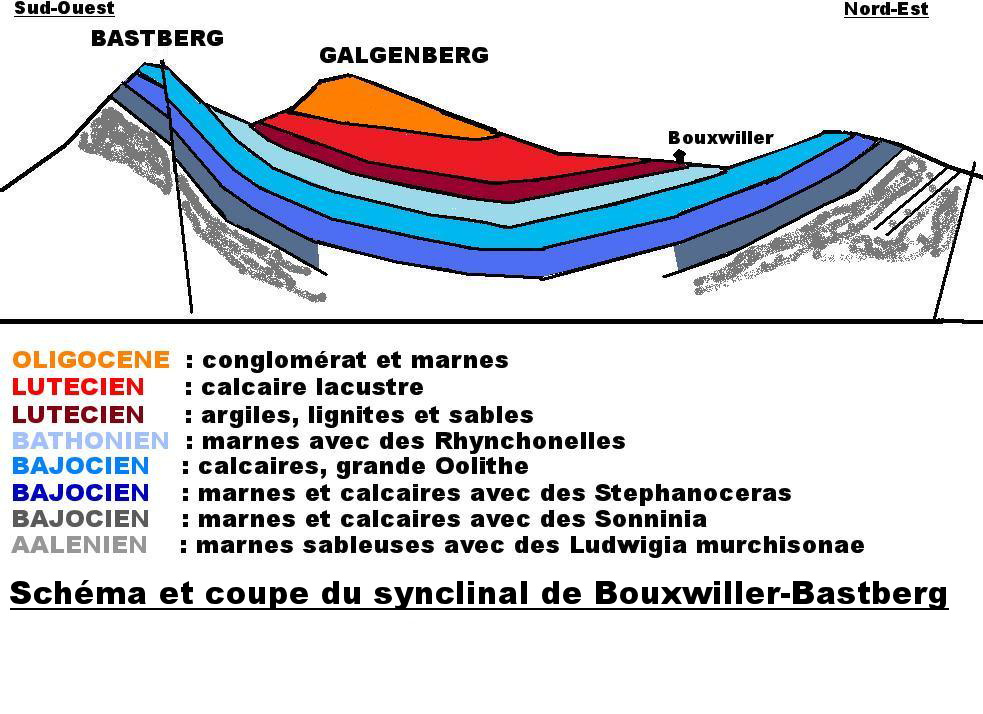
La succession des couches géologiques à Bouxwiller.

Le massif des Vosges et la plaine d'Alsace ont pour prolongement en Allemagne, la plaine du Pays de Bade et le massif de la Forêt-Noire. Les deux massifs ont pour origine commune le bombement d'une pénéplaine post-hercynienne. Cette déformation est causée par une compression engendrée par l’orogenèse des Alpes. Ce bombement s'est vu suivre par un effondrement tectonique central où le Rhin, de Bâle à Francfort, constitue le graben central.
Au début du Cénozoïque (-65 Ma), le climat en Alsace est de type équatorial. Les couches issues de l'ère mésozoïque (−251 à −65,5 Ma), sont déformées par la compression issue de la formation des montagnes alpines. Au milieu de l'Éocène (−50 Ma), le futur fossé rhénan commence à s'affaisser. À Bouxwiller, ce phénomène favorise la formation d'un lac. Il s'y alternent des sédimentations de calcaire, d'argile et de lignite, riches en fossiles de gastéropodes, d'ostracodes, de poissons, etc. La période de l’Oligocène (de -34 à −23 Ma) marque le début de l'effondrement rhénan. Une mer peu profonde fait alors son apparition et il se produit une accumulation de sédiments d’origine marine. Après le retrait de cette mer, la sédimentation a une origine fluviale au Miocène (de -23 à −5 Ma). Le fossé s’ouvre d’abord vers le sud, comme le montre l'Aar-Doubs. Au Pliocène (de -5 à −2 Ma), les principales rivières alsaciennes telles la Moder ou la Zorn produisent de grands cônes de déjection à leur débouché. Au début du Quaternaire (notre période géologique), sous le poids des dépôts sédimentaires et sous l’action des déformations, le lent mouvement d’affaissement du fossé attire le fleuve vers le nord. Les périodes de poses d’alluvions alternent avec des périodes de creusements. Il se forme alors un ensemble de terrasses découpées par le Rhin et par l’Ill, son principal affluent en Alsace. Dominant actuellement le Rhin de cinq à cinquante mètres, ces terrasses ont été recouvertes de lœss sur dix à vingt mètres durant les dernières glaciations du Quaternaire.

#### Collines sous-vosgiennes

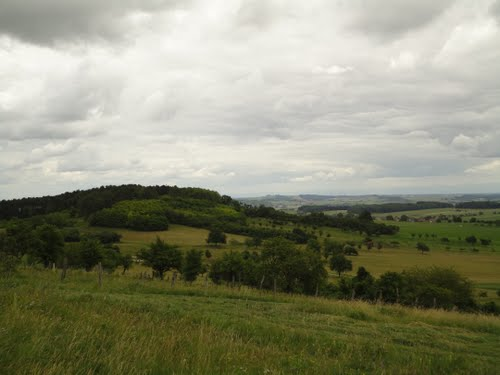
Vue sur la colline du Galgenberg ou Grand-Bastberg.

Du côté alsacien, le piémont des Vosges est formé par les collines sous-vosgiennes, dont les sols sont constitués de roches calcaires. C’est une zone de transition entre les grès et les granites des Vosges et les alluvions de la plaine d'Alsace. Ces collines s’étirent à l'est des Vosges sur plus de cent kilomètres du nord au sud de l’Alsace sur une largeur allant de deux à vingt kilomètres. Les montagnes vosgiennes constituent une barrière aux précipitations atmosphériques venant de l'ouest. La pluviométrie est donc moins importante sur les collines sous-vosgiennes que sur le versant lorrain, le climat y est plus sec et plus chaud. Ces faits sont à l’origine de l'essor de la viticulture alsacienne sur une grande partie de ces terrains (de Marlenheim à Thann).
Le pays de Hanau est situé sur le champ de fracture de Saverne. Le relief est composé de ces collines sous-vosgiennes et de leurs vallonnements. À Bouxwiller, les plus hauts sommets sont le Bastberg ou mont Saint-Sébastien (326 m) et le Galgenberg ou mont de la Potence (321 m). L'appellation impropre mais courante de ces deux collines est respectivement Petit Bastberg et Grand Bastberg.
Bouxwiller se situe à des altitudes comprises entre 209 et 259 m (selon un axe nord-est/sud-ouest). Les trois communes associées se situent à des altitudes comparables : Riedheim à 230 m ; Griesbach-le-Bastberg à 185 m et Imbsheim à 265 m.

#### Fossiles

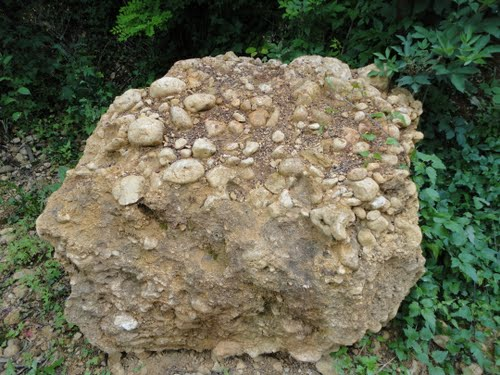
Conglomérat du Galgenberg.

Sur ce qui est de nos jours le territoire bouxwillerois, la structure géologique est décrite comme une synforme synclinale. Les couches les plus récentes se superposent sur les plus anciennes. Mais par le plissement convexe de la structure, les plus anciennes couches géologiques affleurent au sommet des collines bouxwilleroises. L’affaissement du fossé rhénan durant l’Oligocène a amené une mer peu profonde où se sont formées les actuelles roches de calcaires oolithes. Le littoral de cette mer fut marqué par une succession de couches de conglomérats côtiers, dont les restes couronnent la colline du Galgenberg. En 1770, Goethe de passage à Bouxwiller, s'émerveillait au sujet de la faune préhistorique du Bastberg ; « Cette hauteur où se sont entassés un monceau de mollusques, me fit comprendre pour la première fois, tels des documents, les origines du monde. Je n'en ai jamais vu en aussi grande masse ». Au XIXe siècle, grâce à l'exploitation minière de lignite au pied du Bastberg, les séries géologiques et leurs fossiles marins ont pu être étudiés. Vers 1822, Georges Cuvier et Anselme Gaëtan Desmarest se sont penchés, entre autres, sur les fossiles d'un mammifère proche de nos actuels tapirs, le Lophiodon et ont baptisé une des sous-espèces du nom de Bouxwiller, le Lophiodon buchsowillanum. Cet animal évoluait au Lutétien (-48 à -40 millions d'années) dans un climat tropical en compagnie de crocodiles, tortues, grenouilles et serpents.

#### Le Bastberg
De par son sol calcaire et perméable et de par son microclimat ensoleillé, le Bastberg est une colline sèche. La faune et la flore qui s’y déploient sont proches de celles des garrigues méditerranéennes de Provence. Là aussi la végétation est rase et parsemée d’arbustes. Dans le passé, les pelouses sèches du Bastberg bénéficiaient du pâturage d’élevage extensif ce qui gardait son milieu ouvert. En 1989, pour pallier ce manque, la colline devient une réserve naturelle régionale gérée par le Conservatoire des sites alsaciens. Pour maintenir ce biotope particulier, cette association foncière y organise des fauches en décembre et procède à l’éradication des jeunes plants de résineux intrusifs. Ce milieu accueille une douzaine d’orchidées, dont les plus visibles sont l’Ophrys bourdon et l’Orchis bouc. Parmi les insectes on peut rencontrer le Machaon ou la Mante religieuse. Ce milieu doit cependant faire face à des activités humaines de loisirs (randonnée, aéromodélisme, moto verte, parapente) qui risquent de nuire à son équilibre. Les eaux qui s’infiltrent dans le sol calcaire sont captées pour les besoins locaux en eau potable.

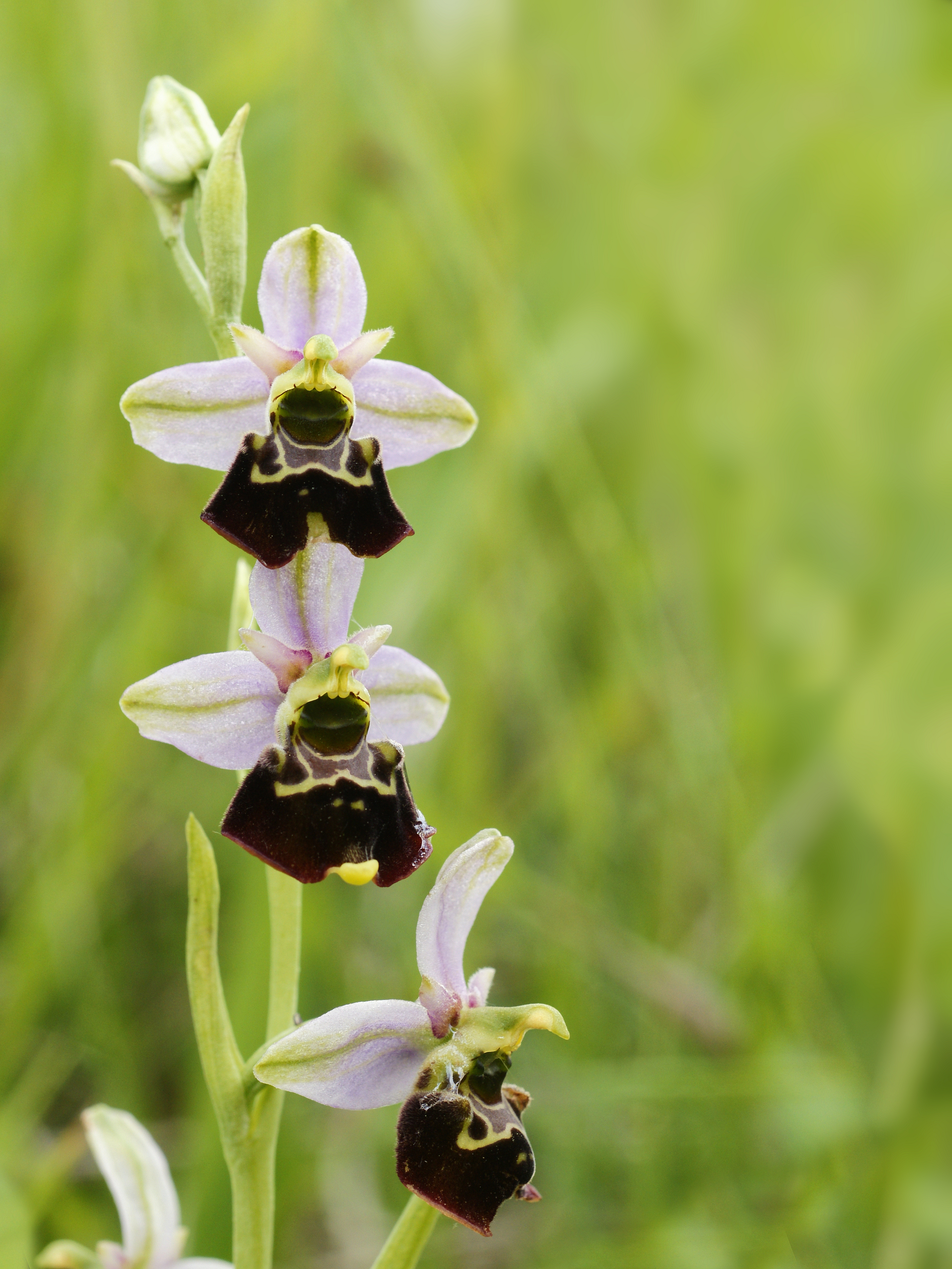
Ophrys bourdon.
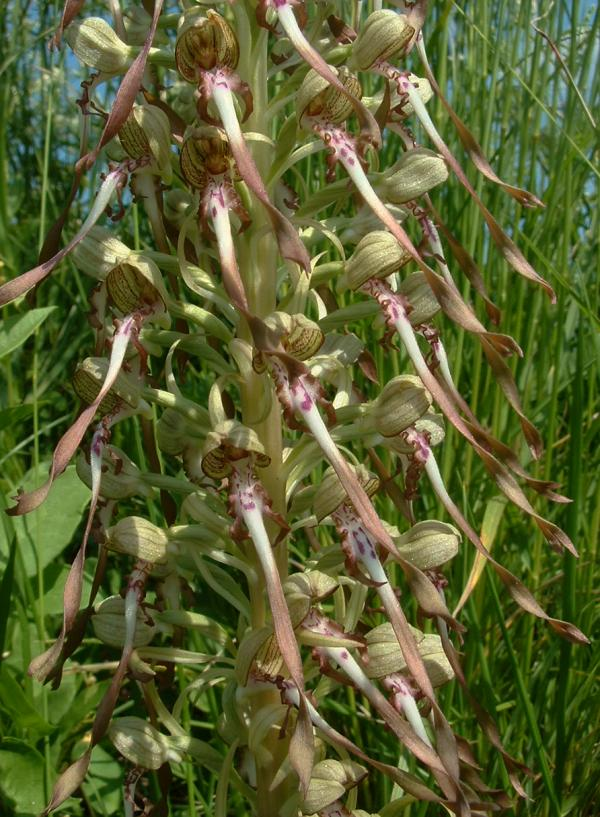
Orchis bouc
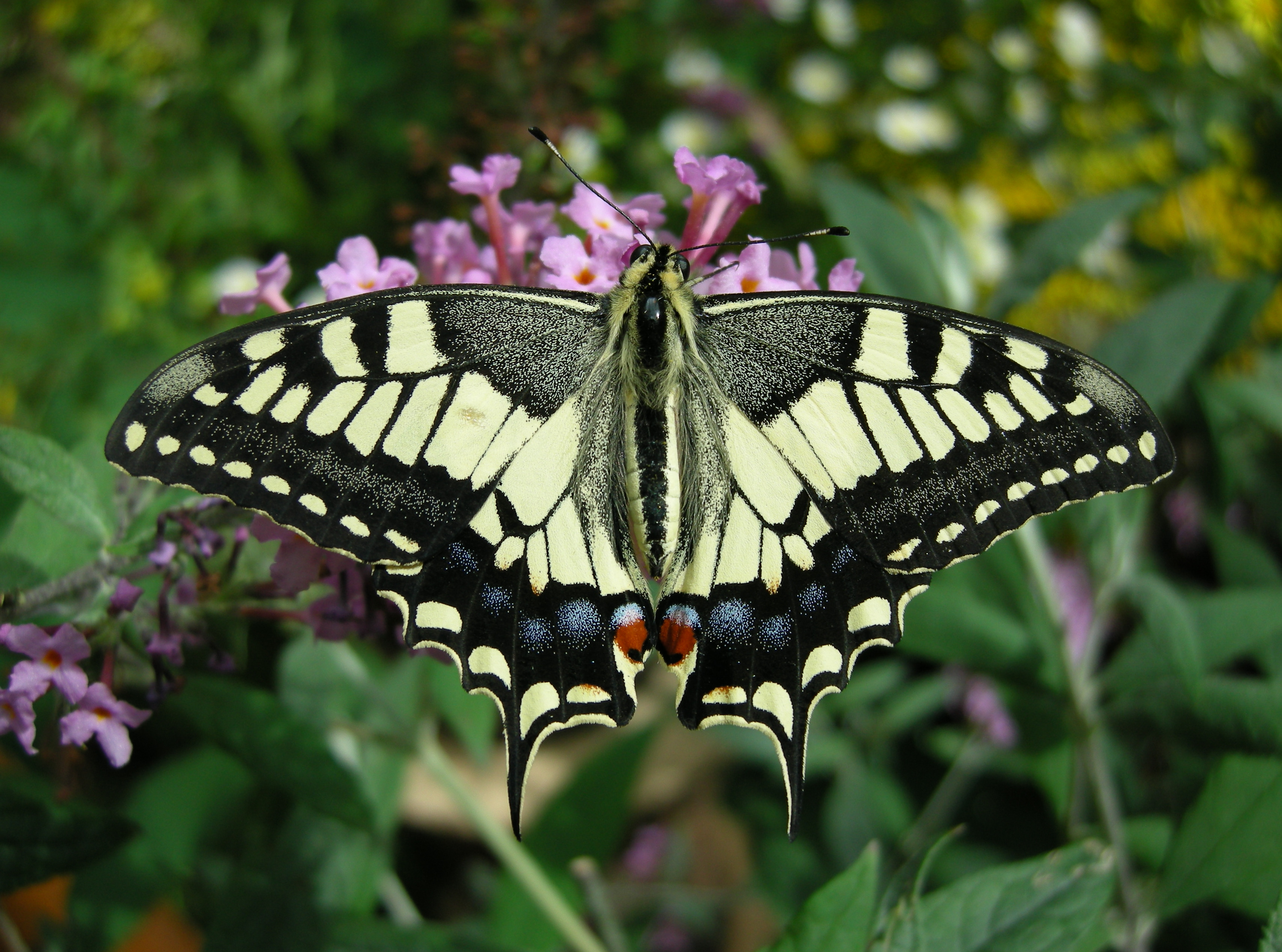
Machaon.
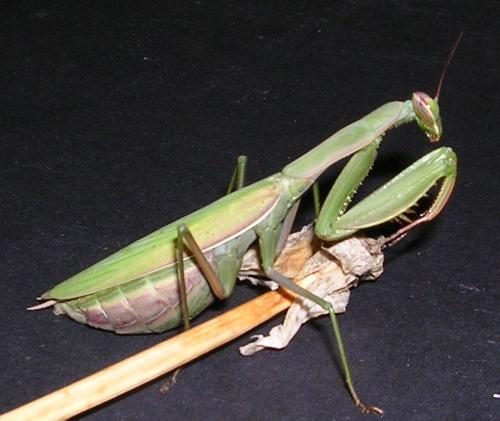
Mante religieuse.

### Le territoire communal vers 1760
Composition du territoire communal vers 1760 (en arpents du roi)
|                       | terres | prés | pâturages | vignes | village | carrières | jardins | broussailles | bois | étangs | Total | |
| Bouxwiller            | 1 014,58 | 320,75 | 217,32 | 126,12 | 183,33 | 2,49 | 20,33 | 49,7 | 582,38 | 16,38 | 2 532,53 | |
| Imbsheim              | 862,23 | 161,69 | 206,86 | 45,95 | 16,37 | - | - | - | 131,64 | - | 1 414,73 | |
| Riedheim              | 382,19 | 43,76 | 40,84 | 10,70 | 13,10 | - | - | - | - | - | 489,90 | |
| Sources des données : | Archives départementales (67), documents cotés C556(43), C561(175), C567(325). Pas de document similaire pour Griesbach-le-Bastberg. | Archives départementales (67), documents cotés C556(43), C561(175), C567(325). Pas de document similaire pour Griesbach-le-Bastberg. | Archives départementales (67), documents cotés C556(43), C561(175), C567(325). Pas de document similaire pour Griesbach-le-Bastberg. | Archives départementales (67), documents cotés C556(43), C561(175), C567(325). Pas de document similaire pour Griesbach-le-Bastberg. | Archives départementales (67), documents cotés C556(43), C561(175), C567(325). Pas de document similaire pour Griesbach-le-Bastberg. | Archives départementales (67), documents cotés C556(43), C561(175), C567(325). Pas de document similaire pour Griesbach-le-Bastberg. | Archives départementales (67), documents cotés C556(43), C561(175), C567(325). Pas de document similaire pour Griesbach-le-Bastberg. | Archives départementales (67), documents cotés C556(43), C561(175), C567(325). Pas de document similaire pour Griesbach-le-Bastberg. | Archives départementales (67), documents cotés C556(43), C561(175), C567(325). Pas de document similaire pour Griesbach-le-Bastberg. | Archives départementales (67), documents cotés C556(43), C561(175), C567(325). Pas de document similaire pour Griesbach-le-Bastberg. | Archives départementales (67), documents cotés C556(43), C561(175), C567(325). Pas de document similaire pour Griesbach-le-Bastberg. | Archives départementales (67), documents cotés C556(43), C561(175), C567(325). Pas de document similaire pour Griesbach-le-Bastberg. |

### Hydrographie et les eaux souterraines
Hydrogéologie et climatologie : Système d’information pour la gestion des eaux souterraines du bassin Rhin-Meuse :
Territoire communal : Occupation du sol (Corinne Land Cover); Cours d'eau (BD Carthage),
Géologie : Carte géologique; Coupes géologiques et techniques,
 Hydrogéologie : Masses d'eau souterraine; BD Lisa; Cartes piézométriques.
La commune est dans le bassin versant du Rhin au sein du bassin Rhin-Meuse. Elle est drainée par le ruisseau le Bachgraben, le ruisseau le Griesbaechel, le ruisseau le Lienbach, le ruisseau le Wappachgraben, le ruisseau de l'Oberholz et le ruisseau le Wullbach,.
L'Embsbaechel prend sa source près de Riedheim et rejoint à Bosselshausen le Sonderbach pour former le Bachgraben, d'une longueur de 13 km, qui s'écoule vers le sud-est jusqu'à la rivière Zorn entre Schwindratzheim et Hochfelden.
À l'ouest de Bouxwiller se rejoignent les ruisseaux Oberholtz et Griesbaechel, puis leurs eaux traversent le village de Griesbach-le-Bastberg et s'écoulent vers le sud jusqu'à la Zinsel du Sud, un affluent de la Zorn. Le Schnurgraben longe Imbsheim au nord et à l'est puis coule vers le sud vers la Zorn. Au sud de cette dernière localité, le Wallbach s'écoule jusqu'à la Zinsel-du-Sud.

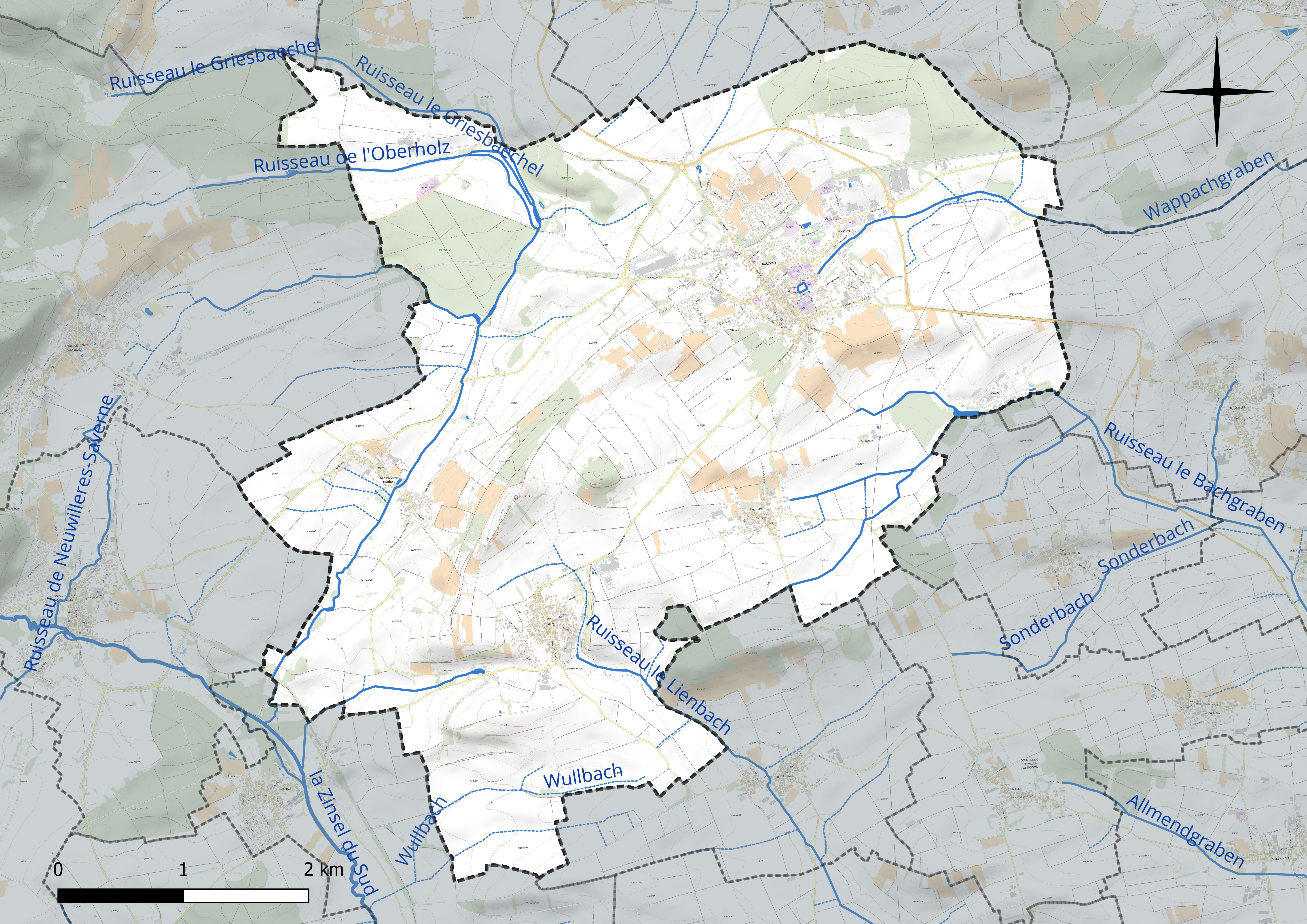
Réseau hydrographique de Bouxwiller.

### Climat
Pour des articles plus généraux, voir Climat du Grand Est et Climat du Bas-Rhin.
En 2010, le climat de la commune est de type climat des marges montargnardes, selon une étude du Centre national de la recherche scientifique s'appuyant sur une série de données couvrant la période 1971-2000. En 2020, Météo-France publie une typologie des climats de la France métropolitaine dans laquelle la commune est exposée à un climat semi-continental et est dans la région climatique Vosges, caractérisée par une pluviométrie très élevée (1 500 à 2 000 mm/an) en toutes saisons et un hiver rude (moins de 1 °C).
Pour la période 1971-2000, la température annuelle moyenne est de 10,3 °C, avec une amplitude thermique annuelle de 17,6 °C. Le cumul annuel moyen de précipitations est de 855 mm, avec 10,5 jours de précipitations en janvier et 10,2 jours en juillet. Pour la période 1991-2020, la température moyenne annuelle observée sur la station météorologique de Météo-France la plus proche, « Uhrwiller_sapc », sur la commune de Uhrwiller à 9 km à vol d'oiseau, est de 10,9 °C et le cumul annuel moyen de précipitations est de 740,0 mm. 
La température maximale relevée sur cette station est de 38,7 °C, atteinte le 7 août 2015 ; la température minimale est de −18 °C, atteinte le 20 décembre 2009,,.
Les paramètres climatiques de la commune ont été estimés pour le milieu du siècle (2041-2070) selon différents scénarios d'émission de gaz à effet de serre à partir des nouvelles projections climatiques de référence DRIAS-2020. Ils sont consultables sur un site dédié publié par Météo-France en novembre 2022.

## Urbanisme

### Typologie
Au 1er janvier 2024, Bouxwiller est catégorisée bourg rural, selon la nouvelle grille communale de densité à sept niveaux définie par l'Insee en 2022.
Elle appartient à l'unité urbaine de Bouxwiller, une unité urbaine monocommunale constituant une ville isolée,. Par ailleurs la commune fait partie de l'aire d'attraction de Bouxwiller, dont elle est la commune-centre,. Cette aire, qui regroupe 1 communes, est catégorisée dans les aires de moins de 50 000 habitants,.

### Occupation des sols
L'occupation des sols de la commune, telle qu'elle ressort de la base de données européenne d’occupation biophysique des sols Corine Land Cover (CLC), est marquée par l'importance des territoires agricoles (82,3 % en 2018), en diminution par rapport à 1990 (84 %). La répartition détaillée en 2018 est la suivante :
terres arables (52 %), prairies (13,1 %), zones urbanisées (9,2 %), cultures permanentes (9 %), forêts (8,5 %), zones agricoles hétérogènes (8,2 %). L'évolution de l’occupation des sols de la commune et de ses infrastructures peut être observée sur les différentes représentations cartographiques du territoire : la carte de Cassini (XVIIIe siècle), la carte d'état-major (1820-1866) et les cartes ou photos aériennes de l'IGN pour la période actuelle (1950 à aujourd'hui).

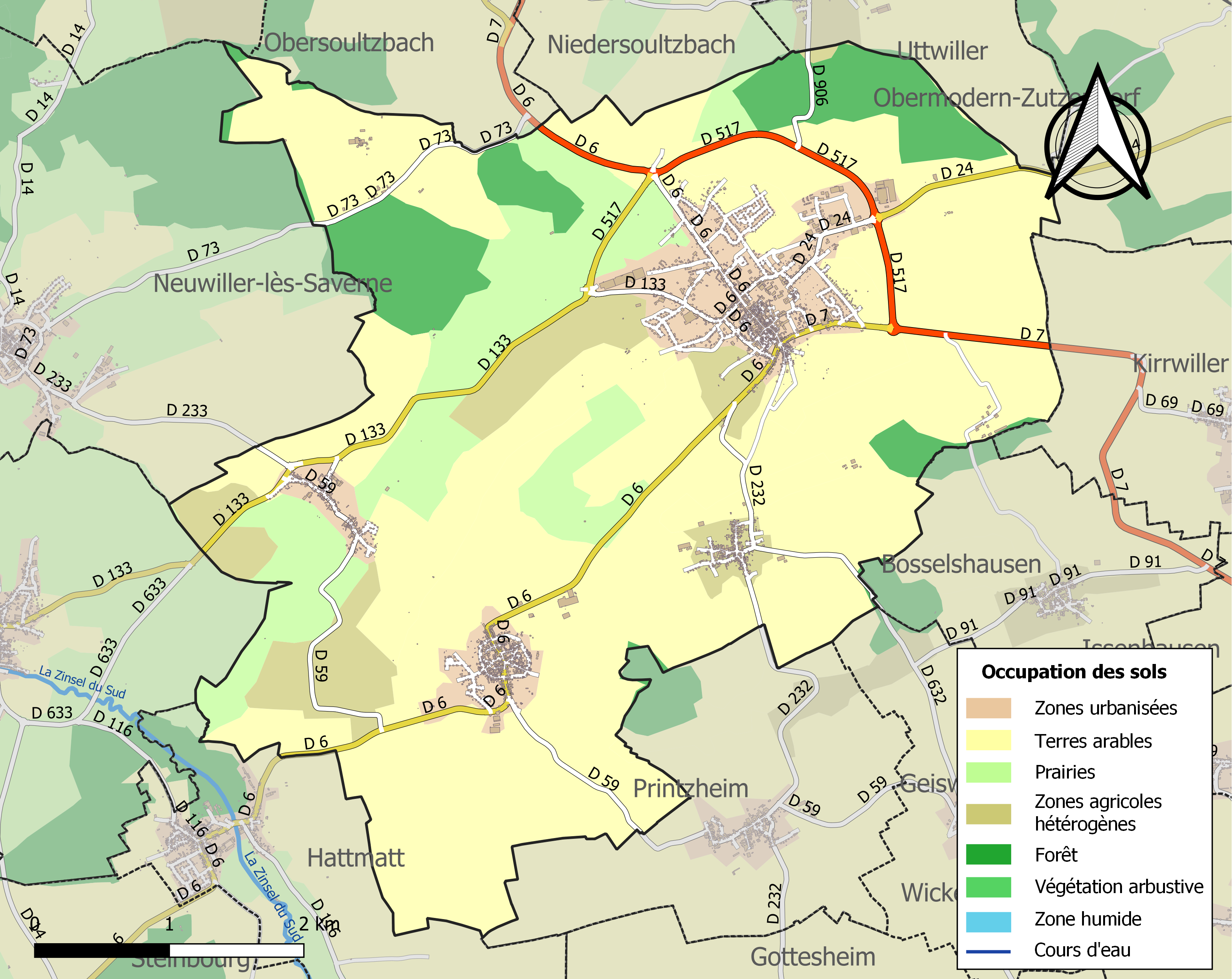
Carte des infrastructures et de l'occupation des sols de la commune en 2018 (CLC).

Le plan local d'urbanisme intercommunal fixe les règles d’urbanisme applicables sur le territoire de Bouxwiller et des communes associées,.

### Voies de communication
La communauté de communes est devenue Autorité organisatrice de la mobilité (AOM).

#### Réseau routier
Bouxwiller est une commune relativement éloignée de la grande voie de communication qu'est l'autoroute A4. Pour y accéder, il est nécessaire de se rendre à la sortie autoroutière  45 de Saverne (à 15 km de distance) ou vers la sortie  46 de Hochfelden au niveau du péage de Schwindratzheim (à 13 km de distance).
Cependant plusieurs routes secondaires convergent vers le centre du bourg. Du sud-ouest, la route départementale 6 (D 6) part de Saverne, passe par la commune associée d'Imbsheim, traverse Bouxwiller puis monte vers Ingwiller au nord. Cette route départementale se prolonge à partir du sud de Bouxwiller par la D 7 qui part en direction de Kirrwiller puis vers Hochfelden au sud-est. La D 24 file au nord-est en direction de Obermodern-Zutzendorf. La D 133 part vers le sud-ouest, passe par la commune associée de Griesbach-le-Bastberg, puis en direction de Dossenheim-sur-Zinsel et de ses vastes forêts vosgiennes. Pour soulager le centre-ville de Bouxwiller de l'importante circulation automobile, une voie de contournement a été aménagée au nord, en forme d'arc de cercle où se rejoignent les routes D 7, D 24, D 6 et D 133.

#### Transports en commun
- Transports en Alsace.
- Fluo Grand Est.

Durant les périodes scolaires, le Conseil départemental du Bas-Rhin organise et finance des ramassages scolaires depuis les villages alentour vers le collège et le lycée de Bouxwiller.

##### SNCF

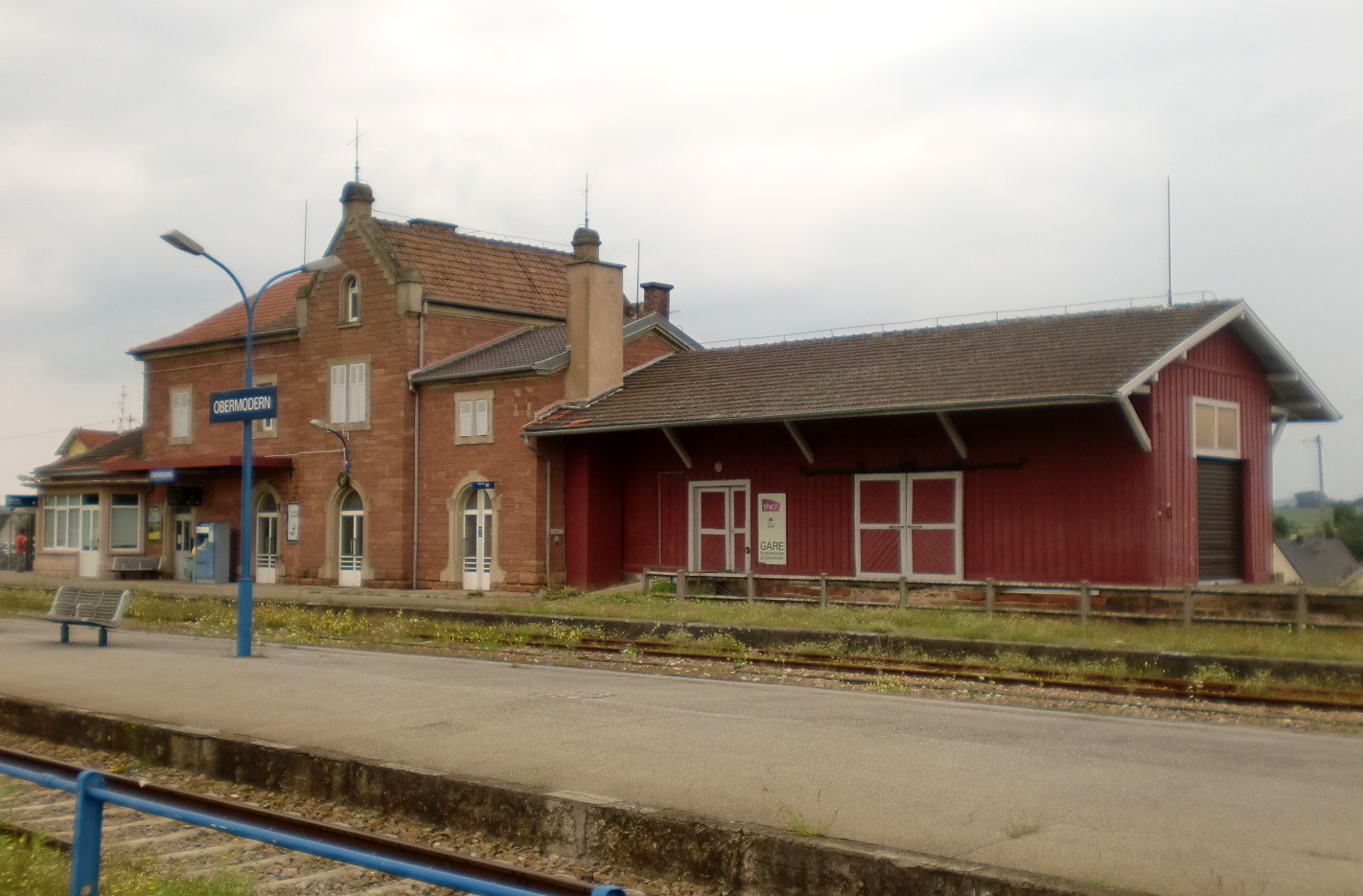
Gare d'Obermodern.

La gare SNCF de Bouxwiller construite en 1878 est à présent désaffectée de tout usage ferroviaire. La municipalité utilise ce local à ses propres fins en tant qu'ateliers municipaux. La voie ferrée de Saverne à Bouxwiller a été posée en 1877 puis prolongée vers Haguenau en 1881 et vers Ingwiller en 1889. La portion vers cette dernière localité fut fermée dès 1953. Le reste de la ligne fut fermé aux voyageurs en 1970 puis aux marchandises en 1989. La voie a alors été déferrée puis transformée en piste cyclable.
La gare d'Obermodern est la gare la plus proche, située sur la ligne Strasbourg - Sarreguemines.

#### Piste cyclable
Une voie verte emprunte l'ancienne voie ferrée de Saverne via Neuwiller-les-Saverne jusqu'à Dossenheim-sur-Zinsel.

### Morphologie urbaine

#### Le bourg-centre

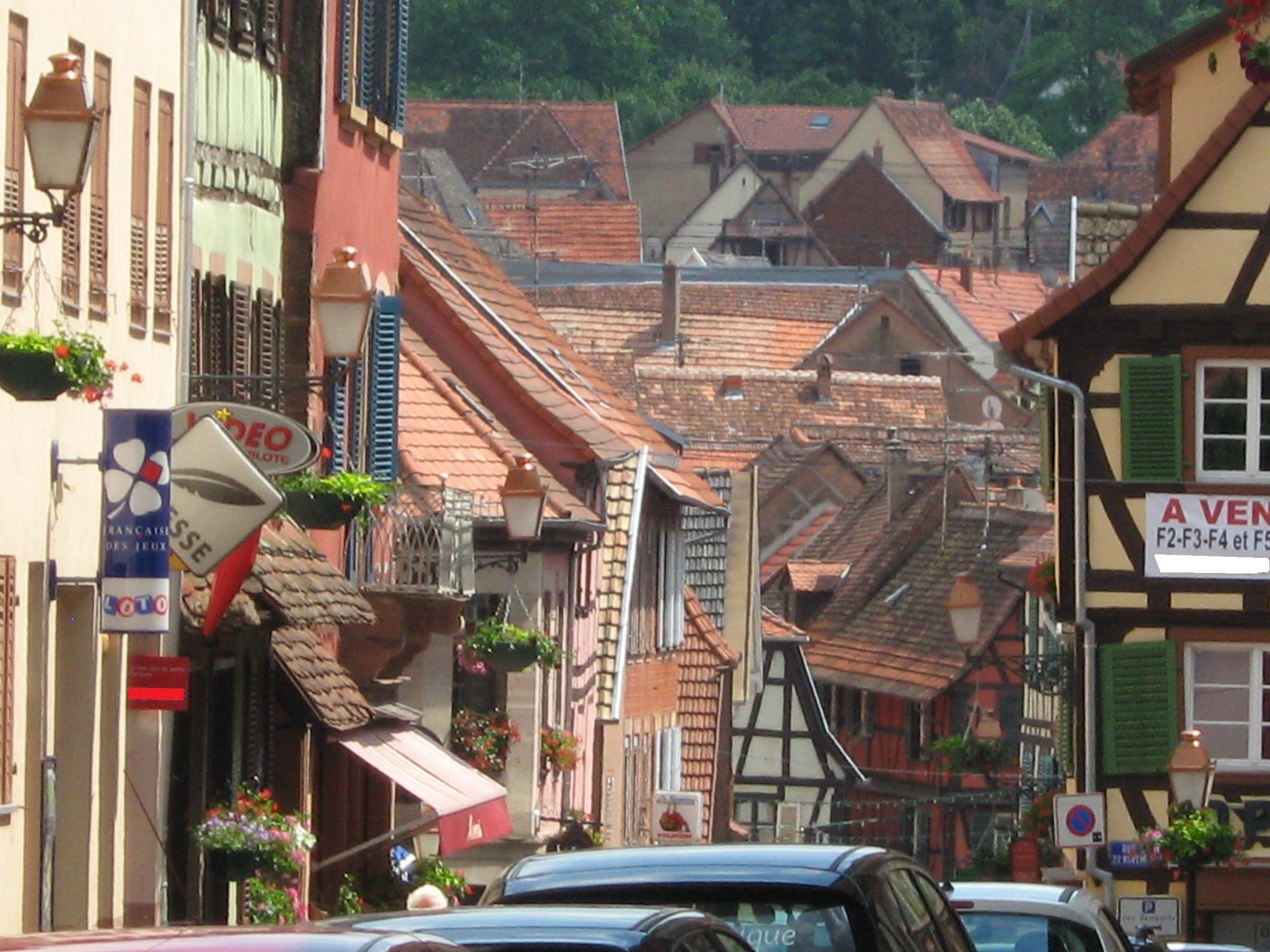
Vue sur le centre-ville (Grand'Rue).

Le centre historique de Bouxwiller est enfermé dans un îlot rectangulaire délimité par la muraille médiévale. Cette ceinture, dont bon nombre de vestiges subsistent encore, a un périmètre estimé de 1 105 mètres. Ce quartier se caractérise par des rues étroites et tortueuses typiquement médiévales, notamment autour de l'église paroissiale luthérienne et autour de la place du Marché aux grains. La Grand'Rue, rectiligne et plus large, traverse d'un bout à l'autre ce quartier selon un axe sud-est/nord-ouest, et reliait jusqu'au XIXe siècle les deux portes qui verrouillaient la cité. Un plan de 1759 indique qu'à cette époque deux faubourgs s'étaient formés devant ces portes sur un prolongement extra-muros de la Grand'Rue. Les fossés extérieurs qui entouraient la cité furent occupés au XIXe siècle par des demeures ouvrières pour constituer, par exemple, la rue des Mines. Les lotissements du XXe siècle se répartissent autour du centre historique mais sont essentiellement implantés au nord, et cela dans une sorte de grand rectangle trois fois plus étendu que la ville d'origine, et dont les contours sont formés par la rue de Neuwiller ou route D 133, la rue de Kirrwiller (ou D 7) et la voie semi-circulaire de contournement D 17.

#### Les communes associées
Depuis le 1er mars 1973, trois petites communes situées au sud de Bouxwiller ont fusionné avec cette dernière. En 1975, Imbsheim comptait 579 habitants ; Riedheim, 178 habitants et Griesbach-le-Bastberg, 143 habitants. À Imbsheim, les habitations se regroupent tout autour de l'église qui tient une position parfaitement centrale. Cet état provient du fait que cette localité était jadis entourée d'un fossé et d'une enceinte. La rue du Fossé matérialise encore aujourd'hui le tracé circulaire de cette défense disparue au cours de la Guerre de Trente Ans. Griesbach-le-Bastberg est un village-rue. Sa petite église se situe à l'entrée Ouest et les habitations s'étendent tout le long de la rue Principale qui se prolonge à l'est par la rue des Prés. À Riedheim, l'église, sans vraiment tenir une position excentrée comme à Griesbach, ne tient pas une position parfaitement centrale comme à Imbsheim. Autour de cet édifice, les habitations s'articulent le long de plusieurs voies, la Grand'Rue ou la rue Principale par exemple.

### Prépondérance des logements anciens

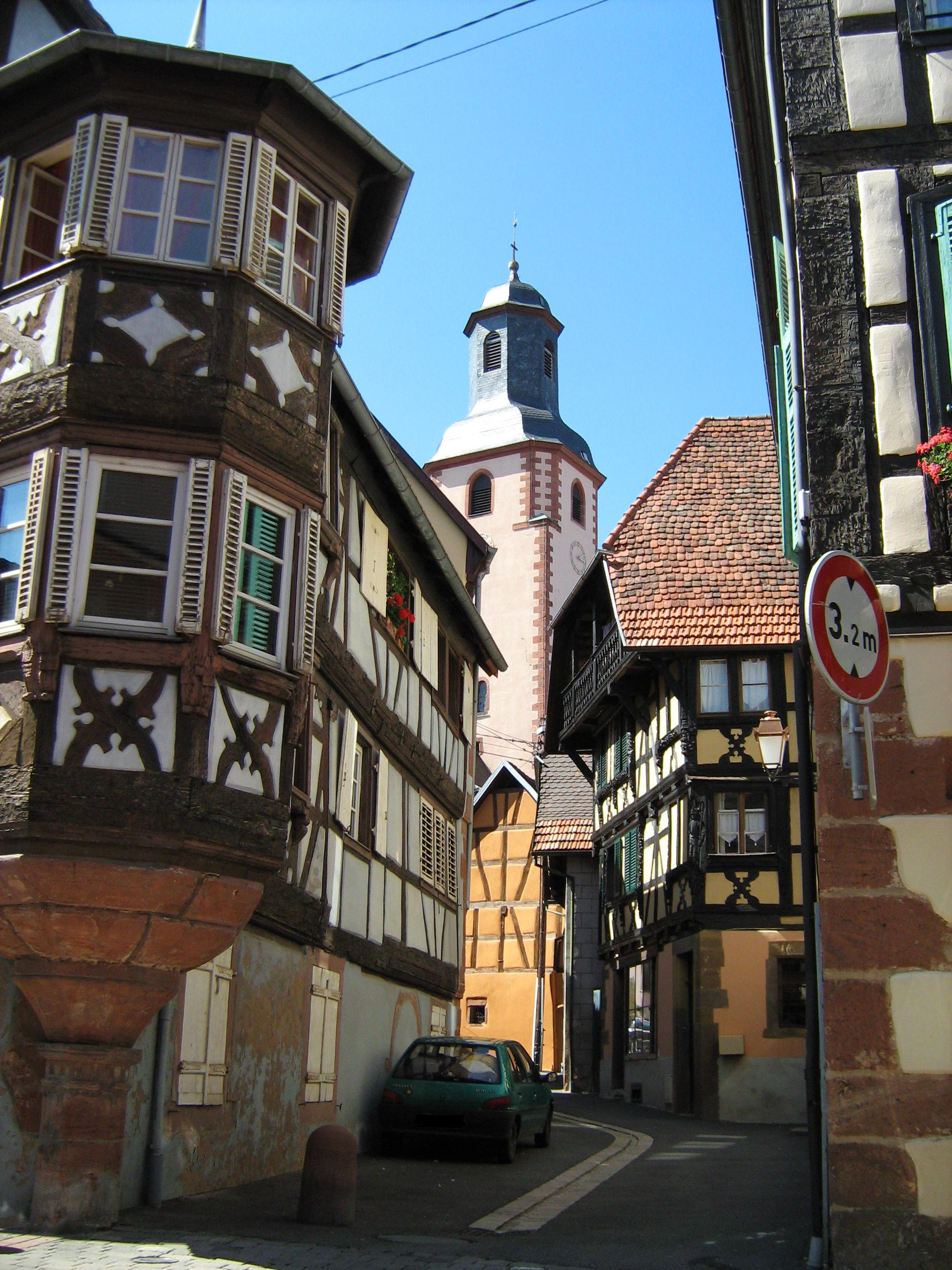
Maisons anciennes.

En 2004, Bouxwiller a la particularité de posséder un important parc immobilier de constructions anciennes. Les résidences principales construites avant 1949 représentent près de la moitié du total (48,4 %) alors qu'au niveau régional ou départemental avec respectivement 29,9 % et 29,1 %, cette part n'atteint pas le tiers. Cependant, au niveau cantonal, le pourcentage s'élève tout de même à 39,4 %. En comparant Bouxwiller avec Ingwiller et Pfaffenhoffen, les deux autres localités de plus de 2 500 habitants du canton, on constate que Bouxwiller s'est montrée moins attractive que ses deux homologues durant le XXe siècle. Cela est surtout vrai pour la période dite des Trente Glorieuses où Bouxwiller est en retard quant à l'édification de nouvelles résidences principales. En 2004, la part des résidences principales construites entre 1949 et 1974 représentent à Ingwiller 35,3 % et à Pfaffenhoffen 34,6 % contre seulement 18,5 % à Bouxwiller.
| Période    | Alsace | Bas-Rhin | Canton | Bouxwiller | Ingwiller | Pfaffenhoffen |
| ---------- | ------ | -------- | ------ | ---------- | --------- | ------------- |
| avant 1949 | 29,9 % | 29,1 %   | 39,4 % | 48,4 %     | 26,6 %    | 27,8 %        |
| 1949-1974  | 30,5 % | 30,2 %   | 24,7 % | 18,5 %     | 35,3 %    | 34,6 %        |
| 1975-1989  | 21,5 % | 22,3 %   | 20,1 % | 19,1 %     | 22,0 %    | 20,4 %        |
| 1990-2003  | 18,1 % | 18,3 %   | 15,8 % | 14,0 %     | 16,1 %    | 17,2 %        |

| Localité                             | année 1968 | année 1975 | année 1982 | année 1990 | année 1999 | année 2004 |
| ------------------------------------ | ---------- | ---------- | ---------- | ---------- | ---------- | ---------- |
| Bouxwiller                           | 1 162      | 1 226      | 1 355      | 1 407      | 1 472      | 1 677      |
| augmentation / recensement précédent | -          | +64        | +129       | +52        | +65        | +205       |
| Ingwiller                            | 979        | 1 147      | 1 308      | 1 383      | 1 520      | 1 707      |
| augmentation / recensement précédent | -          | +168       | +161       | +75        | +137       | +187       |
| Pfaffenhoffen                        | 634        | 728        | 814        | 859        | 1 005      | 1 065      |
| augmentation / recensement précédent | -          | +94        | +86        | +45        | +146       | +60        |

### Richesse architecturale
Bouxwiller compte 736 constructions en 1895, 817 en 1936 et 1 100 en 1990. Pour les mêmes années, Ingwiller en compte 524, 555 et 1097 et Pfaffenhoffen 264, 323 et 682. Le patrimoine immobilier de Bouxwiller, s’il est plus ancien, est cependant bien plus riche d’un point de vue architectural. Il n’y a certes que vingt ouvrages inscrits et protégés. Pourtant en l'an 2000, les services de la conservation du patrimoine ont effectué 579 repérages et 172 dossiers ont été sélectionnés pour figurer sur la base de données Mérimée, alors que pour Ingwiller et Pfaffenhoffen seuls cinquante dossiers ont été sélectionnés sur respectivement 294 et 195 repérages. Bouxwiller, ancienne capitale des comtes de Hanau-Lichtenberg, est donc encore dépositaire au XXIe siècle d'un important héritage historique. Entre le XVe et le XVIIIe siècle, cette seigneurie fit des temps heureux pour tout un petit monde de fonctionnaires et d'artisans. Si les temps révolutionnaires ont mis à bas le château des comtes, une grande partie des biens immobiliers de leurs affidés a perduré jusqu'à nous.

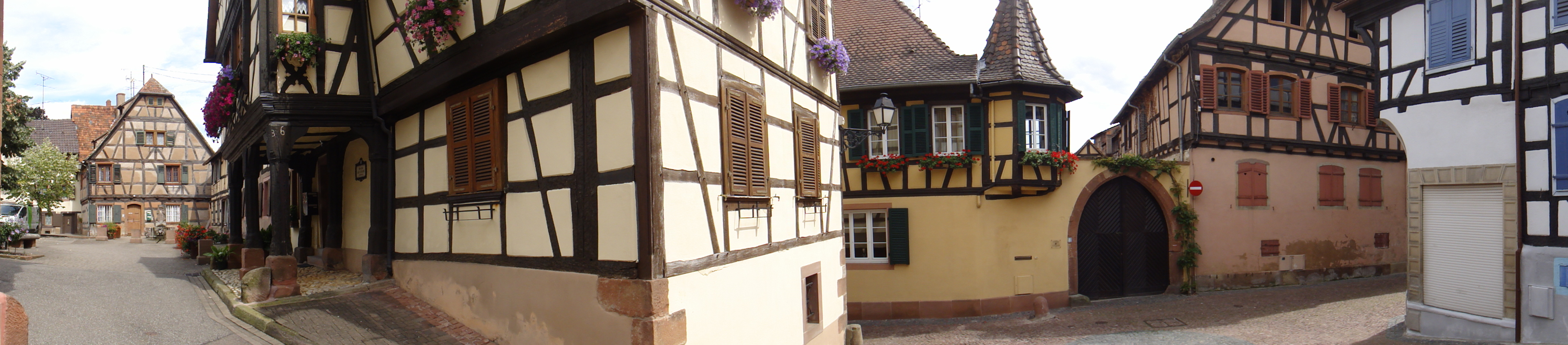
Vue sur la place du Marché-aux-Grains et sur la rue des Seigneurs

### Logement
En 2006, la commune de Bouxwiller comptait 1 677 logements dont 1 513 résidences principales et 33 résidences secondaires. Entre 1968 et 2006 le nombre total de logements a augmenté pour passer de 1 162 à 1 677 logements, soit un gain de 515 logements dont 205 rien qu'entre 1999 et 2006. Néanmoins en 2006, 131 logements étaient vacants soit 7,8 % du total. Cette même année, on a compté 1 156 maisons individuelles (68,9 %) et 517 appartements (30,8 %). Concernant les résidences principales, 796 logements sont des 5 pièces ou plus (52,6 %), 330 des 4 pièces (21,8 %), 258 des 3 pièces (17,1 %) et 112 des 2 pièces (7,4 %).

### Rénovation urbaine du centre-ville
Depuis les années 1980, la municipalité a mené à bien de nombreux chantiers. Le but étant d'améliorer la qualité de vie des Bouxwillerois mais en préservant le patrimoine immobilier du centre-ville. Pour ce faire, le conseil municipal use de son droit de préemption lorsqu'un projet immobilier met en danger une vieille construction ou lorsque le coût des travaux est trop important pour un particulier. D'un autre côté, le manque de places de stationnement automobile dans cette zone est une donnée cruciale, d'autant plus lorsqu'un ancien immeuble ne dispose pas d'un garage. Ce fait peut donc rebuter un futur acheteur ou locataire. La mairie achète ainsi les petites parcelles pour créer des parkings. Concernant la voirie du centre historique, les anciens enrobés de bitume ont été remplacés. Sur une surface de plus de 15 000 m2, ce remplacement s'est fait par du pavage de pierre-béton dont 5 300 m2 pour la seule Grand'Rue.

#### La place du Château
Ce vaste lieu, dont le centre est fait de terre battue, a été réaménagé et embelli par l'installation devant le lycée (imposant bâtiment de style wilhelmien) de deux bassins avec jets d'eau. Leurs eaux canalisées dans une rigole parcourent le pourtour de la place et sous deux rangées d'arbres, à intervalles réguliers, des bancs publics permettent aux badauds de profiter du clapotis aquatique. Le tout est rehaussé de quelques plantations florales et par une fontaine dite du Plattenschlecker (le « lécheur de plats ») illustration du sobriquet dont les autochtones se sont vus affublés depuis les temps des comtes de Hanau.

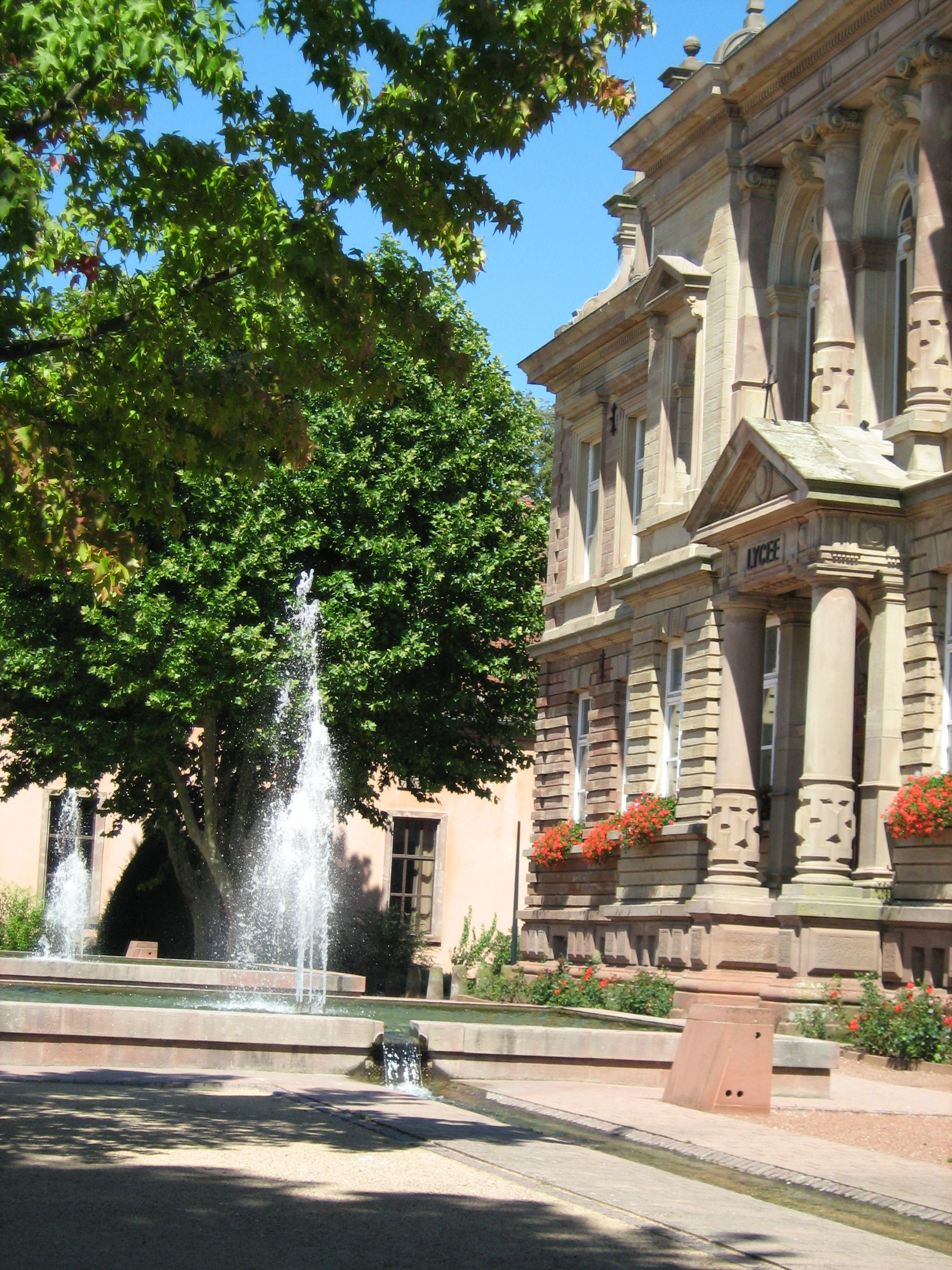
Les jets d'eau.
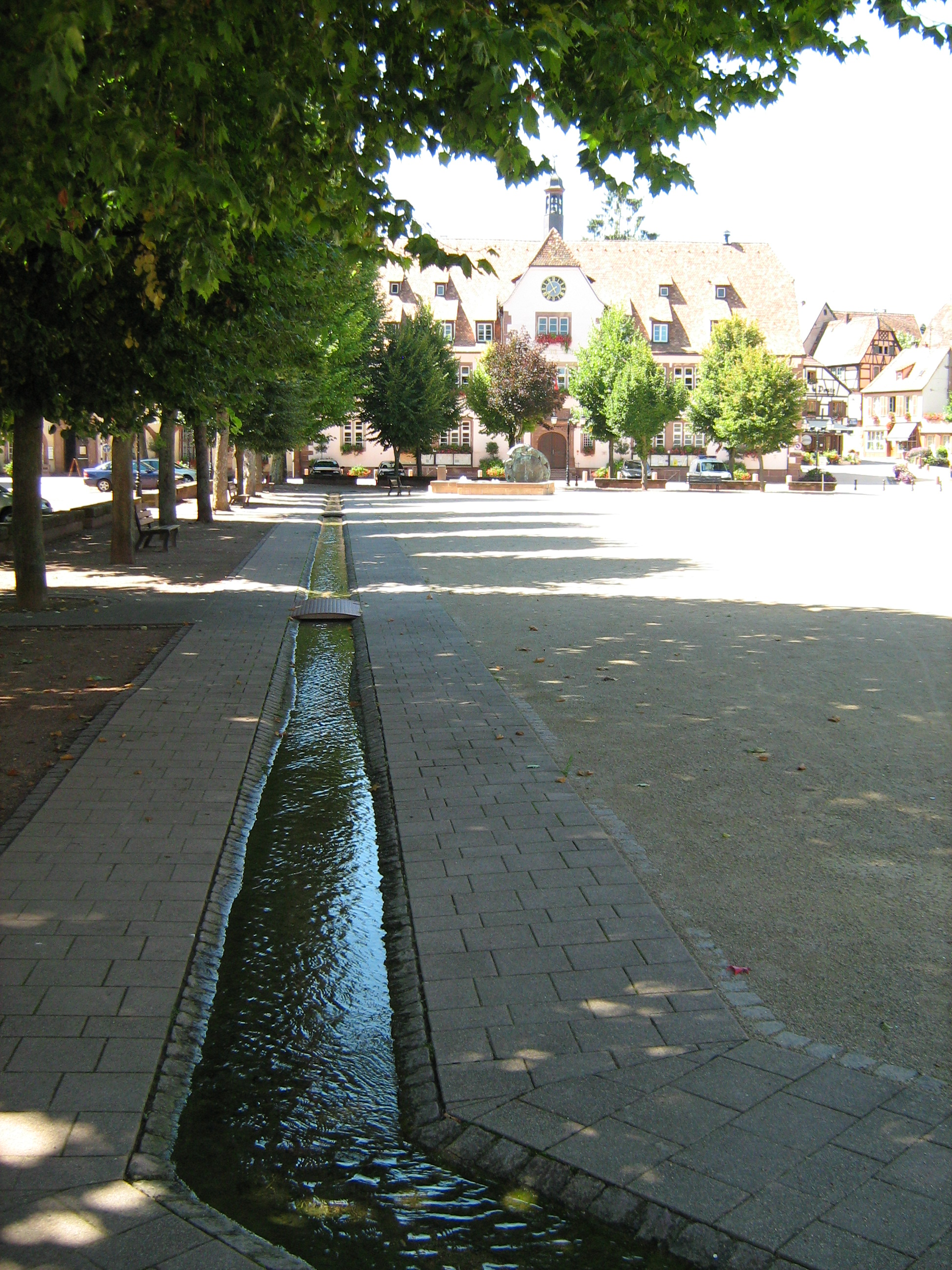
La rigole.
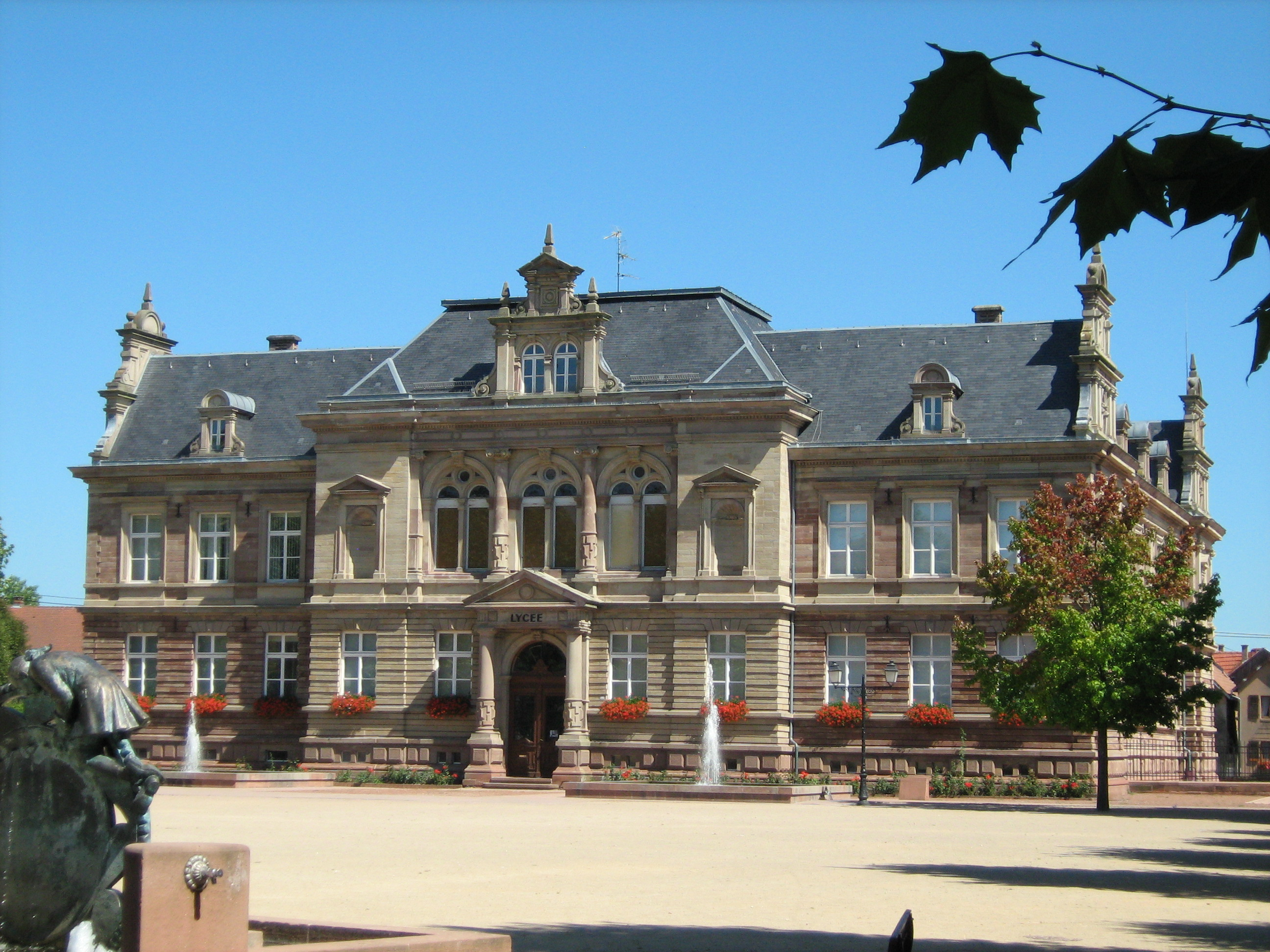
Le lycée.
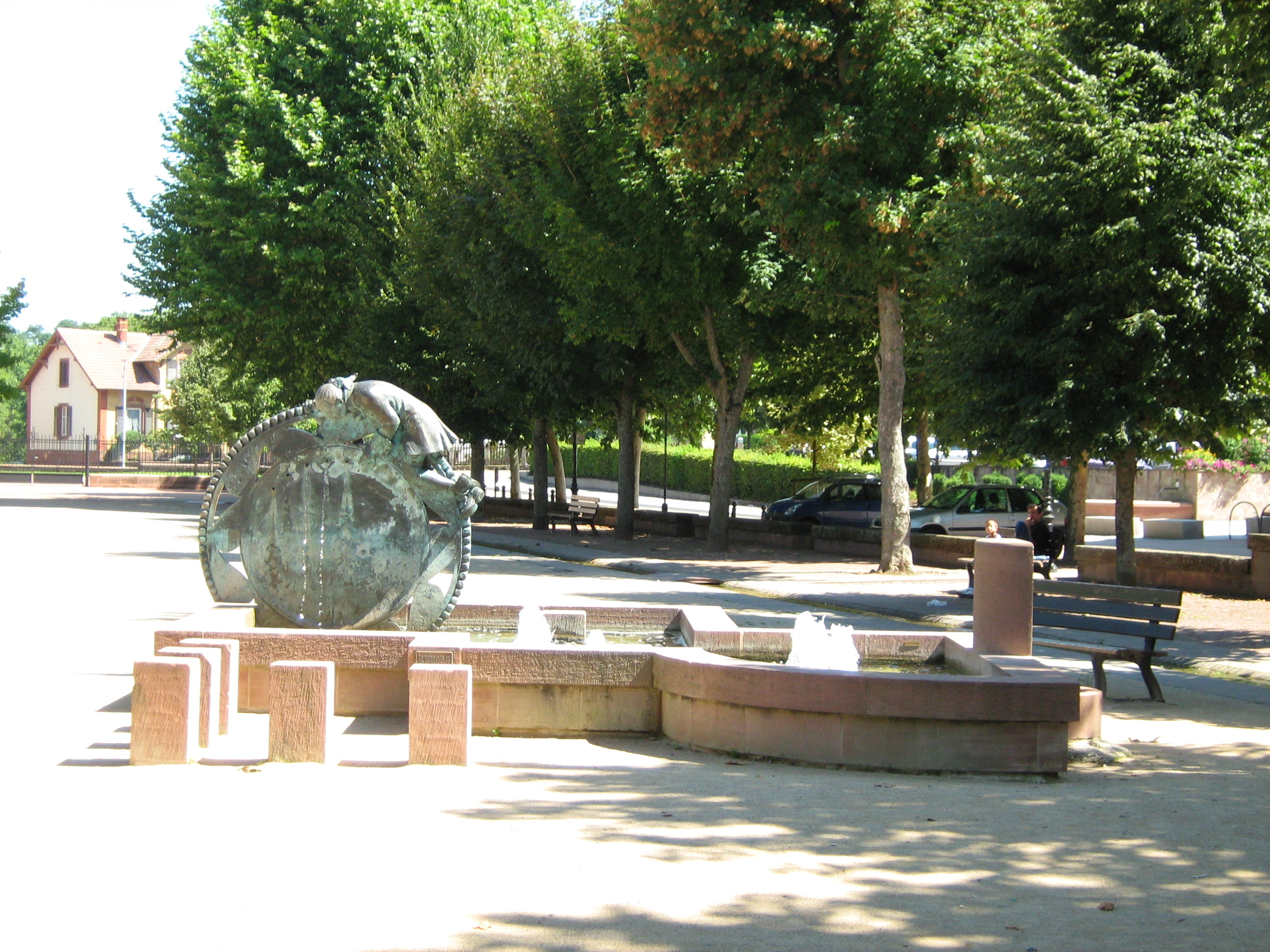
La fontaine du Plattenschlecker.

#### La place de la Grange-aux-Dîmes
Parmi les réalisations, on peut mentionner la création de la place de la Grange-aux-Dîmes. Ce projet a consisté à raser la grange éponyme (un bâtiment féodal appuyé contre le rempart et très délabré car aux mains de treize propriétaires) pour y aménager une placette avec six garages automobiles en sous-sol. Cette opération a visuellement aéré une zone densément urbanisée de vieilles maisons en pan de bois et permis de relier entre elles les deux impasses qu'étaient la rue de la Poste et la rue du Magasin. Le rempart ainsi dégagé a été en partie reconstruit avec l'adjonction d'un chemin de ronde.

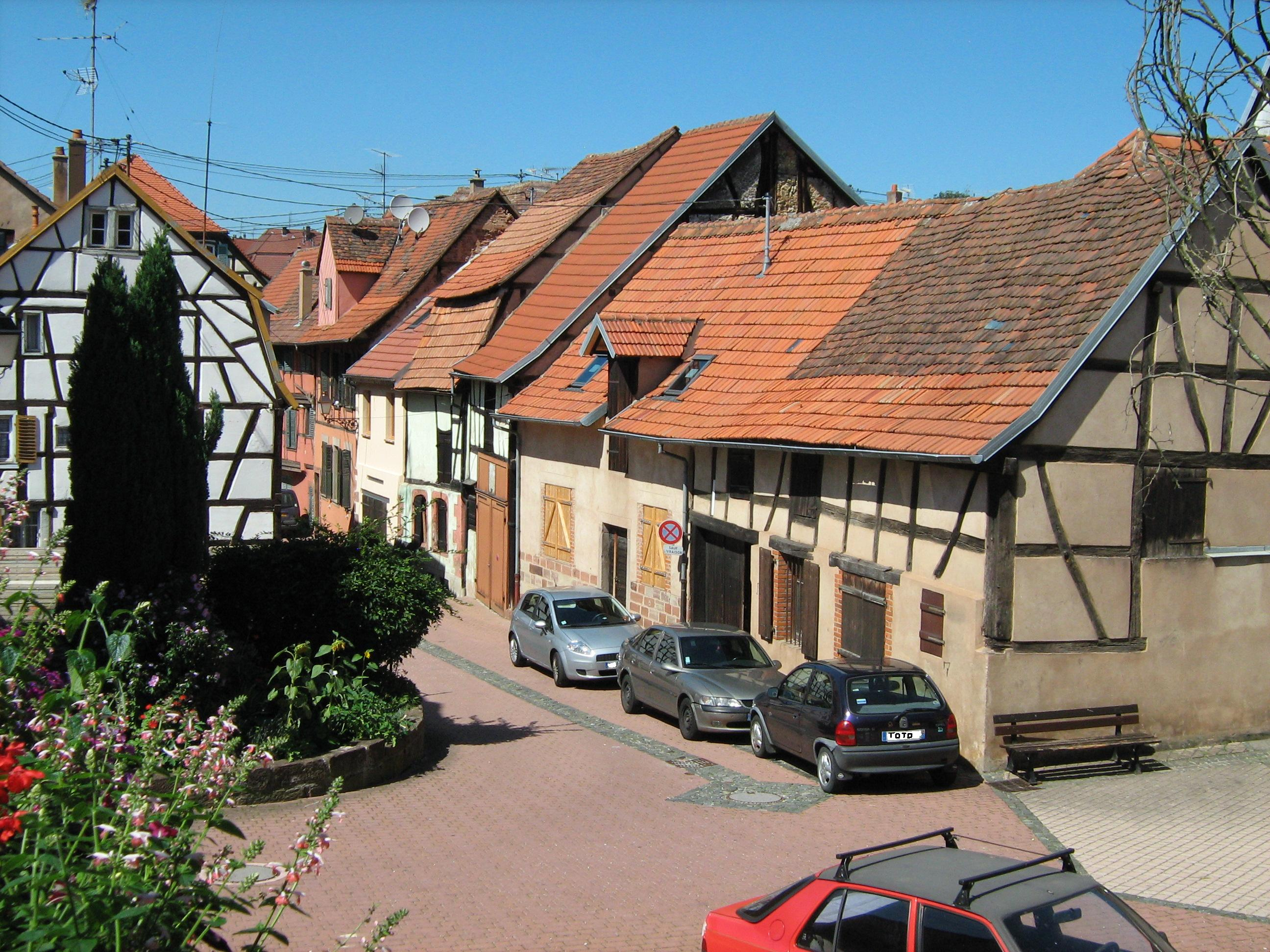
Débouché de la rue Commune.
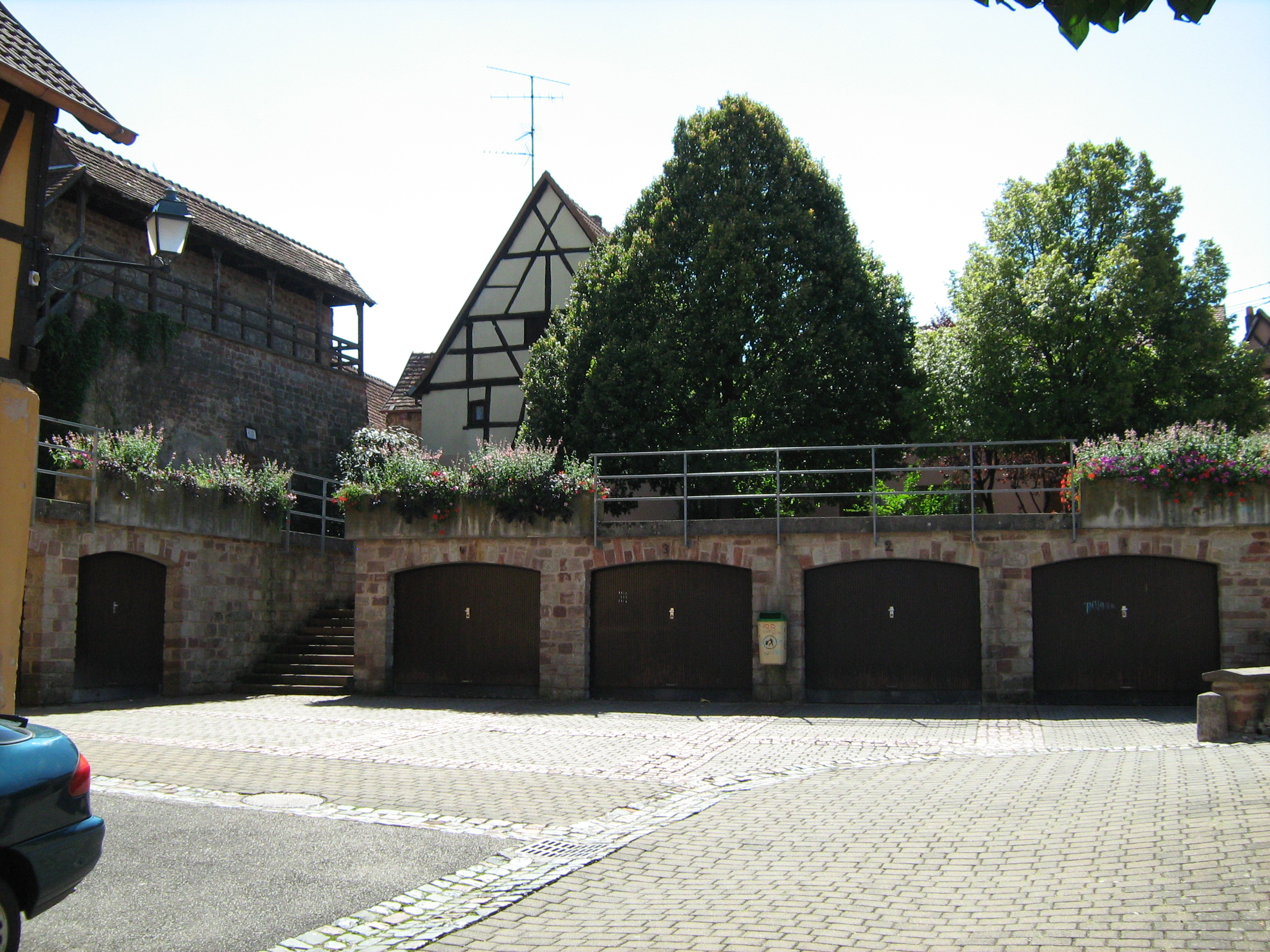
Garages.
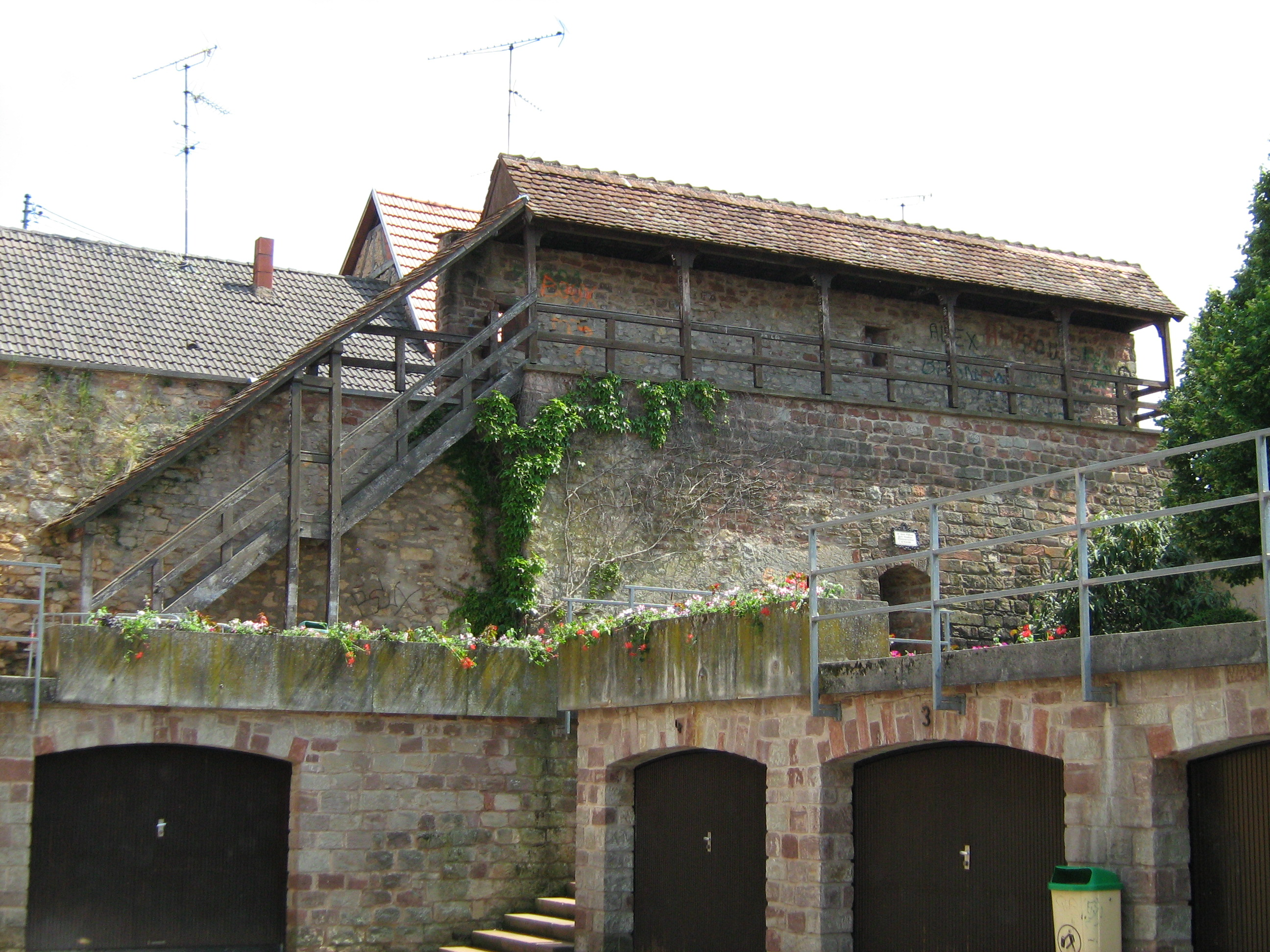
Chemin de ronde du rempart
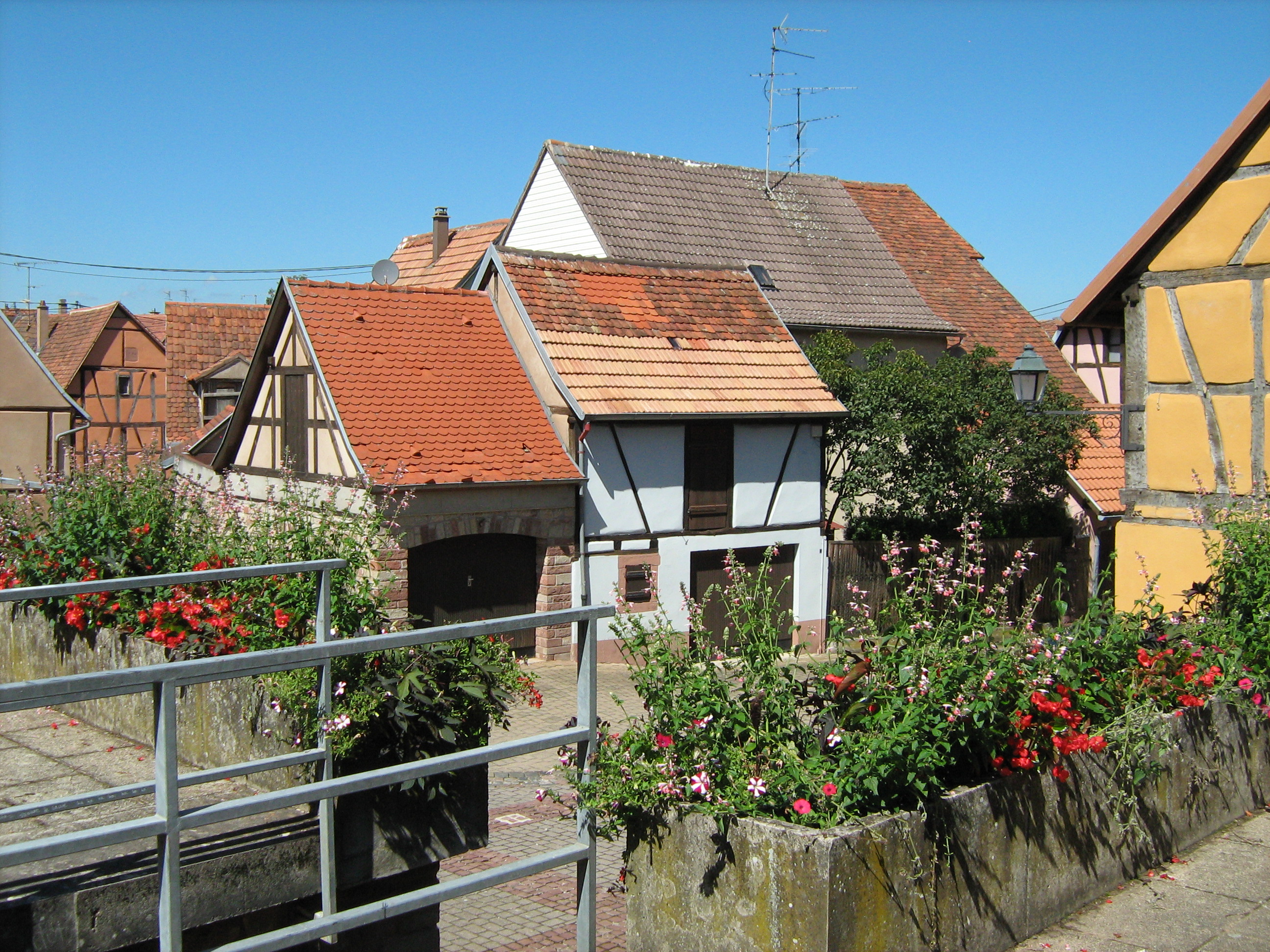
Débouché de la rue de la Poste.

#### Exemple d'une rénovation d'immeuble
Vers la fin des années 1980, un immeuble construit en 1630 et situé place du Marché-aux-Grains, très délabré, menaçait la sécurité des riverains et fut déclaré « danger public ». La charpente était détériorée, les solives et le colombage pourrissaient, la maçonnerie de remplissage tombait à terre. À l'intérieur, le seul WC était hors d'usage. La mairie s'est portée acquéreur de la bâtisse auprès des différents propriétaires, puis a cédé l'immeuble par bail emphytéotique à la Société civile de rénovation et de location de Saverne. Cet organisme ayant la maîtrise d'ouvrage a ensuite collecté des fonds pour entreprendre des travaux de restauration, la démolition n'étant pas la solution souhaitée ; la ville de Bouxwiller et l'ANAH participant au financement. La structure a été renforcée à l'intérieur par un noyau dur en maçonnerie et en béton armé, le colombage du côté ouest fut remplacé et les appartements dotés du confort moderne.

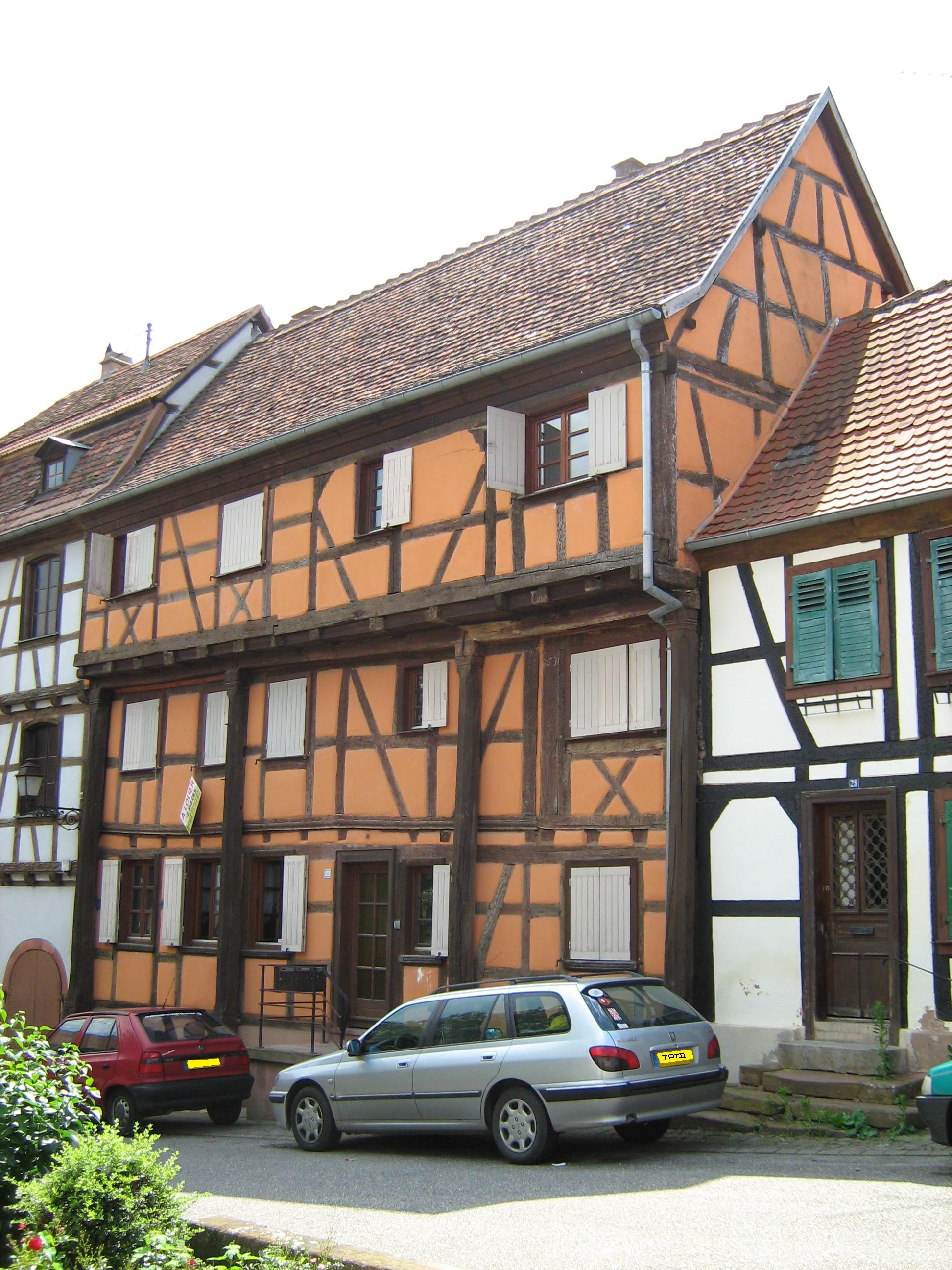
Immeuble place du Marché aux grains après rénovation.
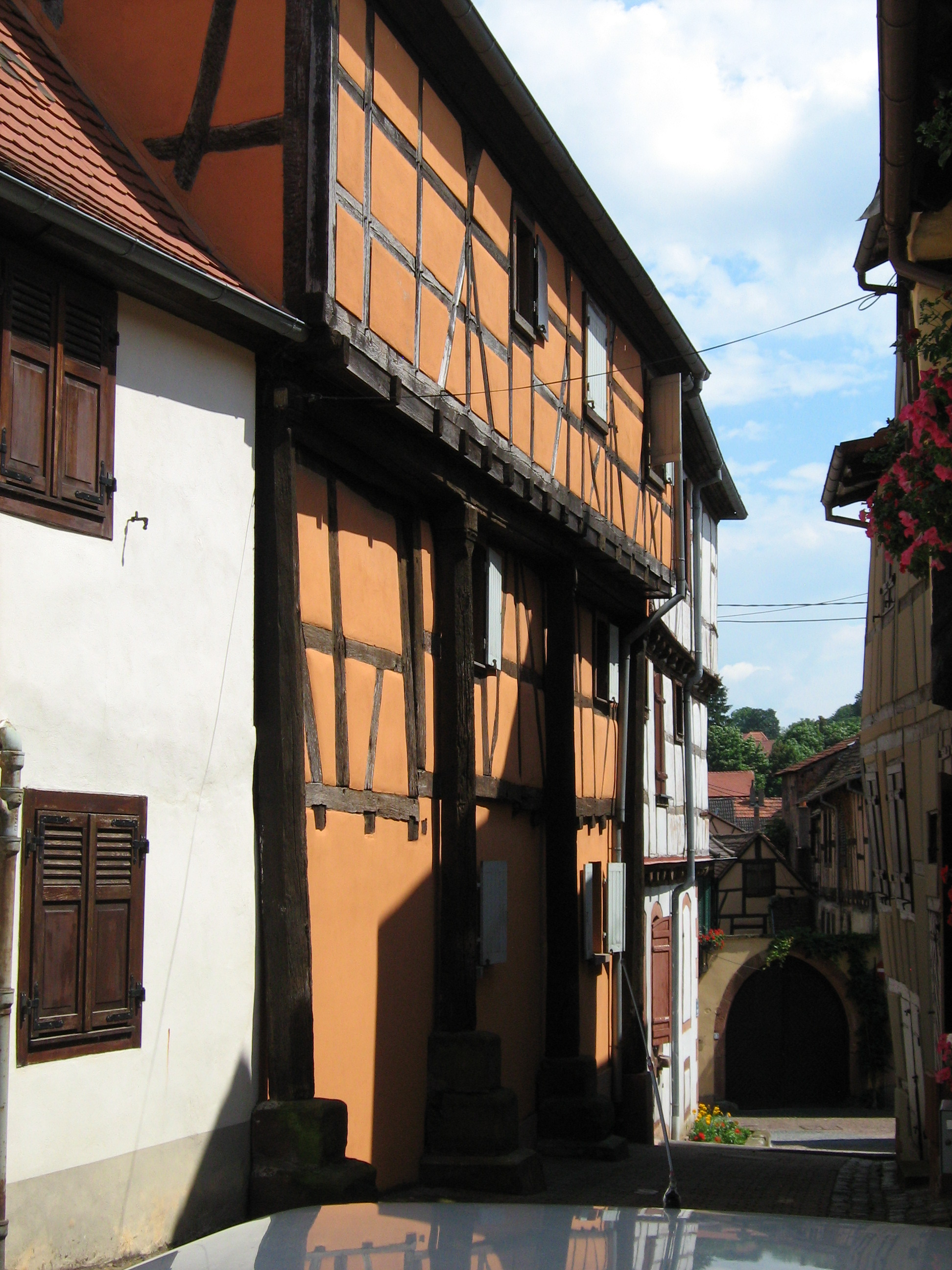
Même immeuble, façade arrière.
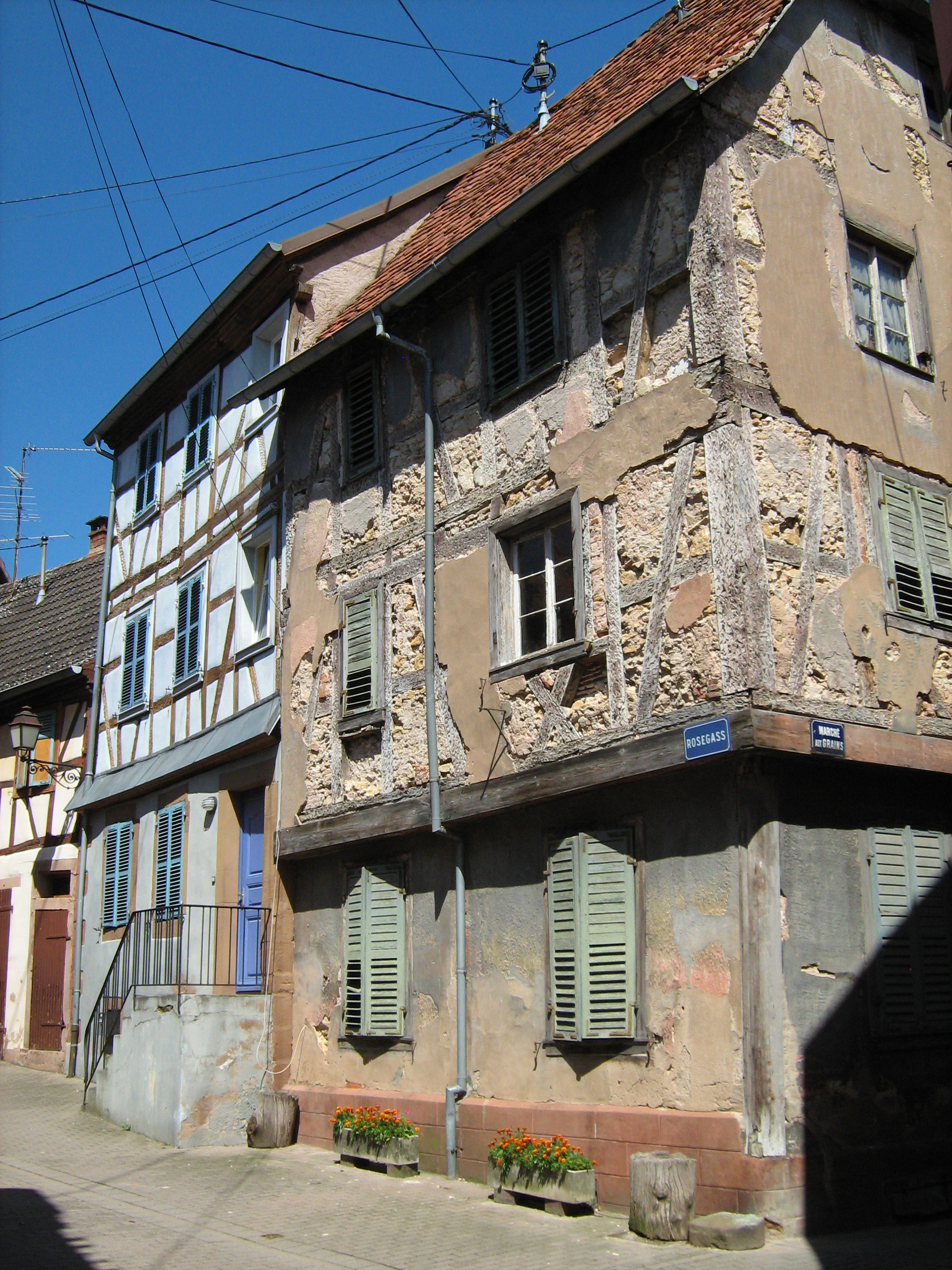
Autre immeuble en attente d'une rénovation.

## Toponymie
L'existence du bourg de Bouxwiller est attestée dans les écrits à partir du VIIIe siècle. La première dénomination connue est Puxuvilare et remonte à l'an 724. Les autres formes anciennes sont Buxwilari ou Buxovillare en 737. Jusqu’à la Révolution française, la forme la plus courante est Buchsweiler même si Bouxweiler se rencontre parfois.
Il s'agit d'une formation médiévale en -willer, appellatif toponymique postposé issu du vieux haut allemand -wīlāri, lui-même du bas latin villare et signifiant « domaine agricole » (cf. moyen haut allemand wīler, francique et alémanique wiler, allemand Weiler « hameau »). Le premier élément Boux- s'explique par l’anthroponyme germanique Bucco que l'on retrouve dans le nom de lieu homonyme de Bouxwiller (Haut-Rhin, Buswilr en 1144, Buchswilre en 1271, Bucswilre en 1278), d'où le sens global de « domaine de Bucco ». Le graphe X représente le groupe [ks], dont le [s] est la marque du génitif dit saxon apparue dans les toponymes plus tardivement au Moyen Âge, tout comme dans les lieux du Bas-Rhin Erckartswiller, Monswiller, Eckartswiller ou Weiterswiller par exemple. Cette solution est la plus probable dans la mesure où le premier élément identifié dans les noms en -willer est généralement un nom de personne germanique (cf. exemples ci-dessus). L'étymologie populaire a interprété par la suite *Buccoswiler> *Buccsowiler par métathèse, comme un Buchs-wiler, Buchs signifiant en allemand, en francique et en alémanique « buis ». L'allemand Buchs est lui-même un emprunt précoce au latin buxus « buis ». L'explication par une forme romane, germanisée par la suite, du type *BUXUVILLARE « domaine du buis », comme le laisse entendre la forme primitive latinisée du VIIIe siècle Puxuvilare, est improbable, les éléments -villare et -villa (cf. -ville) n'étant en principe jamais associé à des noms de végétaux.
Le toponyme en langue alsacienne est Busswiller (prononcé ["BUs'vil°R]).
Avec la création des communes lors de la Révolution française, le toponyme allemand de Buchsweiler est officiellement abandonné en 1792 pour être remplacé par son équivalent francisé de Bouxwiller, puis Bouxviller (1793). Cette situation perdure jusqu'au rattachement de l'Alsace-Lorraine au Deuxième Reich allemand (1871-1918). Là, la commune retrouve son nom allemand de Buchsweiler. La mention Unterelsass (Basse-Alsace) suivait généralement le toponyme mais n'avait pas de caractère officiel. Le but était de la différencier de son homonyme située dans l'actuel département du Haut-Rhin. Il en est allé de même durant la période de l'annexion de fait entre 1940 et 1944.

## Histoire

### Préhistoire et Antiquité
La présence romaine est attestée par la découverte de tuiles et de tessons au Bastberg. En 1739, les vestiges d'un laconicum, bain romain, furent mis au jour.
La première mention écrite remonte à 724 lorsque Radolf et Eloïn donnent les biens de leurs mères respectives situés à Puxuwilare à l'abbaye de Wissembourg.

### Moyen Âge

#### Période lichtenbergoise

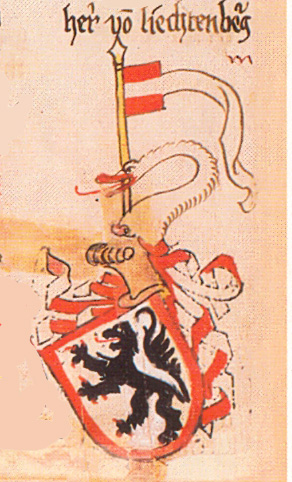
Armoiries des sires de Lichtenberg.

Les seigneurs de Lichtenberg apparaissent dans l'histoire vers l'an 1200. Dès cette date, ils sont les avoués de l'abbaye de Neuwiller-lès-Saverne, fondée vers 750 par l'évêque Sigebaud de Metz. À ce titre, ils sont les protecteurs des moines et de leurs biens et leur doivent protection et assistance. C'est des évêques de Metz, propriétaires d'importants biens en Alsace, que les seigneurs de Lichtenberg ont obtenu la plus grande partie de leurs fiefs. C'est ainsi que Bouxwiller, possession messine, leur est donnée vers 1260 ; le château de Lichtenberg, d'où ces militaires tirent leur nom, a été obtenu en fief par l'évêque de Strasbourg. Les Lichtenberg construisirent, sur les terres de Bouxwiller, entre la bourgade et leur château de Lichtenberg, un castel appelé Södern, dont la première mention remonte à l'an 1329. La chapelle castrale dédiée à saint Georges est déjà citée en 1315 lors des funérailles de Jean 1er de Lichtenberg. L'empereur germanique Rodolphe de Habsbourg éleva Bouxwiller au rang de ville pour récompenser la fidélité des seigneurs de Lichtenberg. À ce titre, la ville put se ceindre d'une muraille et organiser un marché, synonyme de nouveaux revenus. Ces droits furent renouvelés en 1301 par l'empereur Albert de Habsbourg. La ville devint alors la résidence des seigneurs. En 1330, Jean II (ou Hannemann) de Lichtenberg, possédait la moitié de Bouxwiller. En 1345, il donna à ses trois filles nées hors mariage un domaine agricole, l'Ackerhoff, racheté par la famille en 1377. Les trois branches de la famille se réunirent le 1er janvier 1353 au château de Bouxwiller pour conclure une paix et garantir l'indivisibilité du territoire familial. En 1444, les Anglais au service de Louis XI, Dauphin de France, pillèrent Bouxwiller. En 1455, les sires de Geroldseck vendirent leur part de Bouxwiller aux Lichtenberg qui en devinrent alors les uniques possesseurs. Après le décès de Louis V de Lichtenberg le 25 février 1471, le territoire revint à son frère Jacques de Lichtenberg. Ce dernier fut élevé au rang de comte le 8 décembre 1458 par l'empereur Frédéric III du Saint-Empire. Le comte Jacques meurt le 5 janvier 1480 au château d'Ingwiller. Avec lui s'éteignait la lignée mâle des Lichtenberg. L'héritage revint aux deux filles de Louis V, Anne, épouse du comte Philippe Ier de Hanau, et Élisabeth, épouse du comte Simon Wecker de Deux-Ponts-Bitche.

#### La guerre des femmes

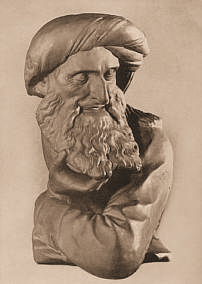
Jacques le Barbu.

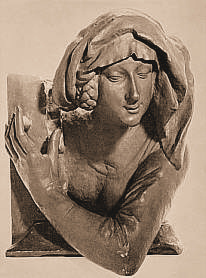
Barbara d'Ottenheim.

Une rébellion des femmes de Bouxwiller, épisode tragi-comique réel, entra dans la légende sous le nom de Buchsweiler Weiberkrieg ou « Guerre des Femmes ». Les derniers seigneurs de Lichtenberg étaient le sire Louis V (1417-1471) et le comte Jacques Ier (1416-1480) dit Jacques le Barbu, tous deux fils de Louis IV dit Ludemann décédé en 1434. Après le décès de Walpurge de Mörs-Sarrewerden, épouse de Jacques le Barbu, le comte resté sans descendance se consola dans les bras d'une belle servante badoise, Barbara d'Ottenheim. Installée par son amant dans le château de Bouxwiller, Barbara, fille de paysans, oublia vite ses origines modestes et exigea pour satisfaire son nouveau rang de lourdes contributions de la part des bourgeois de Bouxwiller. Scandalisés devant tant de mépris, les hommes de Bouxwiller allèrent se plaindre en 1462 auprès de Louis, le frère du vieil amant. Durant l'absence de leurs maris, les femmes du lieu s'armèrent de leurs ustensiles de cuisine et décidèrent de se faire justice et s'en prirent à la méchante Barbara. Sur ce, Louis et son armée arrivèrent devant Bouxwiller, se rangèrent aux côtés des Bouxwilleroises et assiégèrent la ville. Le comte Jacques, pour dénouer la situation exile sa maîtresse à Haguenau où les deux amants continuent à se fréquenter mais secrètement. Après la mort de Jacques, la belle dut subir la vindicte populaire. Certains disent que Barbara fut emprisonnée et se suicida au fond de son cachot ; d'autres racontent qu'elle fut brûlée vive au motif de sorcellerie.
La Chancellerie de Strasbourg, place Gutenberg, construite à cette même époque, comportait un portail orné de deux statues. Ces œuvres furent commandées en 1464 au sculpteur Nicolas Gerhaert de Leyde. La première est un buste de vieillard accoudé et coiffé d'un turban. La seconde, son pendant, est un buste d'une jeune femme. Ce bâtiment fut détruit par un incendie en 1686, puis les statues furent déposées entre la Révolution et la guerre de 1870 à la Bibliothèque municipale où elles furent brisées dans l'incendie consécutif au siège de la ville. Cependant, des moulages existent encore dans plusieurs musées de la région. Depuis Daniel Specklin en 1587 est née une tradition qui fait des deux statues le comte Jacques le Barbu cherchant à séduire la belle Barbara d'Ottenheim, bien que les historiens de l'art voient en elles un prophète et une sibylle.

### Époque moderne

#### Les comtes de Hanau-Lichtenberg

Armoiries du comte de Hanau, comte de Deux-Ponts, sire de Lichtenberg, sire d'Ochsenstein, sire de Bitche en 1626.

| Nom                           | Règne     | Notes                            |
| ----------------------------- | --------- | -------------------------------- |
| Philippe Ier                  | 1480      | gendre de Louis V de Lichtenberg |
| Philippe II                   | 1480-1504 | fils du précédent                |
| Philippe III                  | 1504-1538 | fils du précédent                |
| Philippe IV                   | 1538-1590 | fils du précédent                |
| Philippe V                    | 1585-1599 | fils du précédent                |
| Johann Reinhard 1er           | 1599-1625 | fils du précédent                |
| Philippe Wolfgang             | 1625-1641 | fils du précédent                |
| Frédéric Casimir              | 1641-1685 | fils du précédent                |
| Johann Reinhard III           | 1685-1736 | neveu du précédent               |
| Louis VIII de Hesse-Darmstadt | 1736-1768 | gendre du précédent              |
| Louis IX de Hesse-Darmstadt   | 1768-1790 | fils du précédent                |
| Louis X de Hesse-Darmstadt    | 1790-1792 | fils du précédent                |

#### La guerre des Paysans (1525)
La guerre des paysans de 1525 éclata sous le règne du comte Philippe III de Hanau-Lichtenberg. Sur la demande du Palatinat, ce dernier marcha contre les paysans du Hettgau mais aussi, plus tard, contre ses propres sujets en rébellion. De prime abord, il tenta d'utiliser à ses propres fins ces émeutes. Ainsi, il ne fit rien lorsque des paysans se mirent à piller l'abbaye de Neuwiller. Bien au contraire, Philippe III avec la complicité de ses hommes se rendit coupable de la destruction des archives de cette abbaye. Tous les documents d'importance furent brûlés : actes de propriétés, donations, ou chartes. Le comte voyait en cette institution religieuse une rivale en matière de possessions terriennes. La situation lui échappa et le 6 mai 1525, quelque 5 000 paysans saccagèrent son château de Bouxwiller. Les dégâts furent estimés à la somme de 10 000 florins. Pour faire cesser les troubles, Philippe III se vit obliger d'appeler à la rescousse le duc Antoine II de Lorraine. Après la victoire de ce dernier, dix-huit villages du bailliage de Bouxwiller se virent frapper par Philippe III d'une amende, du renouvellement de leur vœu de fidélité, ainsi que de l'interdiction du port d'armes et de rassemblement au son de la cloche.

#### Philippe IV, un comte pro-luthérien
Le comte Philippe IV (1514-1590) succéda à son père Philippe III en 1538. Les cinquante-deux années de son règne furent marquées à partir de 1545 par l'introduction de la réforme luthérienne au sein de son comté. Lorsque la peste fit rage à Bouxwiller en 1541, la bourgeoisie locale se lamenta auprès du comte du fait que leur paroisse n'était plus desservie par aucun prêtre ni diacre. Pour remédier à cette vacance, le comte prit la décision de nommer lui-même en sa ville de résidence les ecclésiastiques. Marié à une protestante, Éléonore de Fürstenberg, le comte nomma en 1542 pour la paroisse de Bouxwiller le prédicateur à la cour Théobald Groscher. Sous l'influence de ce dernier, le comte Philippe IV se déclara publiquement pour la Réforme en 1544 et à partir du 25 septembre de cette année, la messe ne fut plus dite à Bouxwiller. Ses maîtres à penser furent des réformateurs proches des idées de Luther, l'Alsacien Martin Bucer et l'Allemand Philippe Melanchthon. Le 25 mai 1545, les prêtres du comté furent conviés à un synode dans le but de les rallier à la nouvelle foi. Peu d'entre eux se convertirent de suite. Par exemple, un seul pour le bailliage de Bouxwiller, celui de Printzheim, Jakob Stendiger. Pour mieux ancrer ce mouvement réformateur, le comte Philippe IV demanda à Bucer de lui envoyer des prédicateurs. Le Silésien Pantaléon Blasius arriva ainsi à Bouxwiller puis fut nommé pasteur et surintendant à Pfaffenhoffen. C'est à ce titre qu'il organisa la réforme de l'Église du comté. Le 8 avril 1546, il présida un synode à Pfaffenhoffen où furent adoptés, par les membres présents, la Confession d'Augsbourg et le Petit Catéchisme de Luther. La mise en place du luthéranisme fut achevée dans le comté en 1573 par la promulgation de la Hanauische Kirchen- und Schulordnung ou en français « Ordonnances ecclésiastiques et scolaires ». Ce texte fut par la suite révisé en 1659 après la guerre de Trente ans. En 1590, année de la mort du comte Philippe IV, existaient en Alsace 480 communautés réformées (groupées en 200 paroisses et annexes), 90 d'entre elles se trouvant sur le territoire comtal. Ce nombre fait du Hanau-Lichtenberg un des bastions du luthéranisme alsacien. Bouxwiller en plus de son importance administrative et judiciaire au niveau comtal, devint ainsi la capitale d'une Église luthérienne indépendante quoique très influencée par celle de la république de Strasbourg. Ce rôle religieux lui fut retiré par Napoléon Ier lorsqu'il promulgua en 1802 les lois organiques qui unifièrent les différentes Églises luthériennes de France.

#### Les terribles années de la guerre de Trente Ans

##### Les débuts de la présence française
De 1618 à 1648, la Guerre de Trente Ans ravagea l'Allemagne. Durant ce long conflit, le Hanau-Lichtenberg fut gouverné par trois comtes successifs ; Johann Reinhard 1er, Philippe Wolfgang et Frédéric Casimir. Le comté n'étant pas un État considérable, ces dirigeants subirent les vicissitudes du conflit en tant que spectateurs impuissants à défendre leurs possessions de la ruine. Pour limiter les préjudices, le premier d'entre eux, Johann Reinhardt, amorça une politique de neutralité vis-à-vis des principaux belligérants. En 1621, pour préserver ses sujets alsaciens, ce comte paya 100 000 florins au maréchal Mansfeld pour que ses troupes ne mettent pas le territoire en coupe réglée. En 1625, lorsque Johann Reinhard mourut, le Hanau-Lichtenberg était un comté affaibli du fait de la guerre et ses habitants souffraient de la famine. Son successeur de 1625 à 1641 fut Philippe Wolfgang et, durant son gouvernement, il poursuivit la politique de neutralité initiée par son père. Il gouverna personnellement son comté, ce qui l'obligea à être souvent sur les routes d'Allemagne et d'Alsace. Ses incessants voyages auraient été la cause de son décès prématuré à l'âge de 45 ans. Ses possessions alsaciennes furent durement touchées par le conflit. Situé en plaine et morcelé en plusieurs entités, le comté de Hanau ne dispose pas de points d'appui solides pour défendre militairement la contrée. En 1633, les Suédois dans le camp des protestants étaient présents à Bouxwiller. La soldatesque en recherche de subsistances se livra à son lot de pillages et de destructions. Le 31 juillet 1633, près de Pfaffenhoffen, les Suédois venant de Wissembourg affrontèrent avec succès les troupes lorraines alliées des Impériaux catholiques. Cette victoire sauva ainsi Bouxwiller d'un pillage lorrain. Le 2 août 1633, le comte vit se conclure le second mariage de sa sœur Anne Madeleine avec le Rhingrave Otto Louis de Salm-Kyrburg-Mörchingen, général suédois et commandant d'un régiment stationné une année à Bouxwiller.
Dans cette guerre, la Suède luthérienne s'était alliée à la France catholique, ce dernier pays cherchant à prendre pied en Alsace et dans les affaires allemandes. Le comte Philippe Wolfgang, pour protéger militairement son comté, négocia alors une protection française avec le maréchal duc de la Force et, avec l'accord du roi de France, Bouxwiller, Ingwiller et Pfaffenhoffen furent occupées à partir de décembre 1633 par les troupes françaises. Cette protection ne se montra pas très heureuse. En 1638, des troupes croates pillèrent Bouxwiller puis en 1643 les troupes catholiques de Franz von Mercy firent subir le même sort à la cité.

##### Bouxwiller, une ville refuge dans les temps difficiles

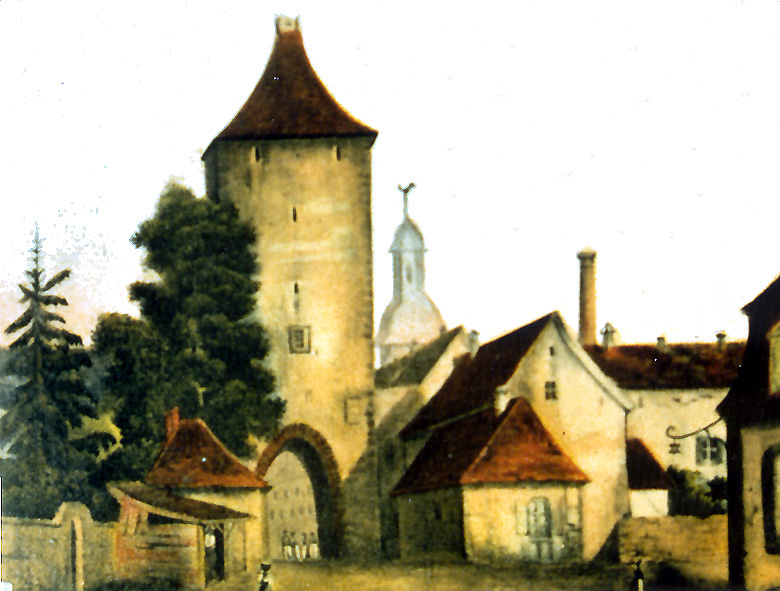
La porte Haute de Bouxwiller (aquarelle de 1838).

Durant ce conflit, les villes alsaciennes, grandes ou petites, étaient encore ceintes de leurs murailles moyenâgeuses et étaient donc mieux défendues militairement que la campagne environnante. Lors des invasions ennemies, ces villes servirent de refuge aux populations rurales. Une liste nominative fut établie à la mi-mai 1622 à Saverne. Ce document permet de se faire une idée quant à l'ampleur que put prendre l'exode des campagnards lorsque la panique les gagna. Cette liste recense 1 531 réfugiés accourus de trente-trois localités différentes. Ces personnes étaient logées chez 164 particuliers avec un maximum de 41 personnes chez Balthasar Spacheln. Les archives de Bouxwiller ne semblent pas disposer d'un pareil document. Cependant, Bouxwiller dut aussi subir plusieurs importantes vagues d'afflux de réfugiés. Ces personnes apparaissent dans les registres de baptêmes, de mariages et de sépultures dressés par les clercs de la paroisse luthérienne de Bouxwiller. Ces registres attestent que pour certaines années de ce conflit trentenaire, une importante population des bailliages de Bouxwiller et de Pfaffenhoffen fut effectivement présente à Bouxwiller.
La première vague débuta à la fin janvier 1622 pour culminer vers les mois de mai et juin de cette année 1622. On peut ainsi constater la présence de villageois originaires d'une trentaine de villages des alentours. Sans être exhaustif, on peut citer Wickersheim, Melsheim, Ingenheim, Printzheim, Bossendorf, Schwindratzheim ou Alteckendorf. Ces réfugiés cherchaient visiblement à échapper à la soldatesque du général Mansfeld qui cherchait en vain à faire tomber Saverne. Entre 1623 et 1631, les registres ne laissent rien transparaître d'anormal. Puis entre février et juillet 1632, on note une deuxième vague avec la présence de personnes originaires d'une quinzaine de villages. Après une accalmie de neuf mois, on constate à partir d'avril 1633, un nouvel afflux de réfugiés de plus de vingt-cinq villages différents. Cette troisième vague perdura durant le premier trimestre de 1634. Une quatrième vague débuta vers octobre 1635 et perdura les six premiers mois de 1636 (environ vingt-cinq localités mentionnées). La présence de sujets étrangers est aussi attestée entre 1642 et 1652 mais dans une moindre mesure (cinq à vingt localités selon les années).

#### Le rattachement du comté à la France

##### Frédéric Casimir de Hanau, vassal du roi de France (1680)

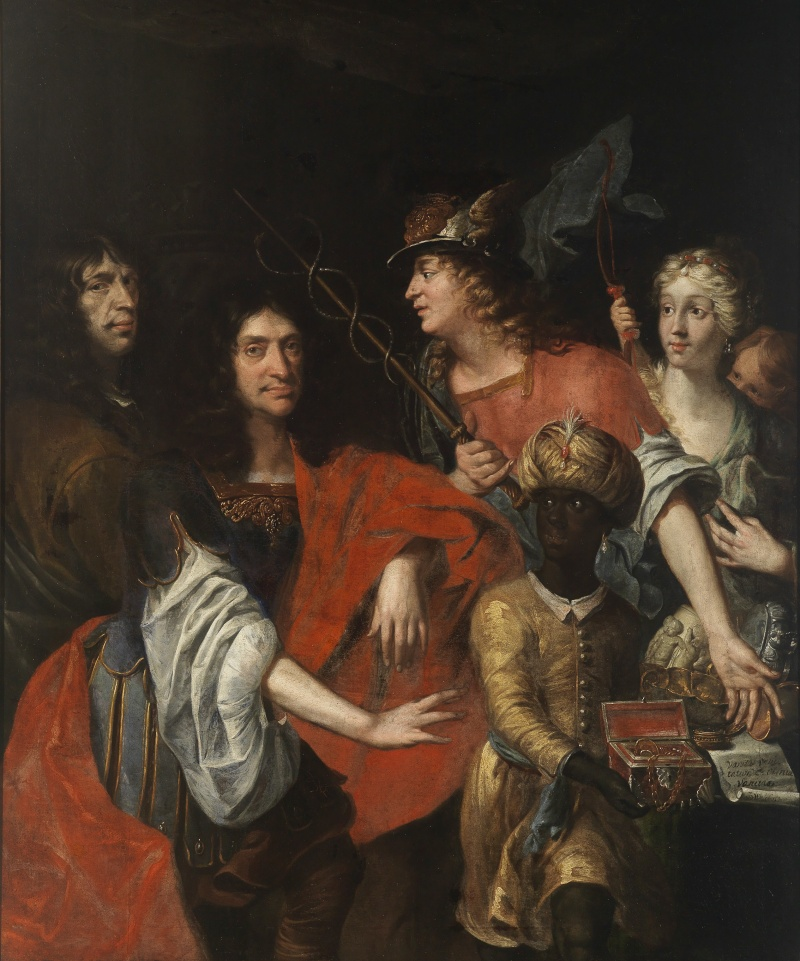
Frédéric Casimir comte de Hanau, sire de Lichtenberg par Johann David Welker, 1676.

À la fin de la guerre de Trente Ans, le traité de Münster du 24 octobre 1648 garantit au comte de Hanau-Lichtenberg la pleine possession de ses territoires. À cette date, la charge comtale était tenue depuis sept années par Frédéric Casimir. Il demeurait, d'après ce traité, un comte relevant de l'Empire germanique et échappait ainsi à la souveraineté royale de Louis XIV. Malgré la paix de Westphalie, inaugurée par ce traité, le comte dut faire face à une situation incertaine, tant le paysage politique restait troublé. Ses territoires situés sur la rive gauche du Rhin étaient facilement accessibles aux troupes de Louis XIV et, de fait, connurent plusieurs fois la guerre et l'occupation française.
Durant la guerre de Hollande, en 1678, Bouxwiller et d'autres localités du comté, Pfaffenhoffen par exemple, furent pillées par les troupes françaises. Maisons, granges et hangars furent vidés de leurs réserves alimentaires. En plus d'être pillée, Bouxwiller fut privée par le maréchal Créqui de ses défenses. En mars 1678, sur ses ordres, une partie du mur d'enceinte de la ville fut jetée à terre. Il en fut de même pour le château, résidence des comtes. Mais Louvois estimait que, pour mieux défendre l'Alsace, il était bon pour Bouxwiller d'être ceint d'une muraille opérationnelle. Le mur d'enceinte fut donc reconstruit en 1684, sous la direction de Jacques de La Grange, Intendant de l'Alsace entre 1674 et 1697.
Après la paix de Nimègue de 1678 et la guerre des Réunions de 1679 et surtout après une sentence de la Chambre des Réunions, le comte Frédéric Casimir se dut en 1680 de prêter un serment d'allégeance à Louis XIV s'il ne voulait pas voir la partie alsacienne de son comté lui échapper. Et « c'est ainsi qu'à partir du 3 octobre 1680, la Seigneurie a ordonné de modifier au cours du culte le texte de la prière commune. Il ne fallait plus prier pour l'Empereur du Saint-Empire romain, mais pour Sa Majesté le Roi de France et de Navarre [...] ».

##### Bouxwiller à l'heure française
Pour Bouxwiller la luthérienne, son rattachement à la France signifiait de nouvelles contraintes religieuses, Louis XIV se voulant le champion du catholicisme. « En 1682, il y eut déjà des changements, tout d'abord pour le calendrier. Les gens durent adopter dorénavant le prétendu nouveau calendrier, le calendrier grégorien, et s'y conformer dans tous les domaines pour régler et conduire leurs affaires. [...] Nous étions autorisés à nous servir de l'ancien jusqu'au 1er mai. Après cette date, seul le calendrier grégorien devait être utilisé », soit une adoption en retard d'un siècle sur sa mise en place dans les contrées catholiques.
Si les protestants d'Alsace n'ont pas été victimes des dragonnades de Louis XIV, il n'en reste pas moins que des mesures coercitives avaient été édictées contre eux. Entre autres, les pasteurs ne pouvaient plus critiquer en chaire la religion catholique, les jours de fête catholiques devaient être observés, les conversions vers le catholicisme étaient encouragées et l'inverse était défendu, les enfants illégitimes devaient être baptisés catholiques, le personnel administratif devait être catholique etc. Dans les localités protestantes où résidaient sept familles catholiques, le chœur de l'église était mis à la disposition de leur foi. Les deux communautés devaient donc partager un seul lieu de culte qui devint « simultané ». Bouxwiller échappa à cette dernière mesure car la paroisse luthérienne disposait de deux lieux de culte : la Niederkirche (« l'église d'en bas ») reconstruite en 1613 pour les offices hebdomadaires et l’Oberkirche (« l'église d'en haut ») Saint Léger pour les enterrements. « Le 29 juin 1683, le roi Louis XIV vint de Molsheim à Bouxwiller avec la Reine, le Dauphin et ses ministres les plus importants. Il y logeait à la nouvelle chancellerie. Le lendemain à 10 heures il repartit pour Sarre-Union, pour y inspecter l'armée ». À l'occasion de ce court voyage royal, l'église Saint Léger fut rendue au culte catholique, situation qui perdure encore en 2011. En 1710, on ne comptait que 48 catholiques à Bouxwiller mais cette nouvelle paroisse royale desservait aussi les catholiques de Niedersoultzbach, Bosselshausen, Gottesheim, Imbsheim, Obermodern, Printzheim, Riedheim et Uttwiller.

### Révolution et Premier Empire

#### La confiscation des biens seigneuriaux

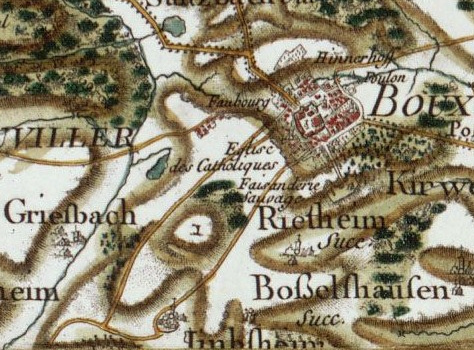
Bouxwiller et ses environs au XVIIIe siècle (carte Cassini).

Durant l'été 1789, des troupes furent détachées à Bouxwiller pour éviter des troubles. Ces troupes furent placées sous le commandement du prince Frédéric Louis de Hesse (1759-1802), colonel du régiment Royal Hesse-Darmstadt Infanterie. Frédéric Louis de Hesse naquit en 1759 au château de Bouxwiller, huitième enfant du Landgrave Louis IX de Hesse-Darmstadt. Cette famille possédait depuis 1736 la seigneurie de Lichtenberg et donc Bouxwiller. Lorsque le Landgrave mourut le 6 avril 1790, son fils aîné Louis X de Hesse-Darmstadt lui succéda. Le nouveau landgrave visita Bouxwiller et logea au château du 27 au 30 mai 1790, ceci après avoir reçu une lettre d'hommage transmise par le bailli de Bouxwiller et signée par 250 citoyens. Dans la soirée du 29 mai eut lieu un grand bal public, dernière festivité de l'ancien régime. Les 29 et 30 décembre 1790, des scellés furent apposés au greffe du bailliage et à la salle d'audience de la Régence. Cet acte marqua la fin de l'administration seigneuriale à Bouxwiller. En 1791, des terres seigneuriales furent confisquées, ce qui ne manqua pas d'exciter la convoitise de prétendants à leurs possessions. Aussi, des bagarres eurent lieu entre Bouxwillerois à ce propos. En janvier 1792, les plus hauts fonctionnaires du comté en poste à Bouxwiller quittèrent l'Alsace et émigrèrent pour Pirmasens, parmi eux le président du Conseil de la Régence von Rathsamhausen et les quatre Conseillers Kern, Gerhardi, Rehfeld et Engelbach. Le 7 octobre 1792, Jacques Wagner fut nommé par le Conseil Général du district de Haguenau pour établir un inventaire des biens mis sous séquestre de la famille de Hesse-Darmstadt à Bouxwiller. Ceci fut fait en novembre et en décembre 1792 pour le château.

#### La grande fuite (1793)
En novembre 1793, les troupes autrichiennes du baron Wurmser envahirent le nord de l'Alsace, de Wissembourg à Strasbourg. Faisant suite à cette armée, des émigrés royalistes rentrèrent en Alsace (bourgeois, prêtres, fonctionnaires) mais les armées françaises, sous la direction des généraux Jean-Charles Pichegru et Lazare Hoche, reprirent l'offensive. À la fin novembre, des combats se déroulèrent dans les environs de Saverne, de Brumath et de Bouxwiller. Dans les derniers jours du mois de décembre 1793, les troupes autrichiennes évacuèrent la région et le 30, les Français investirent la ville allemande de Spire.
La peur des tribunaux révolutionnaires fit fuir 30 000 à 40 000 Alsaciens vers l'Allemagne dans le sillage des autrichiens défaits. Les fonctionnaires des landgraves de Hesse-Darmstadt, revenus à Bouxwiller, repartirent à nouveau dès le 19 novembre 1793, soit près de 500 Bouxwillerois, hommes, femmes, enfants et vieillards. Certains de ces départs furent volontaires, d'autres se firent sur réquisitions de l'armée autrichienne pour ses besoins de convoyages.

#### Les débuts de la municipalité bouxwilleroise
Le château et ses jardins furent dévastés et pillés en novembre 1793 par les révolutionnaires après les combats qui suivirent l'invasion autrichienne. Dans la foulée, des Bouxwillerois se servirent et emportèrent chez eux des meubles et des statues. Dix ans plus tard, en mars 1804, le château et les bâtiments alentour, confisqués par l’État, furent cédés à la municipalité pour 6 000 francs « sans lesquels établissements cette commune ne sera plus qu'un misérable village après avoir été pendant des siècles la résidence d'un des plus riches princes de l'Allemagne et une des villes les plus florissantes du second ordre de la ci-devant Alsace ». D'ailleurs depuis 1794, la Chancellerie seigneuriale accueillait à titre provisoire la mairie car la Laube (Poêle des Bourgeois) fut elle aussi endommagée durant les années de troubles. Si les bâtiments achetés servirent aux besoins de la population (mairie, école, marché, stockage de denrées), une partie de la halle aux blés se vit louée à partir de 1810-1813 aux industriels Sandherr et Redslob qui rénovèrent et transformèrent ce lieu en usine de tissage de coton. En 1827, ce même lieu fut loué pour la même destination aux haguenoviens Titot et Chastellux. La municipalité n'ayant pas les ressources financières pour entretenir le château essaya de lui trouver un propriétaire. En 1808, Bouxwiller l'offrit au maréchal alsacien François Christophe Kellermann mais ce dernier refusa le présent. Une décennie plus tard, il ne restait plus rien de ce château, pas même les fondations, les pierres ayant été réutilisées par les Bouxwillerois. Entre 1816 et 1837, les seules traces visibles en étaient le trou que formaient les douves au milieu de la place du marché. Ce fameux Busswiller Loch (« trou de Bouxwiller »), objet de moqueries, fut finalement entièrement comblé en 1837.

### UnXIXesiècleindustriel

#### Les activités industrielles
Au XIXe siècle, l’environnement économique de Bouxwiller était encore fortement marqué par les activités agricoles de polyculture vivrière. À côté de ces pratiques traditionnelles furent développées plusieurs entreprises industrielles. En 1828, deux fabriques de boutons en métal offraient du travail à une trentaine d'ouvriers. De plus une entreprise de tissage de coton fin basée à Haguenau avait installé une filiale dans la cité et occupait une centaine de tisseurs. La principale activité industrielle était fondée sur la chimie. En 1818, après la découverte d’un gisement de houille et de lignite pyriteux fut créée la société de l’Administration des Mines de Bouxwiller. Cette dernière fit connaître Bouxwiller en France et en Europe par ses produits chimiques. Le lignite était entassé en monceaux et exposé à l'air libre jusqu'à efflorescence. Puis après des lessivages des eaux salées étaient obtenues, dont on extrayait chimiquement du sulfate de fer et de l'alun. Sur son site de la Reidt, non loin de Bouxwiller, l'entreprise tirait de substances animales de la potasse, du prussiate de potasse, ou de l'ammoniac. Cette activité industrielle perdura tout le long du XIXe siècle et durant les premières décennies du XXe siècle, même si les affaires commencèrent à péricliter à partir de 1880. La mine fut inondée en 1881 puis en 1888 et la production minière cessa en 1897. Finalement, l'entreprise arrêta toutes ses activités en 1958.

#### La vie des ouvriers
Durant le XIXe siècle, le cœur de la vie économique bouxwilleroise était l'entreprise de l'Administration des Mines. De quelque 150 employés en 1825, les effectifs s'élevèrent à 370 en 1850 et à 500 en 1860. Les trois-cents journées de travail par an étaient longues : selon les périodes de l'année de dix heures à onze heures trente minutes par jour. La pause étant prise sur le site, la présence effective atteignait alors treize heures par jour. Seuls les dimanches et jours fériés n'étaient pas travaillés pour les ouvriers. Pour les employés de bureau, même ces jours-là, une présence de trois heures en matinée était obligatoire contre neuf à dix heures en semaine. Le salaire des ouvriers de Bouxwiller, fixé à 1,20 francs par jour entre 1820 et 1860, était parmi les plus bas du département du Bas-Rhin. Les 360 francs du salaire annuel du chef de famille ne couvraient pas tous les besoins estimés entre 400 et 500 francs. L'écart était compensé par le travail de l'épouse et des enfants (activités agricoles, tissage, ou dans l'entreprise même). Le salaire du directeur est quinze fois plus élevé ; 4 800 francs en 1829, 6 000 francs en 1843. Dès 1827, les employés bénéficiaient de la protection d'une caisse de secours. En cas d'accident de travail, l'ouvrier touchait 60 centimes par jour jusqu'à son retour. Si la maladie était sans rapport avec l'entreprise, on ne lui versait que 60 centimes par jour pendant deux semaines. En 1830, ces secours furent révisés à la baisse (50 centimes par jour). En cas d'invalidité consécutive à un accident du travail, la pension annuelle était fixée à 72 francs après 10 années de services ou 36 francs après cinq années.

### Entre France et Allemagne (1870-1945)
Bouxwiller comme le reste de l'Alsace dut subir plusieurs fois des changements de nationalités. En 1871 à la suite du traité de Francfort, en 1919 à la suite du traité de Versailles, en 1940 à la suite de l'annexion de facto par le Troisième Reich et en 1945 à la suite de l'ordonnance du 15 septembre 1945.

#### La Guerre de 1870

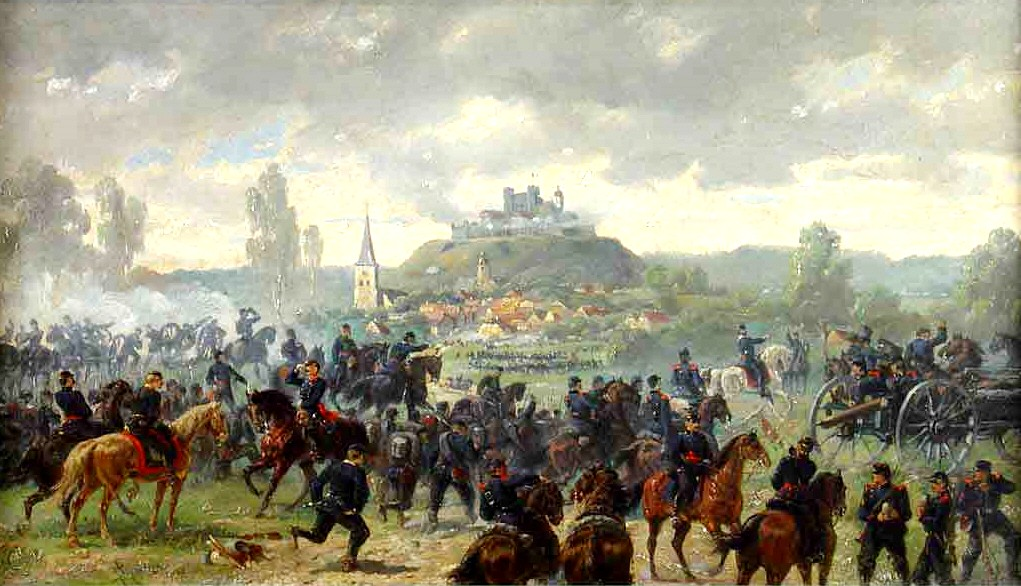
Le siège du château de Lichtenberg en 1870.

Lors de la guerre de 1870, les armées françaises commandées par le maréchal Patrice de Mac Mahon furent défaites par les alliés allemands au cours de la Bataille de Frœschwiller-Wœrth du 6 août 1870. Ces deux localités alsaciennes sont situées à 23 kilomètres au nord de Bouxwiller. Aussi lorsque les armées françaises reçurent des ordres pour se replier vers Saverne dans le but de traverser les Vosges, certaines unités en déroute traversèrent Bouxwiller et ses villages environnants. 

« La nuit arrive... Les troupes traversent plusieurs villages abandonnés, Oberbronn, Zinswiller, Rothbach, Ingwiller... Déjà sur la route, des soldats isolés, à bout de forces, se laissent tomber dans les fossés et s'endorment... demain ils essayeront de gagner Saverne. Beaucoup seront impitoyablement massacrés par les uhlans... C'est Bouxwiller, un grand village. Il est rempli de troupes. Les habitants sont admirables, ils viennent au devant des soldats et charitablement leur offrent du vin, de la bière, des vivres. Que de braves gens dans cette Alsace ! »

— Dick de Lonlay

#### La Première Guerre mondiale

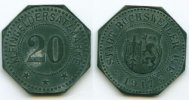
Pièce de substitution émise par la ville de Bouxwiller.

N'étant pas sur la ligne de front, Bouxwiller ne fut pas directement touchée par les combats. Lorsque la Première Guerre mondiale débuta en août 1914, l'Alsace-Lorraine était depuis 1871 un Reichsland sous domination allemande. À Bouxwiller, les hommes en âge de partir à la guerre furent donc tout le long du conflit légalement enrôlés dans l'armée impériale allemande. Les combats s'éternisant, une crise monétaire se fit durement sentir en Alsace à partir de 1916 et ce jusqu'à l'armistice de novembre 1918. N'ayant plus confiance dans le papier-monnaie allemand, les Alsaciens amassèrent, malgré les interdictions officielles, les pièces en nickel de 5, 10 et 50 pfennig.
Face à la pénurie de monnaie, les petits commerçants de Bouxwiller se plaignirent en 1917 au conseil municipal. Ce dernier demanda alors aux autorités allemandes, contre un dépôt de garantie à la Reichsbank, le droit de mettre en circulation de la monnaie de substitution comme cela était permis à d'autres villes ou grandes entreprises. En juillet 1917, la ville mit ainsi en circulation des jetons de 20 pfennig en zinc pour un montant total de 2 074 Papiermark. Ces pièces octogonales portaient sur le côté pile la dénomination de Kleingeldersatzmarke (Monnaie de nécessité) et sur le côté face les armoiries de la ville avec la mention Stadt Buchsweiler 1917. La même opération fut entreprise en août 1918 pour un montant de 2 140 marks. Cette monnaie fut retirée de la circulation le 1er août 1919 par les autorités françaises. Toutes les piécettes n'étant pas rendues à la ville de Bouxwiller, cette dernière réalisa un bénéfice de 50 % sur la valeur émise.

#### La Seconde Guerre mondiale
Le 1er septembre 1939, jour de la déclaration de guerre de la France à l'Allemagne, près de 300 000 Alsaciens habitant près de la ligne Maginot furent évacués en moins de 24 heures vers le Sud-Ouest de la France. Les Bouxwillerois échappèrent à ce triste sort, la bourgade étant située plus en retrait de la frontière. En juin 1940, après la débâcle de l'armée française, l'Alsace se trouva annexée de fait au Troisième Reich allemand. Les autorités nazies souhaitant une Alsace sans Juifs, dès le 15 juillet 1940, la population israélite de Bouxwiller fut raflée et leurs biens immobiliers et mobiliers confisqués. Hommes, femmes, enfants et vieillards furent entassés dans des camions et déportés vers la Zone libre contrôlée par le gouvernement de Vichy. La synagogue locale fut profanée puis transformée en 1942 en usine de cartonnage. Bouxwiller fut finalement libérée en novembre 1944. La synagogue ne fut pas restaurée après la guerre. Seul un oratoire fut aménagé dans les locaux.

### Histoire contemporaine
Après la Seconde Guerre mondiale, la population dut faire face à de profonds changements. Le point le plus marquant est la modernisation de l'agriculture, la population se détachant peu à peu de son mode de vie rural. En 1907, on a dénombré 165 exploitations agricoles à Imbsheim. Cent ans plus tard en 2007, il n'en restait plus que trois, tournées vers des cultures industrielles (maïs, colza, blé) et vers l'élevage de jeunes bovins et de vaches allaitantes Pour cette même année 2007, les quatre localités de la commune de Bouxwiller ne comptaient plus qu'un total de seize exploitations, la population active se tournant surtout vers des emplois dans l'industrie et les services (702 ouvriers, 542 employés, 379 professions intermédiaires, 130 cadres, 65 artisans-commerçants).

### Héraldique
| Blason de Bouxwiller (Bas-Rhin) | Blason  | Parti : au premier d'azur à l'aigle contournée d'or, au second de gueules au lion d'argent. |
| Blason de Bouxwiller (Bas-Rhin) | Détails | Le plus ancien sceau conservé de Bouxwiller est daté de l'année 1548 : Écu de parti, à senestre l'aigle d'empire, à dextre le lion des Lichtenberg, seigneurs de la ville. Cependant, l'armorial de Louis XVI reprend un sceau moins ancien, daté de 1588 : D'azur, à un Saint-Léger évêque, vêtu pontificalement le tout d'or, chargé en pointe d'un écu parti d'azur à une aigle contourné d'or et de gueules à un lion d'argent. L'actuel blason de la municipalité est donc une simplification du sceau de 1588 et s'inspire du sceau de 1548. La représentation de Saint Léger ayant été abandonnée depuis. |

## Bouxwiller, un ancien chef-lieu seigneurial

### Le pays de Hanau
Bouxwiller fut du XIIIe siècle à la Révolution française le siège du gouvernement de la seigneurie de Lichtenberg. À ce titre, la ville accueillait en son sein un château seigneurial aujourd'hui disparu ainsi que des bâtiments administratifs toujours existants comme la Chancellerie, la Chambre des comptes et la Halle aux blés. Entre 1480 et 1736, cette seigneurie connut ses plus riches heures. Durant ces 256 années, elle resta aux mains des comtes de Hanau. Cette famille de hobereaux allemands est originaire de Hesse et tire son nom de la ville de Hanau. À leur apogée, les comtes de Hanau-Lichtenberg possédaient une quinzaine de bailliages qui regroupaient quelque 150 localités situées des deux côtés du Rhin. L'essentiel des terres était situé en Alsace, au Nord de l'actuel département du Bas-Rhin, autour des bourgades de Bouxwiller, Ingwiller, Wœrth, Brumath, Offendorf et Hatten. Le reste se situait à l'Est du département de la Moselle autour de Philippsbourg, en Hesse autour de la ville de Babenhausen, au Palatinat (Pirmasens) et au pays de Bade (Lichtenau, Willstätt). Cette seigneurie se faisait appeler en langue alsacienne S' Hanauerlandel expression tirée du nom des comtes de Hanau. Cette dénomination est traduite en langue française sous « pays de Hanau » et désigne, depuis la dissolution de cette seigneurie sous la Révolution française, la partie de la plaine d'Alsace que cette entité féodale a occupée.

### Le château résidentiel

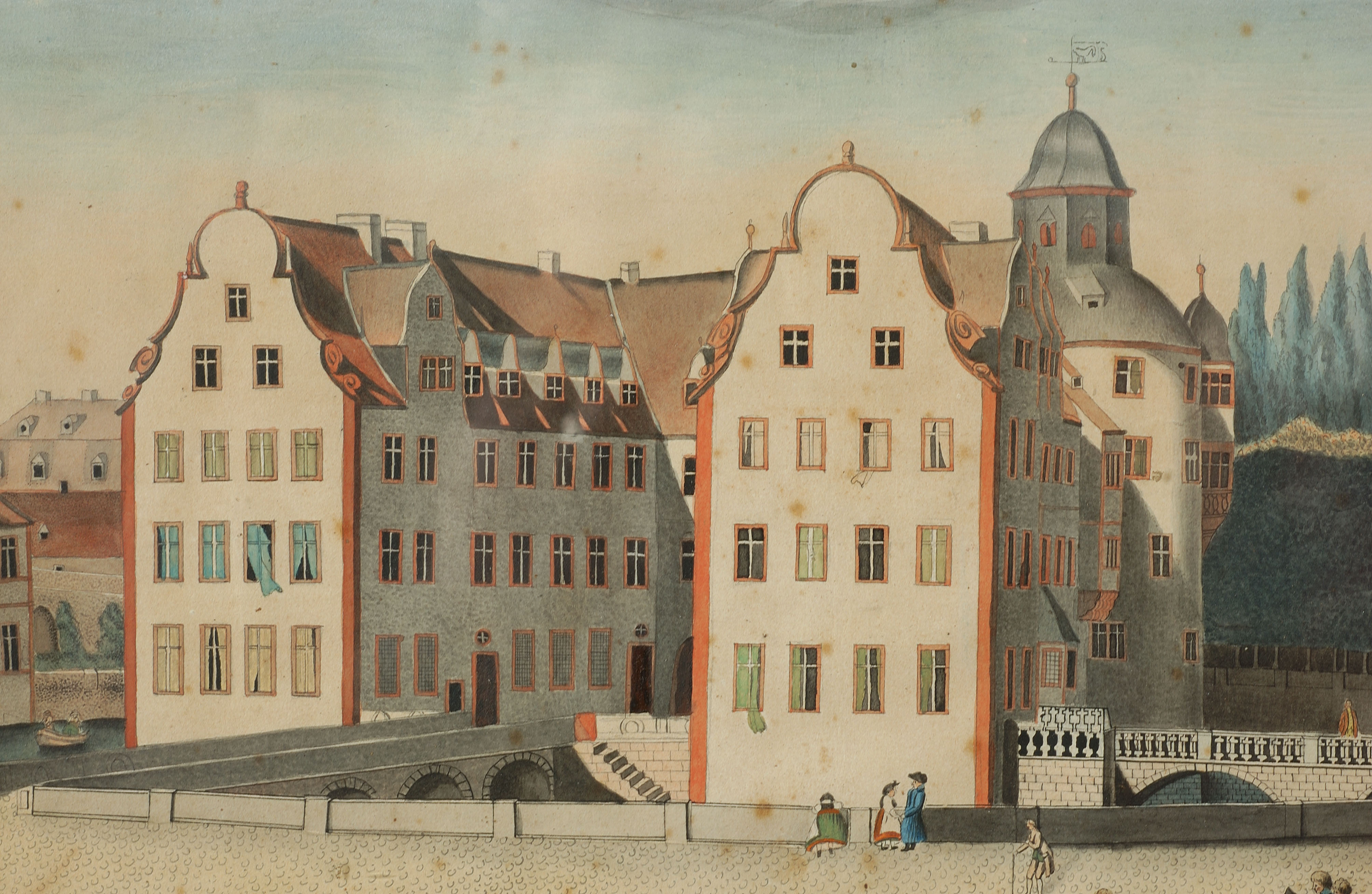
Le château de Bouxwiller quelques années avant sa destruction.

Le château de Bouxwiller fut le point central de la seigneurie de Lichtenberg jusqu'aux temps révolutionnaires, d'abord sous les Lichtenberg, ensuite sous les Hanau. La forteresse médiévale de la famille Lichtenberg fut remplacée au XIVe siècle par une autre construction de type Wasserburg située dans une cuvette au nord-est des remparts de la ville, sur l'actuelle place du Château. Ce second château n'existe plus. Entre 1793 et 1808, cette construction passa du pillage au délabrement pour finir en carrière de pierre.
Le comte Philippe IV régna de 1538 à 1590. Il fut le premier comte de Hanau-Lichtenberg à faire de ses possessions alsaciennes le point central de ses séjours et de sa politique au détriment du bailliage de Babenhausen, berceau hessois de la famille comtale. La plupart de ses enfants virent le jour à Bouxwiller. Il en fut de même pour ses trois successeurs. Philippe IV, inspiré par les idéaux de la Renaissance, rénova le bâtiment endommagé en 1525 sous le règne de son père Philippe III, sans négliger les jardins. Entre 1540 et 1562, plusieurs achats de terrains agrandirent les alentours paysagers du château. Le dernier comte de Hanau, Johann Reinhard III, régna de 1685 à 1736. Il porta encore plus ses attentions sur l'aménagement des jardins d'agréments, ceci à l'image de Louis XIV et de ses jardins versaillais. Bouxwiller fut d'ailleurs surnommée le Petit Versailles. Ce parc fut ensuite entretenu par les soins de la comtesse palatine Caroline, épouse de Louis IX de Hesse-Darmstadt, le bénéficiaire de l'héritage des Hanau.

### La Régence
Le conseil de régence était implanté à Bouxwiller. Le nombre de ses membres a bien sûr varié selon les époques. Son rôle n'était pas politique, ce domaine étant réservé au comte de Hanau et à ses proches. Ses missions se situaient sur le plan administratif. Ses membres nommaient les baillis et les écoutètes et les contrôlaient dans leurs actions judiciaires. Ils s'occupaient de la gestion des nombreux domaines agricoles, des moulins, des bergeries, des forges mais aussi de la répartition des corvées et des impôts extraordinaires. Avec l'introduction de la Réforme en 1545, ils exerçaient aussi un pouvoir de nomination et de surveillance sur les ecclésiastiques dans leurs activités religieuses et d'enseignements. Parmi tous ces hauts fonctionnaires on peut citer le chancelier, ses quatre conseillers, un archiviste et son adjoint, deux secrétaires, un greffier et son adjoint, deux justificateurs-vérificateurs, des greffiers, un régisseur des forêts et bien d'autres encore.

### Les institutions comtales

#### L'hôpital
Durant 256 années, Bouxwiller fut la possession des comtes de Hanau-Lichtenberg. Certains d'entre eux dotèrent leur cité d'institutions et d'édifices pour augmenter leur prestige. Philippe III fonda le 6 octobre 1528 un hôpital avec une dotation initiale de 500 florins. Le but de cette institution philanthropique était d'accueillir les pauvres et les malades qui ne pouvaient plus subvenir à leurs besoins par leur force de travail. Pour les loger, un bâtiment fut construit au sud-ouest de la ville, près des remparts. Plus tard, après la mise en place de la Réforme dans le comté, la dotation de l'hôpital fut augmentée par des biens fonciers et des dîmes confisquées à l'Église catholique. Vers 1810, cette institution procéda à un échange de terrains avec l'Administration des Mines de Bouxwiller et déménagea vers l'Ackerhof qui avait été un domaine agricole seigneurial. Un nouvel hôpital fut construit à cet endroit en 1881. En 2010, cette construction existe toujours, elle peut accueillir jusqu'à 146 personnes âgées.

#### L'École latine

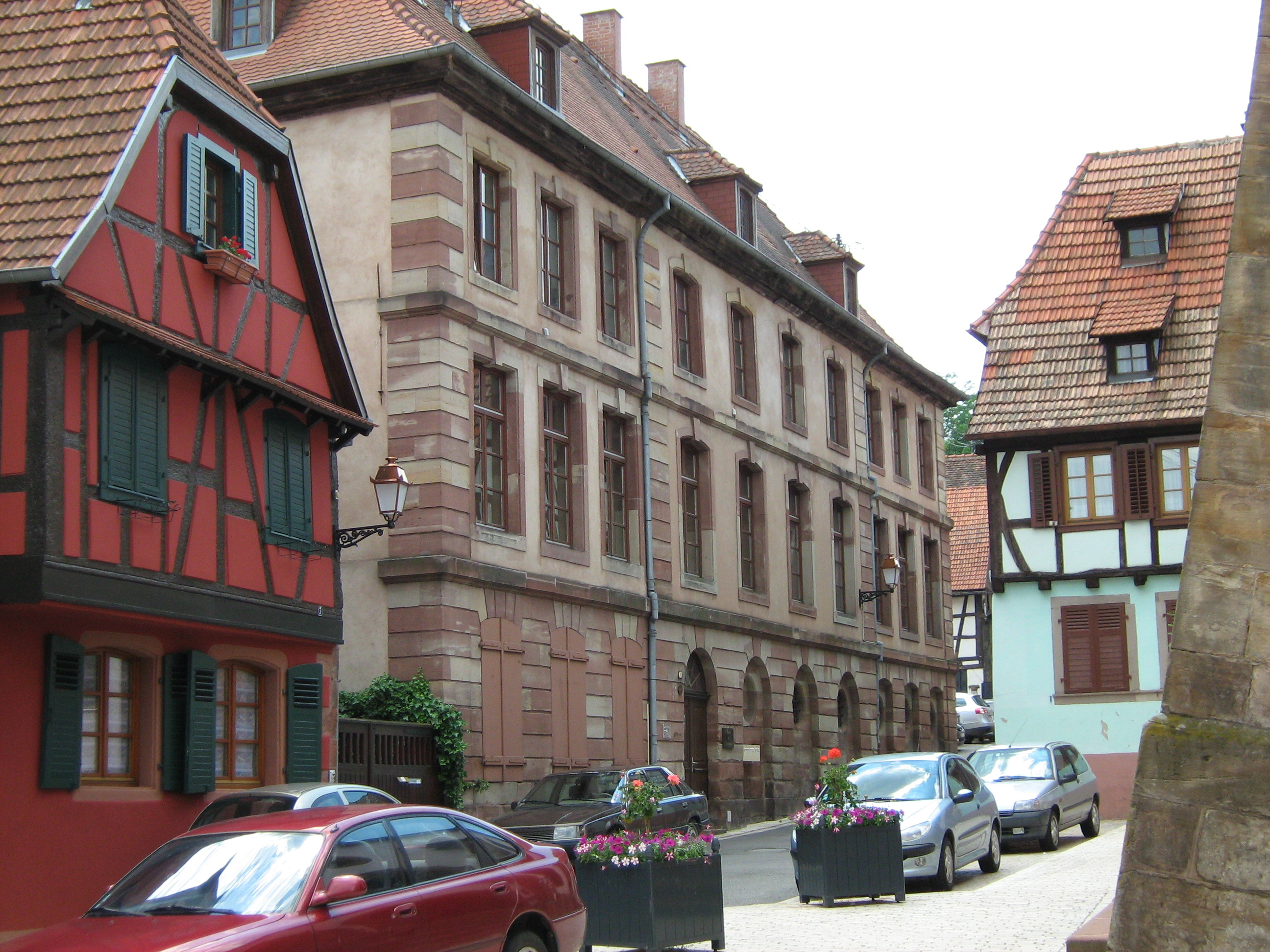
L'ancien collège de Bouxwiller.

Le comte Johann Reinhard 1er gouverna de 1599 à 1625. Depuis 1545 environ, une modeste école existait à Bouxwiller. Le professeur, qui était aussi organiste à l'église, enseignait à ses élèves la lecture, l'écriture, le calcul et le catéchisme. En 1559, les effectifs des élèves augmentant, le professeur fut secondé par un aide. En 1612, le comte décida de réorganiser cette école et de fonder une École latine. Pour ce faire, un nouveau bâtiment pouvant contenir trois salles de classe fut construit en 1612-1613 près de l'église. Dès lors, le latin et le grec étaient enseignés par un corps professoral composé de trois membres. En 1658, l'école latine prit le nom de Gymnase sur le modèle de l'institution scolaire créée à Strasbourg en 1538 par Jean Sturm. Lors du règne de Johann Reinhard III, dernier comte de Hanau, six enseignants et deux étudiants en théologie enseignaient dans ce bâtiment. Sous le règne de Louis VIII de Hesse-Darmstadt, le bâtiment de l'école trop vétuste fut démoli et une construction plus spacieuse construite à la place entre 1748 et 1751. Faute de moyens financiers et d'élèves, le Gymnase fut fermé en 1793. Une école secondaire municipale fut ouverte en 1804 et prit place dans les locaux de l'ancien gymnase puis déménagea en 1884 dans le bâtiment wilhelmien du lycée situé sur la place du château.

#### L'atelier monétaire

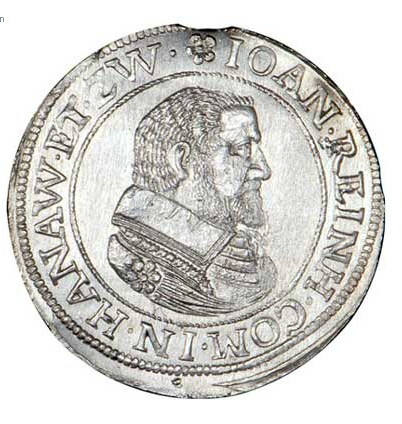
Pièce en argent à l'effigie du comte Johann Reinhard Ier.

L'empereur germanique Charles IV accorda en 1368 au comte Ulrich III de Hanau et à ses héritiers le privilège de battre monnaie à Babenhausen. Les pièces devaient porter les armes de Hanau et se conformer à celles sortant des ateliers de Francfort ou de Nuremberg. Pendant plus de 200 ans, les comtes de Hanau n'usèrent pas de ce privilège. Ce n'est qu'en 1585 que le comte Philippe IV se lança dans cette entreprise, ceci dans l'espoir de gagner de nouveaux revenus en transgressant les prescriptions légales sur les poids. Entre 1587 et 1760, sept ateliers furent ouverts dans différentes villes du comté alors que le droit de battre monnaie ne valait théoriquement que pour Babenhausen. En Alsace, on en compta trois : un à Wœrth, ouvert de 1587 à 1633, un à Ingwiller ouvert de 1595 à 1599 et un à Bouxwiller. L'atelier de Bouxwiller fonctionna de 1659 à 1673 sous le règne du comte Frédéric Casimir. Les premières pièces à sortir de l'atelier bouxwillerois étaient des 2-kreutzers qui portaient le millésime 1660. Pour ce comte, le monnayage était un acte politique. Il voulait réaffirmer, face au pouvoir grandissant de la monarchie française en Alsace, son droit impérial et germanique de battre monnaie. Après une longue interruption de fabrication causée par la guerre de Trente Ans, l'atelier de Wœrth était hors d'état. La décision fut prise de transférer l'activité à Bouxwiller et de déménager les machines encore en état.
Quatre maîtres-monnayeurs se sont succédé à Bouxwiller : Martin Ganser en 1659-1660, Johann Friedrich Lauer en 1661-1662, Johann Brettmacher de 1663 à 1672 et Georg Hartmann Plappert en 1672-1673. Sept catégories de pièces sont sorties de l'atelier de Bouxwiller : ducats, thalers, florins, demi-florins, 12-kreutzers, 2-kreutzers et kreutzers. Avec la fin de la guerre de Hollande (1672-1678), quatre des cinq états monnayeurs d'Alsace cessèrent leurs activités sous la pression politique française. Le comté de Hanau-Lichtenberg faisait partie du lot mais son monnayage put se poursuivre en terres allemandes.

## Politique et administration

### Tendances politiques et résultats
À l'élection présidentielle de 2007, les électeurs de Bouxwiller ont massivement porté leurs choix vers des candidats de droite. Au premier tour, Nicolas Sarkozy est arrivé en tête avec 33,57 %, suivi par François Bayrou (23,64 %) et Jean-Marie Le Pen (15,01 %). La candidate socialiste Ségolène Royal, en seconde position au niveau national, n'est arrivée à Bouxwiller qu'en quatrième position avec seulement 12,85 % des voix. Au deuxième tour, Nicolas Sarkozy a rassemblé 69,02 % des suffrages contre 30,98 % pour sa rivale socialiste. Lors des élections législatives qui ont suivi la présidentielle le candidat U.M.P. Émile Blessig a rassemblé à Bouxwiller 48,21 % des suffrages mais, au niveau de la circonscription, il a réussi à se faire élire dès le premier tour.

### Administration municipale
Depuis la fusion de 1973, le nombre d'habitants à Bouxwiller étant supérieur à 3 500 et inférieur à 4 999, le nombre de conseillers municipaux est de vingt-sept. Bouxwiller a droit à vingt-et-un conseillers, Griesbach-le-Bastberg à un maire délégué et un suppléant, Imbsheim à un maire délégué et trois conseillers, Riedheim à un maire-délégué et à un suppléant. À partir des élections municipales françaises de 2008, le conseil municipal compte quinze hommes et douze femmes avec Danielle Buchi en tant que maire de Bouxwiller ; son premier mandat remontant à 1995.

### Liste des maires
Six maires se sont succédé depuis 1950 :
| Période      | Période                    | Identité          | Étiquette   | Qualité |
| ------------ | -------------------------- | ----------------- | ----------- | --- |
| 1950         | 1970                       | Georges Kuntz     | MRP puis CD | Directeur d’école Député du Bas-Rhin (7e circ.) (1958 → 1962) Conseiller général de Bouxwiller (1945 → 1970)  |
| 19 mai 1970  | 26 mars 1971               | Charles Carbiener | UDR         | Géomètre-expert foncier Conseiller général de Bouxwiller (1970 → 1976)                                        |
| 26 mars 1971 | 18 juin 1995               | Ernest Luft       |             | Médecin, maire honoraire 2e vice-président du District du Pays de Hanau (1993 → 1995)                         |
| 18 juin 1995 | 23 mars 2014               | Danielle Buchi    | DVD         | Enseignante                                                                                                   |
| 23 mars 2014 | 23 mai 2020                | Alain Janus       | DVD         | Instituteur et secrétaire de mairie retraité Adjoint au maire (2008 → 2014)                                   |
| 23 mai 2020  | En cours (au 15 juin 2022) | Patrick Michel    | DVD         | Chef de projets Président de la CC de Hanau-La Petite Pierre (2020 → ) Maire délégué d'Imbsheim (1995 → 2020) |

Pour la mandature 2020-2026 et compte tenu de la fusion des communes opérée le 1er mars 1973, les maires délégués sont les suivants :
- Griesbach-le-Bastberg : Stéphane Fath
- Imbsheim : Martine Brumm
- Riedheim : Freddy Staath

### Fiscalité
| Taxe                                                | Taux appliqué (part communale) | Recettes dégagées en 2009 |
| --------------------------------------------------- | ------------------------------ | ------------------------- |
| Taxe d'habitation (TH)                              | 13,12 %                        | 409 000 €                 |
| Taxe foncière sur les propriétés bâties (TFPB)      | 13,79 %                        | 499 000 €                 |
| Taxe foncière sur les propriétés non bâties (TFPNB) | 46,49 %                        | 54 000 €                  |
| Taxe professionnelle (TP)                           | 0,00 %                         | 0 €                       |
| Taxe d'aménagement (TA)                             | ? %                            | 0 €                       |

### Budget et fiscalité 2023

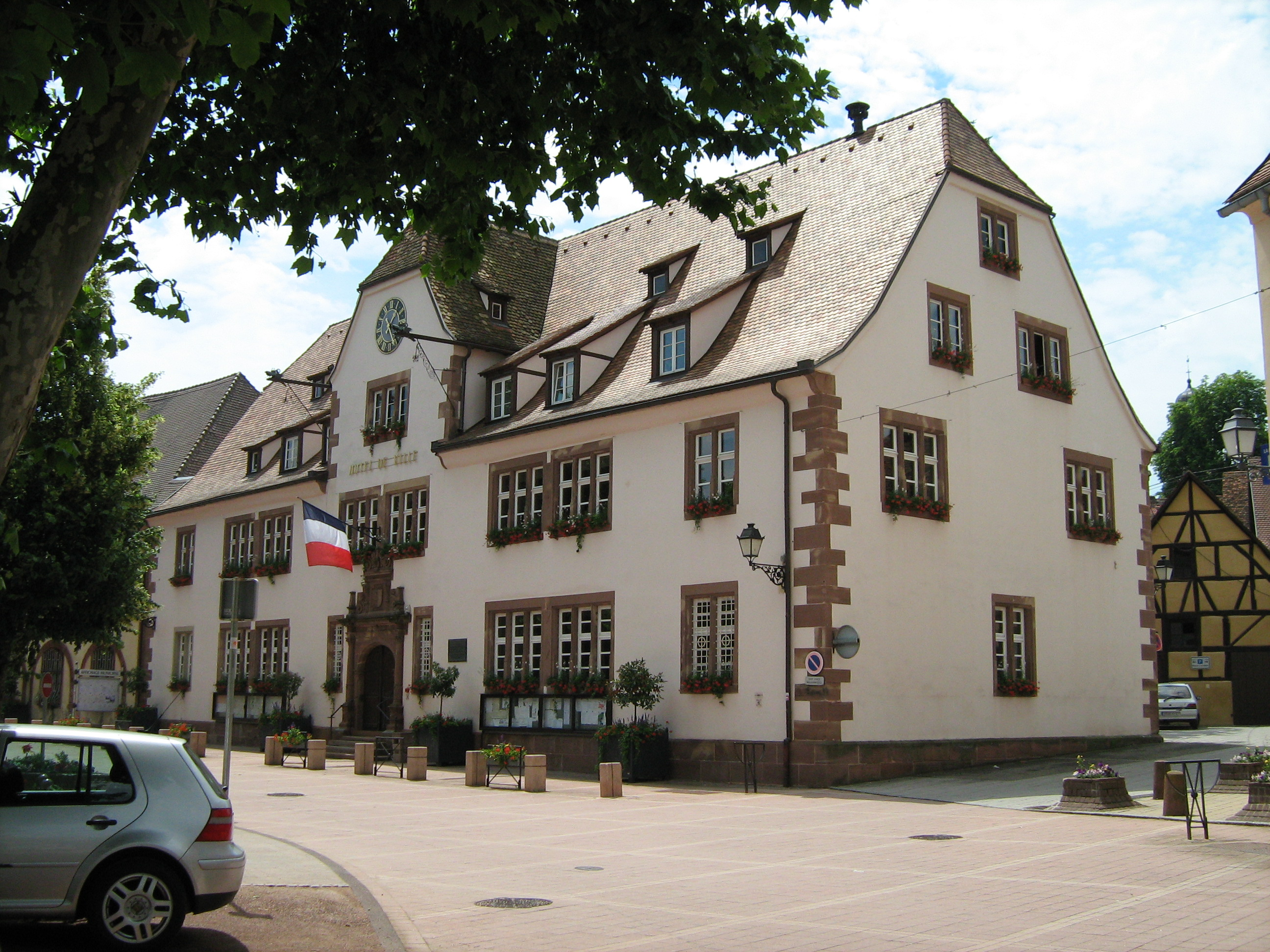
La mairie de Bouxwiller en 2010.

En 2023, le budget de la commune était constitué ainsi :
- total des produits de fonctionnement : 4 542 000 €, soit 1 191 € par habitant ;
- total des charges de fonctionnement : 3 806 000 €, soit 998 € par habitant ;
- total des ressources d'investissement : 1 385 000 €, soit 363 € par habitant ;
- total des emplois d'investissement : 1 074 000 €, soit 282 € par habitant ;
- endettement : 775 000 €, soit 203 € par habitant.

Avec les taux de fiscalité suivants :
- taxe d'habitation : 14,13 % ;
- taxe foncière sur les propriétés bâties : 30,67 % ;
- taxe foncière sur les propriétés non bâties : 54,80 % ;
- taxe additionnelle à la taxe foncière sur les propriétés non bâties : 0,00 % ;
- cotisation foncière des entreprises : 0,00 %.

### Budget
| Évolution de l'endettement (en milliers d’€) | Évolution des dépenses d’équipement (en milliers d’€) : |

### Chef-lieu du pays de Hanau

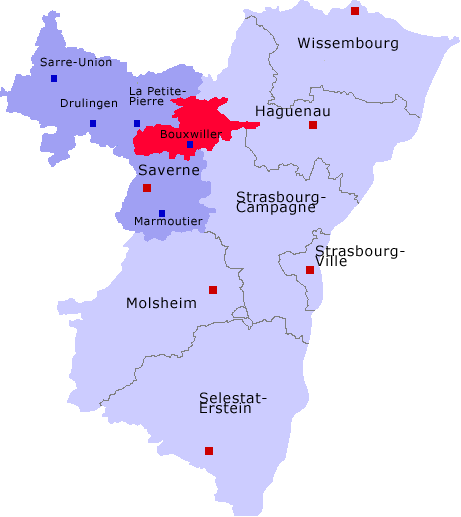
Situation du canton de Bouxwiller (en rouge) dans le département du Bas-Rhin.

#### Le canton de Bouxwiller
En 2007, le canton de Bouxwiller est une aire de 166 km2 qui regroupe un peu plus de 19 400 habitants vivant dans vingt communes dont les plus notables sont Bouxwiller, Ingwiller et Pfaffenhoffen. Depuis les élections cantonales de 2008, Pierre Marmillod affilié à l'UDF/MoDem - Force centriste Alsace et maire de Pfaffenhoffen représente le canton auprès du conseil général du Bas-Rhin.

#### Intercommunalité
Pour mémoire la communauté de communes du pays de Hanau avait été créée le 1er janvier 2000 et à la suite de la création d'un district le 17 décembre 1992. Cette structure intercommunale a une superficie de 170,27 km2 peuplée en 2007 par 16 935 habitants. Elle regroupait dix-neuf communes dont les plus notables sont Bouxwiller et Ingwiller. Pfaffenhoffen n'y participe pas car cette municipalité est membre de la communauté de communes du Val de Moder. Toutefois ces deux structures intercommunales entretiennent des liens de partenariat en matière de promotion touristique. L'organe décisionnel du pays de Hanau est une assemblée composée par 26 délégués désignés par les conseils municipaux des communes membres. Son président est Bernard Brumbter, le maire de Schillersdorf. Le siège administratif est fixé à Bouxwiller dans des locaux construits en 2008. Bouxwiller, membre de cette communauté de communes depuis sa création, était représentée par trois délégués dont le maire Danielle Buchi. Les prérogatives de cette structure se déploient sur une dizaine de champs de compétences. Outre les deux champs obligatoires — développement économique et aménagement de l'espace —, les autres compétences optionnelles correspondent à la protection et à la mise en valeur de l'environnement ; à la politique du logement et du cadre de vie ; à la construction, l'entretien et le fonctionnement d'équipements sociaux, culturels, sportifs, d'animation et d'équipements de l'enseignement ; à la création, l'aménagement et l'entretien de la voirie liée aux zones d'activités et aux équipements culturels et sportifs d'intérêt communautaire. Les autres compétences se rattachent à la mise en place d'une politique intercommunale de la petite enfance ; à l'animation socioculturelle ; à la création, l'aménagement, l'entretien et l'exploitation des réseaux communaux d'éclairage public.
Puis, le 1er janvier 2017, la communauté de communes du pays de Hanau a fusionné  avec la Communauté de communes du Pays de La Petite-Pierre pour devenir la Communauté de communes de Hanau-La Petite Pierre.

### Instances judiciaires et administratives
Une caserne de gendarmerie est basée à Bouxwiller dans la rue d'Uttwiller.
Suivant le découpage judiciaire, Bouxwiller relève du ressort du tribunal judiciaire de Saverne, de la cour d'appel de Colmar, du conseil de prud'hommes de Saverne. Elle dépend également du tribunal administratif de Strasbourg et de la cour administrative d'appel de Nancy.

### Jumelages
Bouxwiller est jumelée avec  Babenhausen (Allemagne) depuis 1985.
Ces deux cités furent par le passé les lieux de résidence des comtes de Hanau.

## Population et société

### Démographie

#### Évolution démographique
L'évolution du nombre d'habitants est connue à travers les recensements de la population effectués dans la commune depuis 1793. Pour les communes de moins de 10 000 habitants, une enquête de recensement portant sur toute la population est réalisée tous les cinq ans, les populations de référence des années intermédiaires étant quant à elles estimées par interpolation ou extrapolation. Pour la commune, le premier recensement exhaustif entrant dans le cadre du nouveau dispositif a été réalisé en 2004.

En 2022, la commune comptait 3 706 habitants, en évolution de −8,76 % par rapport à 2016 (Bas-Rhin : +3,17 %, France hors Mayotte : +2,11 %).
| 1793  | 1800  | 1806  | 1821  | 1831  | 1836  | 1841  | 1846  | 1851  |
| ----- | ----- | ----- | ----- | ----- | ----- | ----- | ----- | ----- |
| 3 084 | 2 700 | 3 063 | 3 452 | 3 756 | 4 076 | 3 566 | 4 036 | 3 973 |

| 1856  | 1861  | 1866  | 1871  | 1875  | 1880  | 1885  | 1890  | 1895  |
| ----- | ----- | ----- | ----- | ----- | ----- | ----- | ----- | ----- |
| 3 765 | 3 825 | 3 696 | 3 370 | 3 273 | 3 365 | 3 269 | 3 126 | 3 144 |

| 1900  | 1905  | 1910  | 1921  | 1926  | 1931  | 1936  | 1946  | 1954  |
| ----- | ----- | ----- | ----- | ----- | ----- | ----- | ----- | ----- |
| 3 101 | 3 037 | 2 922 | 2 483 | 2 759 | 2 815 | 2 685 | 2 679 | 2 751 |

| 1962  | 1968  | 1975  | 1982  | 1990  | 1999  | 2004  | 2006  | 2009  |
| ----- | ----- | ----- | ----- | ----- | ----- | ----- | ----- | ----- |
| 2 751 | 2 804 | 3 706 | 3 655 | 3 693 | 3 683 | 3 935 | 4 009 | 3 896 |

| 2014  | 2019  | 2022  | - | - | - | - | - | - |
| ----- | ----- | ----- | - | - | - | - | - | - |
| 4 056 | 3 757 | 3 706 | - | - | - | - | - | - |

#### Pyramide des âges
En 2018, le taux de personnes d'un âge inférieur à 30 ans s'élève à 33,3 %, soit en dessous de la moyenne départementale (35,9 %). À l'inverse, le taux de personnes d'âge supérieur à 60 ans est de 27,2 % la même année, alors qu'il est de 24,5 % au niveau départemental.
En 2018, la commune comptait 1 881 hommes pour 1 979 femmes, soit un taux de 51,27 % de femmes, légèrement inférieur au taux départemental (51,36 %).
Les pyramides des âges de la commune et du département s'établissent comme suit.
| Hommes | Classe d’âge | Femmes |
| ------ | ------------ | ------ |
| 0,6    | 90 ou +      | 2,8    |
| 7,1    | 75-89 ans    | 10,4   |
| 16,6   | 60-74 ans    | 16,8   |
| 23,9   | 45-59 ans    | 21,4   |
| 16,4   | 30-44 ans    | 17,2   |
| 16,4   | 15-29 ans    | 14,7   |
| 18,9   | 0-14 ans     | 16,8   |

| Hommes | Classe d’âge | Femmes |
| ------ | ------------ | ------ |
| 0,6    | 90 ou +      | 1,6    |
| 6,6    | 75-89 ans    | 8,7    |
| 16,2   | 60-74 ans    | 16,7   |
| 20,7   | 45-59 ans    | 20     |
| 19     | 30-44 ans    | 18,8   |
| 19,5   | 15-29 ans    | 18,5   |
| 17,5   | 0-14 ans     | 15,7   |

### Population et familles
- Chiffres clés publiés par l'institut national de la statistique et des études économiques (INSEE). Dossier complet :

Sommaire
Évolution et structure de la population en 2019
Couples - Familles - Ménages en 2019
Logement en 2019
Diplômes - Formation en 2019
Population active, emploi et chômage au sens du recensement en 2019
Caractéristiques de l'emploi au sens du recensement en 2019
Naissances et décès domiciliés 2014-2021
Revenus et pauvreté des ménages en 2020
Salaires et revenus d'activité en 2020
Caractéristiques des établissements fin 2020
Démographie des entreprises et des établissements en 2021
 Tourisme en 2023

### Enseignement
Bouxwiller dépend de l'Académie de Strasbourg. Outre ses écoles maternelle et primaire, la bourgade dispose d'un collège et d'un lycée. Le collège du Bastberg et le lycée Adrien-Zeller accueillent les scolaires locaux mais aussi ceux des villages avoisinants. À cet effet, des navettes scolaires sont organisées pour les acheminer sur place le matin et les reconduire chez eux en fin d'après-midi. Une cantine commune les prend en charge pour le repas de midi. Le lycée Schattenmann est à l'origine une école de couture qui a évolué vers un enseignement professionnel des services aux personnes. Cette école privée accueillait en 2010, 185 élèves encadrés par 29 employés (dont 18 enseignants).Il occupe l'ancien tribunal cantonal construit à la fin du XIXe siècle.

### Santé
Bouxwiller dispose malgré sa taille modeste, d'une large offre médicale. En 2010, on y comptait huit médecins généralistes, quatre cabinets dentaires, quatre cabinets d'infirmiers de soins à domicile, un kinésithérapeute, deux opticiens, un orthophoniste et deux pharmacies.
L'hôpital local de Bouxwiller est un centre de moyen et long séjour. Cet établissement public dispose d'une capacité d'accueil totale de 146 places réparties en huit places de soins de suite et de réadaptation, 34 places en unité de soins longue durée, 64 places en hébergement (EHPAD) et 40 places en service de soins infirmiers à domicile (HAD).

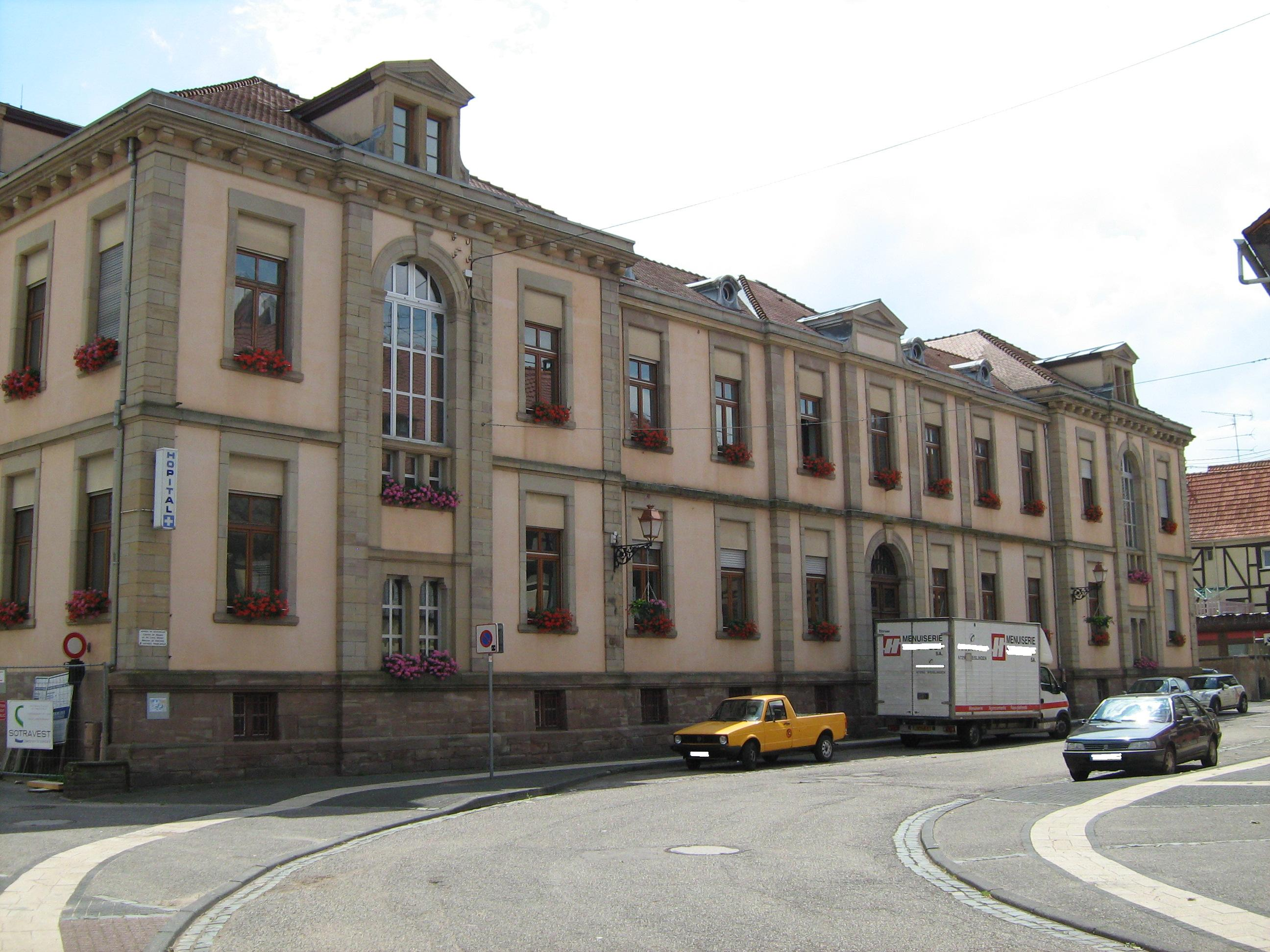
Hôpital local.
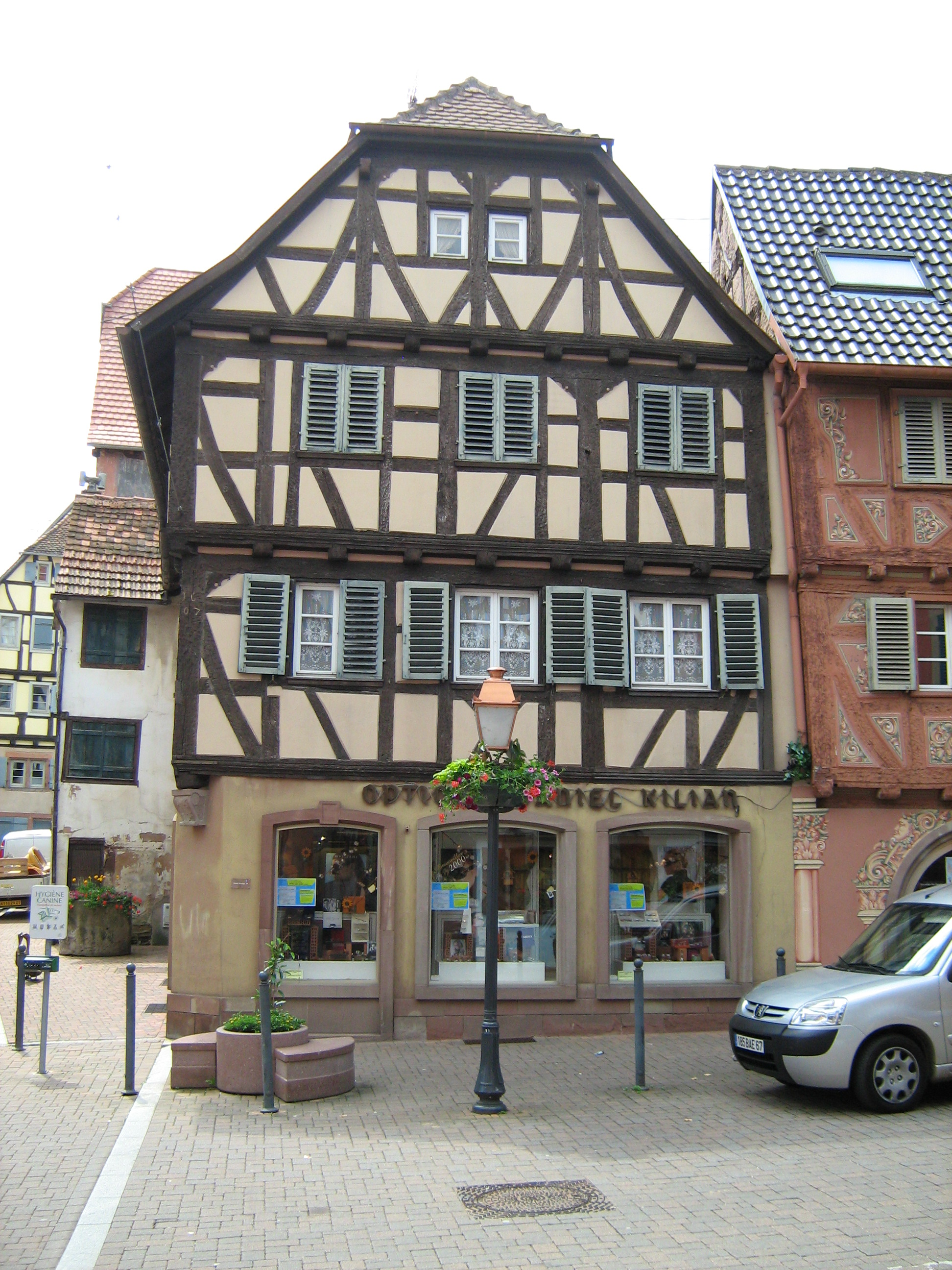
Boutique d'opticien.
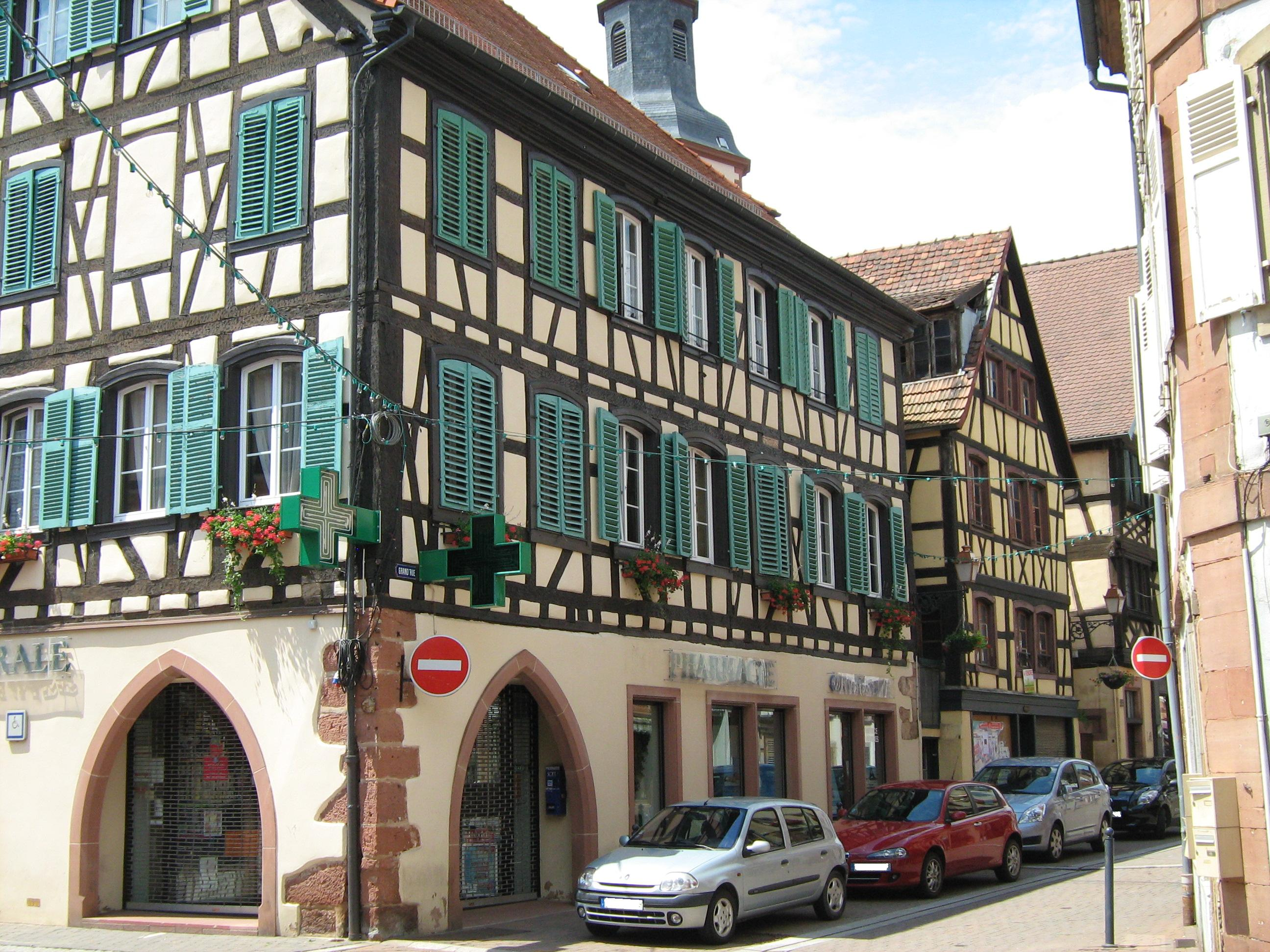
Pharmacie.

### Sports et loisirs

#### Infrastructures
Les associations bouxwilleroises disposent pour leurs activités de plusieurs lieux à vocations culturelles ou sportives. Le théâtre-centre culturel est situé place du Château en face du lycée. Construit en 1982 et inauguré en 1984, il porte le nom de l'auteur dialectophone Marie Hart. Non loin, se trouve la salle de l'Orangerie (derrière la Halle aux Blés). Les locaux de l'ancien collège, rue de l'Église, abritent la maison des associations. En dehors du centre ville, les stades de football sont aménagés rue d'Ingwiller et le court de tennis au chemin du Puits de Mines. Les équipements sportifs tels le Centre sportif Coubertin, le gymnase, la piste d'athlétisme ou la piscine Hanautic sont situés rue de Babenhausen.

#### Vie associative
Les associations de Bouxwiller présentent de multiples centres d'intérêts. Parmi les associations en rapport avec les animaux et la ruralité on trouve le Club canin, la Société des aviculteurs, l'Association des producteurs de fruits. Il existe aussi trois clubs de pêche et de pisciculture (Bouxwiller, Griesbach et Imbsheim). Parmi les clubs sportifs, on peut citer des activités comme le badminton, la randonnée (section du Club vosgien), le football (U.S. Bouxwiller et U.S. Imbsheim), le handball, le judo, le karaté, la natation, la natation synchronisée, le tennis, l'école de danse classique et le ping-pong club de Riedheim. En rapport avec la musique, il existe le groupe folklorique du pays de Hanau, la Musique municipale de Bouxwiller et Musiques au pays de Hanau. On peut aussi mentionner les sections locales de l'UNIAT, de la Croix-Bleue et de la Croix-Rouge, les donneurs de sang, etc.
Le Club de natation synchronisée a participé à plusieurs compétitions de niveau régional et s'est vu remporter plusieurs médailles, dont la médaille d'or pour un duo au Critérium des Jeunes en 2010 à la piscine de Schiltigheim.

#### Marché de Noël(Noël au Pays de Hanau)
Le marché de Noël de Bouxwiller se tient traditionnellement le deuxième week-end de l'Avent.

Il se déroule autour de la place du Château, de la rue des Seigneurs, de la Grand'rue, de la rue du Canal, dans la salle de l'Orangerie et au centre culturel « Marie Hart ». 170 exposants proposent des produits du terroir et de l'artisanat en vente directe.

### Cultes

#### Christianisme

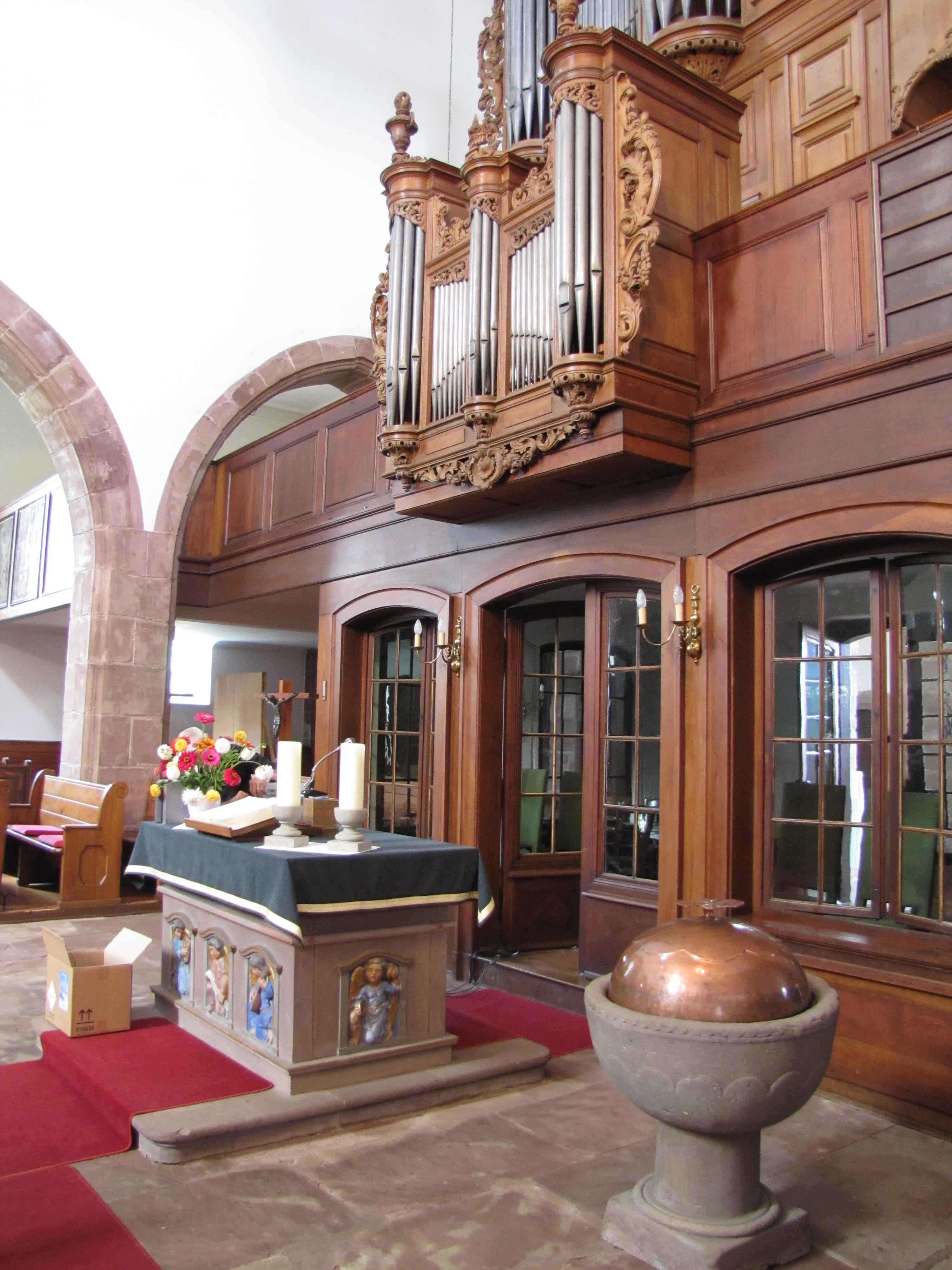
Vue intérieure du temple luthérien.

Le catholicisme est présent à Bouxwiller depuis le VIIIe siècle au plus tard. Il est ainsi fait mention de propriétaires terriens ayant fait des dons en l'an 724 à l'abbaye de Wissembourg. Ce culte connut localement une longue éclipse entre 1542 et 1683 du fait de l'introduction de la Réforme luthérienne par le comte Philippe IV de Hanau-Lichtenberg sur ses territoires. L'église Saint-Léger fut rendue au culte catholique en 1683 de par la volonté de Louis XIV. La paroisse catholique dépend de l'archidiocèse de Strasbourg et est donc encore soumise au régime du concordat instauré par Napoléon Ier en 1801.
La paroisse luthérienne de Bouxwiller, chef-lieu d'un consistoire et d'une inspection, est un établissement public du culte soumis aux lois organiques de 1802 et fait partie de l'Église protestante de la Confession d'Augsbourg d'Alsace et de Lorraine (ÉPCAAL). Ses filiales sont Riedheim, Uttwiller et Niedersoultzbach.
L'église évangélique de Bouxwiller, située Faubourg Saint-Georges, est membre de Vision-France, une union d'une quinzaine d'églises protestantes évangéliques surtout présentes en Alsace (Bischwiller, Brumath, Saverne) mais aussi plus récemment en Franche-Comté et en Vendée. Cette communauté est membre de la Fédération Pilgermission Sankt-Chrischona et de la Fédération évangélique de France elle-même membre du Conseil national des évangéliques de France.

#### Judaïsme

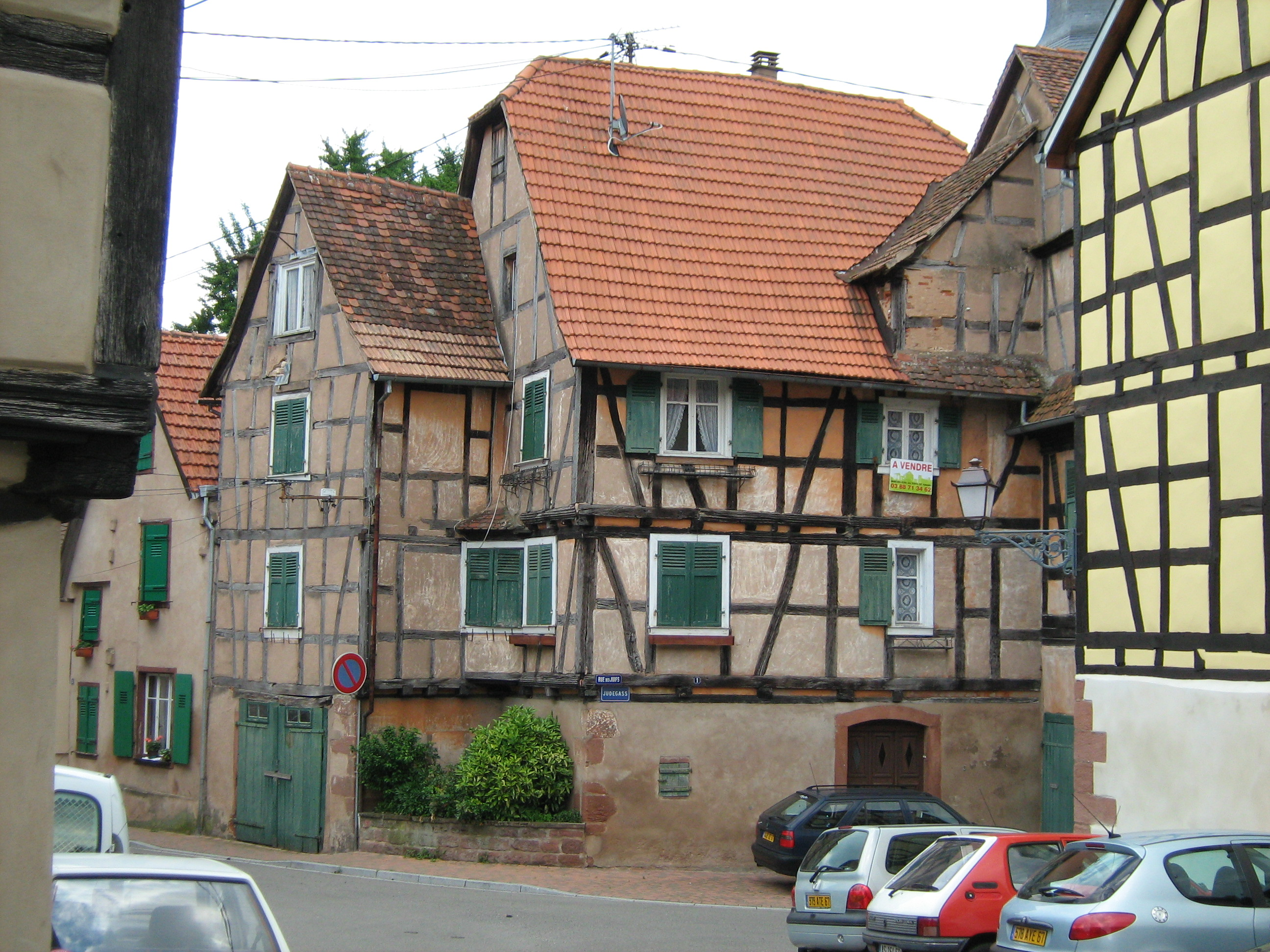
Immeubles de la rue des Juifs.

Des juifs sont mentionnés à Bouxwiller dès 1306. En 1349, du fait de la peur de la peste noire, beaucoup de juifs sont massacrés par les chrétiens en Alsace sous prétexte qu'ils empoisonneraient les puits. Après cette date, la ville de Strasbourg et d'autres cités alsaciennes refusent de les accueillir. Ils trouvent alors refuge dans les villages. Les comtes de Hanau les acceptent sur leurs terres en échange d'une taxe. Ils sont cependant exclus de l'agriculture et de l'artisanat et se tournent vers le commerce ambulant, le maquignonnage (achat et revente de bestiaux) et les prêts d'argent.
À Bouxwiller, on a identifié la présence en 1614 d'un lieu de culte à l'angle des rues du Magasin et du Vieil-Hospice. Un quartier situé le long du rempart méridional leur est réservé ; en particulier dans la rue des Juifs. Les comtes ont aussi accepté à Bouxwiller un rabbinat, une école talmudique et un tribunal rabbinique régional. En 1725, 31 familles juives et trois veuves sont comptées à Bouxwiller (157 familles au niveau comtal) puis en 1784, 297 juifs sont recensés en ville puis cinq décennies plus tard leur nombre est passé à plus de 400. En 1842, est inauguré un nouveau lieu de culte de style classique. Toujours existant en 2010, il se situe dans la Grand'Rue. À partir du milieu du XIXe siècle, leur population décroît à Bouxwiller. En 1940, ils ne sont plus qu'une centaine et sont déportés en zone libre. Après 1945, seule une quarantaine de rescapés reviennent vers Bouxwiller. En 1962, est célébré le dernier culte dans la synagogue. Abandonné, le lieu risque la démolition en 1983 mais est sauvé de justesse. En 1998, la synagogue devient un musée qui retrace le destin de cette communauté religieuse en Alsace,.
Le Cimetière juif d'Ettendorf, a servi de nécropole à de nombreuses communautés du département du Bas-Rhin, dont celle de Bouxwiller,,,. Encore de nos jours plus de douze communes des environs l'utilisent pour y enterrer leurs morts,.

## Économie

### Revenus de la population et fiscalité
En 2008, le revenu fiscal médian par ménage était de 17 747 €, ce qui plaçait Bouxwiller au 13 745e rang parmi les 31 604 communes de plus de cinquante ménages en métropole.
Chiffres clés Revenus et pauvreté des ménages en 2021 : médiane en 2021 du revenu disponible, par unité de consommation : 23 290 €.

### Emploi
Les ménages bouxwillerois semblent être moins favorisés par rapport à ceux du département du Bas-Rhin. Ainsi en 2007, le revenu fiscal médian par ménage était de 17 255 € pour Bouxwiller, alors que pour le Bas-Rhin il s'élèvait à 18 548 €. En 2007 également, 52,2 % des foyers fiscaux étaient imposés à Bouxwiller alors que pour le département ce taux était de 59,5 %. Une des explications est un taux de chômage plus élevé : 11,0 % des 15 à 64 ans étaient au chômage à Bouxwiller contre 9,8 % pour le Bas-Rhin.
|                       | Agriculture | Industrie | Construction | Commerce | Services |       |
| Bouxwiller            | 0,8 %       | 33,7 %    | 15,2 %       | 22,3 %   | 27,9 %   |       |
| Alsace                | 1,8 %       | 20,4 %    | 6,8 %        | 42,4 %   | 28,6 %   |       |
| Sources des données : | Insee       | Insee     | Insee        | Insee    | Insee    | Insee |

|                       | Agriculteurs | Artisans, commerçants, chefs d'entreprise | Cadres, professions intellectuelles | Professions intermédiaires | Employés | Ouvriers |
| Bouxwiller            | 0,2 %        | 4,5 %                                     | 12,8 %                              | 23,7 %                     | 22,2 %   | 36,6 %   |
| Alsace                | 1,0 %        | 4,9 %                                     | 13,9 %                              | 25,2 %                     | 27,7 %   | 27,4 %   |
| Sources des données : | Insee        | Insee                                     | Insee                               | Insee                      | Insee    | Insee    |

### Activités économiques

#### Agriculture
La zone agricole la plus fertile d'Alsace est le Kochersberg. Cette zone de faibles collines est située entre les rivières de la Zorn et de la Bruche. Ses terres sont constituées de limons et de lœss et presque entièrement consacrées aux labours ; les prairies et les bois n'y ont que peu de place. Cette richesse agricole en fit le grenier à blé de Strasbourg. Le pays de Hanau (où se trouve Bouxwiller) est situé plus au nord, entre les rivières de la Zorn au sud et de la Moder au nord. Plus proche des Vosges, les caractéristiques du Kochersberg y sont atténuées. La couche de lœss y est moins épaisse et plus éparse. Ses sols de marnes et de calcaires sont moins fertiles et plus caillouteux. Les prairies et les bois y sont plus nombreux et l'élevage des bovins y est plus développé (1 499 bovins sur Bouxwiller dont 605 vaches en 2000). Le nombre des exploitations agricoles est en baisse, de 68 en 1988, il n'en reste plus que 33 en 2000 dont 20 professionnelles. Ces dernières cultivent une superficie agricole de 1 347 hectares, dont 740 hectares de terres labourables et 598 hectares d'herbages.

#### Industrie et commerce
Au 31 décembre 2007, 238 établissements actifs se situent à Bouxwiller et offrent un total de 1 708 postes salariés. Dix-huit d'entre eux sont dans le secteur de l'industrie et fournissent 40,1 % des postes salariés présents sur la commune, soit 685 postes. Sur les 152 établissements du secteur des services, 85 n'ont pas de salariés, 50 en comptent entre un et neuf et seuls 4 en comptent plus de cinquante. Ce secteur des services est le deuxième pourvoyeur de postes salariés sur Bouxwiller (637 postes soit 37,3 % du total). De ce point de vue, la construction est le troisième secteur d'importance avec 287 postes salariés (16,8 %) répartis dans 24 établissements. Le dernier secteur est le commerce qui offre 99 postes salariés (5,8 %) dans 44 établissements. En 2009, 33 établissements ont été créés dont 25 dans le secteur du commerce, transport et services divers. Parmi les entreprises les plus notables de Bouxwiller figurent :
- Beiser Environnement, fondée en 1976, avec 85 employés et un chiffre d'affaires de 21,9 millions d'euros en 2008. Spécialisée dans la vente par correspondance de fournitures et de matériel agricole, 20 000 livraisons par an, 400 clients par semaine en France, Belgique, Suisse, Allemagne et Pologne. Ses produits phares sont les citernes à fioul, eau et engrais liquides[139] ;
- RPC-Tedeco-Gizeh, située à Bouxwiller depuis 1975, compte quelque 200 salariés dont 150 sur les chaînes de production de produits plastiques (gobelets, emballages et conditionnements)[140].

#### Tourisme

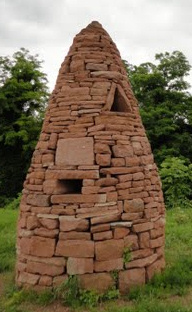
Un chörten du Bastberg.

Bouxwiller est éloignée de plus trente kilomètres des deux principaux pôles touristiques alsaciens que sont d'une part Strasbourg avec sa cathédrale et son quartier de la Petite France et d'autre part la route des vins d'Alsace qui sillonne la région du nord au sud, de Marlenheim à Thann, en passant par une soixantaine de localités dont l'une des plus renommées est Riquewihr. Bouxwiller est la première Petites Cités de Caractère® d'Alsace.
À Bouxwiller, la capacité d'accueil des campeurs est inexistante et seul est présent un hôtel deux étoiles de seize chambres. Étant située en bordure du parc naturel régional des Vosges du Nord, la bourgade tente néanmoins de capter pour quelques heures les voyageurs en quête de tourisme vert. L'office de tourisme local est situé à côté de la mairie au 2 place du Château dans les locaux de l'ancienne Cour des comptes des seigneurs de Hanau. Ce centre d'accueil permet de se procurer plusieurs brochures gratuites ou payantes. Ces guides donnent aux visiteurs l'occasion de partir librement à la découverte de Bouxwiller et de ses environs. La visite de la commune est organisée à partir de deux grands axes :
- le parcours balisé du centre historique pour découvrir les principaux édifices et l'histoire de la cité des comtes de Hanau (une vingtaine de stations pour une promenade de deux heures) ;
- les sentiers de pleine nature pour découvrir la colline du Bastberg. Trois thématiques sont proposées ; patrimoine (trois stations sur 2,5 km), nature (six stations sur 4,2 km) et géologie (quatorze stations sur 6,0 km)[142]. Ces parcours sont balisés par des empilements rocheux dénommés chörten et évoquent la géologie locale. Ces imposantes œuvres se rattachent au courant artistique dénommé Land art.

Deux musées permettent de mieux comprendre l'histoire de Bouxwiller. Le musée judéo-alsacien de Bouxwiller, abrité dans l'ancienne synagogue et inauguré en 1998. Fondé en 1933, le Musée du Pays de Hanau est rouvert au public depuis le 29 juin 2013 après trois années de restructuration. Les 400 pièces de l'exposition mettent en avant la géologie, l'histoire et le patrimoine culturel local. L'association AMJAB, gestionnaire de ce site, s'honore d'avoir été lauréat du "Prix Patrimoine Vivant" de la Fondation de France et d'être soutenue par la Fondation du judaïsme français.

## Culture et patrimoine

### Lieux et monuments
Bouxwiller, malgré les vicissitudes de l'histoire alsacienne, a réussi à conserver une grande partie de son patrimoine architectural. L'église catholique Saint-Léger située en dehors des remparts possède encore un clocher daté du XIIIe siècle. Quant à l'église luthérienne située au cœur de la vieille ville, la dernière reconstruction de la nef remonte à l'an 1613. Son intérieur comporte une chaire en pierre sculptée et en bois peint, un buffet d'orgue de Johann Andreas Silbermann de 1778,,  ainsi qu'une loge seigneuriale au décor de stucs. La synagogue construite au milieu du XIXe siècle a échappé à la folie destructrice des nazis et abrite depuis 1995 le musée judéo-alsacien. Pendant la Révolution française, tous les édifices entourant l'actuelle place du Château et propriétés de la famille noble de Hesse-Darmstadt sont vendus comme biens nationaux puis rachetés par la municipalité. Seuls le château résidentiel des comtes de Hanau-Lichtenberg et ses jardins seront détruits. Les autres constructions telles la Chancellerie ou la Halle aux blés (local du Musée du pays de Hanau) ont été épargnées. Au début du XIXe siècle, le démantèlement des fortifications issues du Moyen Âge entraîne la disparition des tours d'angle et des deux portes qui verrouillaient la cité mais les remparts sont encore en grande partie debout. Abritées par ces derniers, de nombreuses maisons à colombage des XVIe, XVIIe et XVIIIe siècles ont été sauvegardées et restaurées ; autour de la place du Marché-aux-Grains par exemple. Parmi les plus belles constructions, on peut signaler un immeuble de style Renaissance, la maison du receveur ecclésiastique (rue du Canal) construite avant 1581, logement de fonction à l'époque de l'écoutète sieur Roehrich et deux immeubles de style baroque richement sculptés de nombreux motifs (têtes, végétaux, démons) ; la maison Pflüger construite en 1667 et située dans la Grand'Rue et la maison Siegler construite en 1670 et située dans la rue de l'Église.

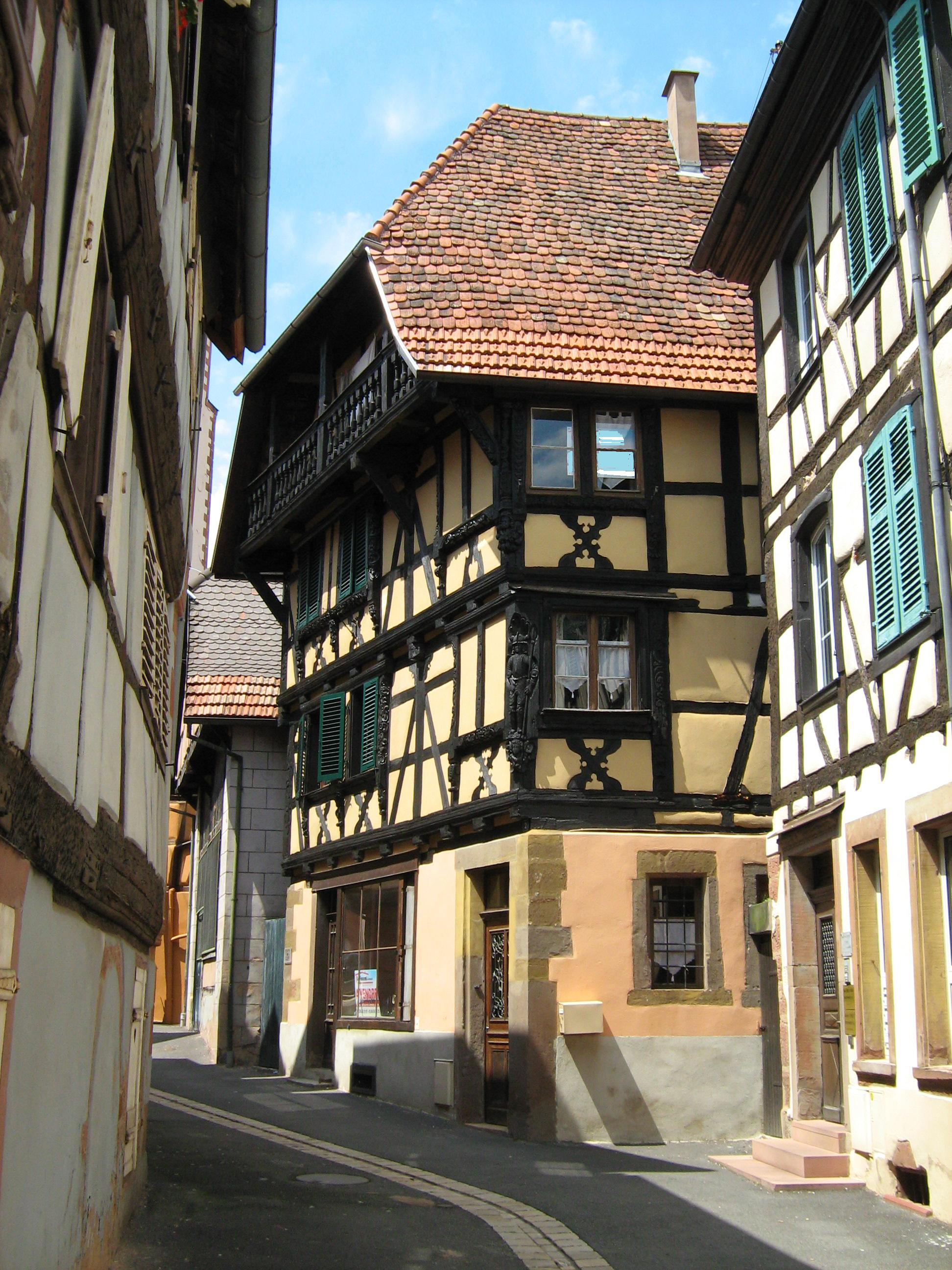
La maison construite par la famille Siegler (1670).
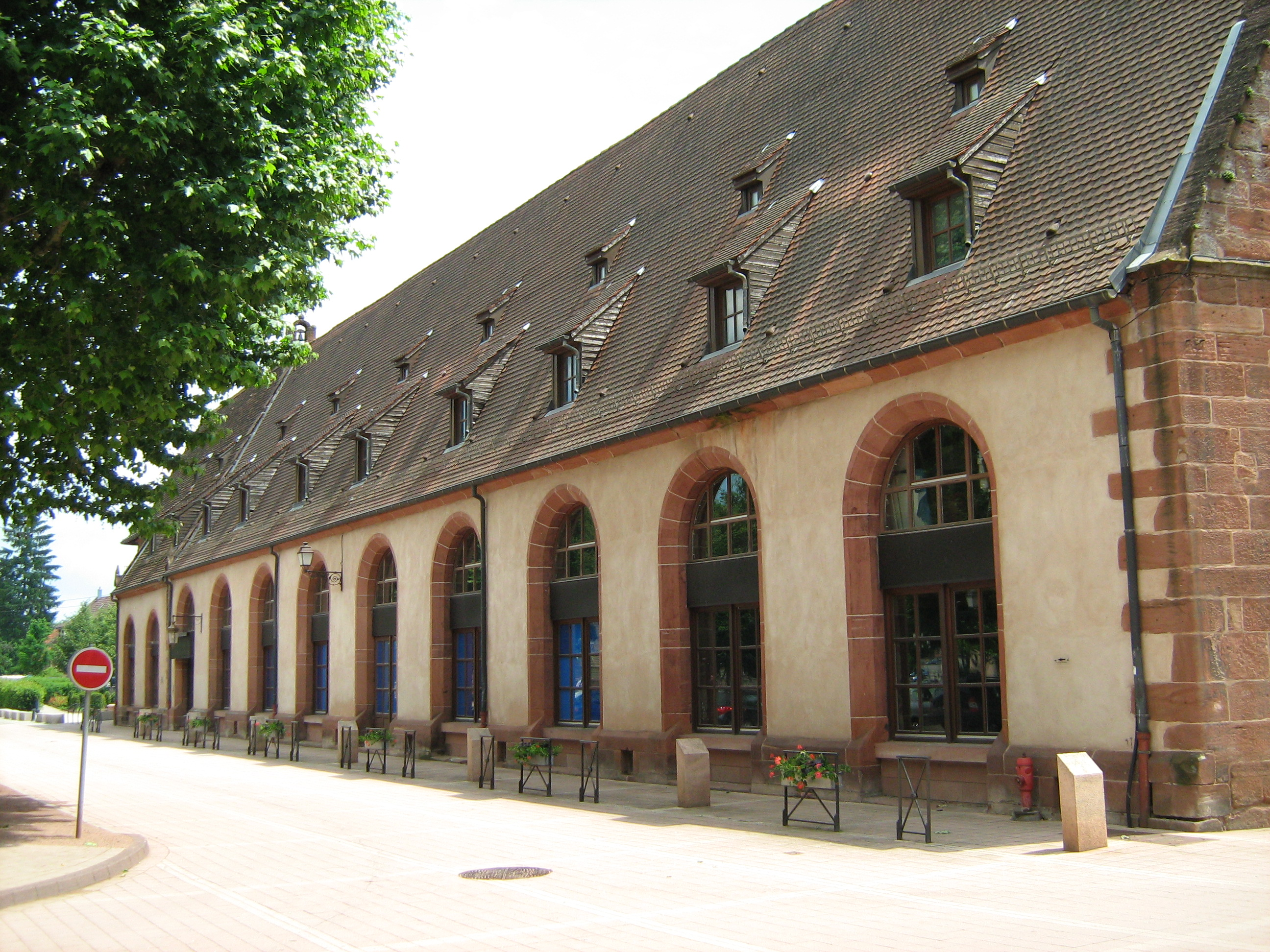
La façade de la Halle aux blés[150], nouveau musée de Bouxwiller[151].
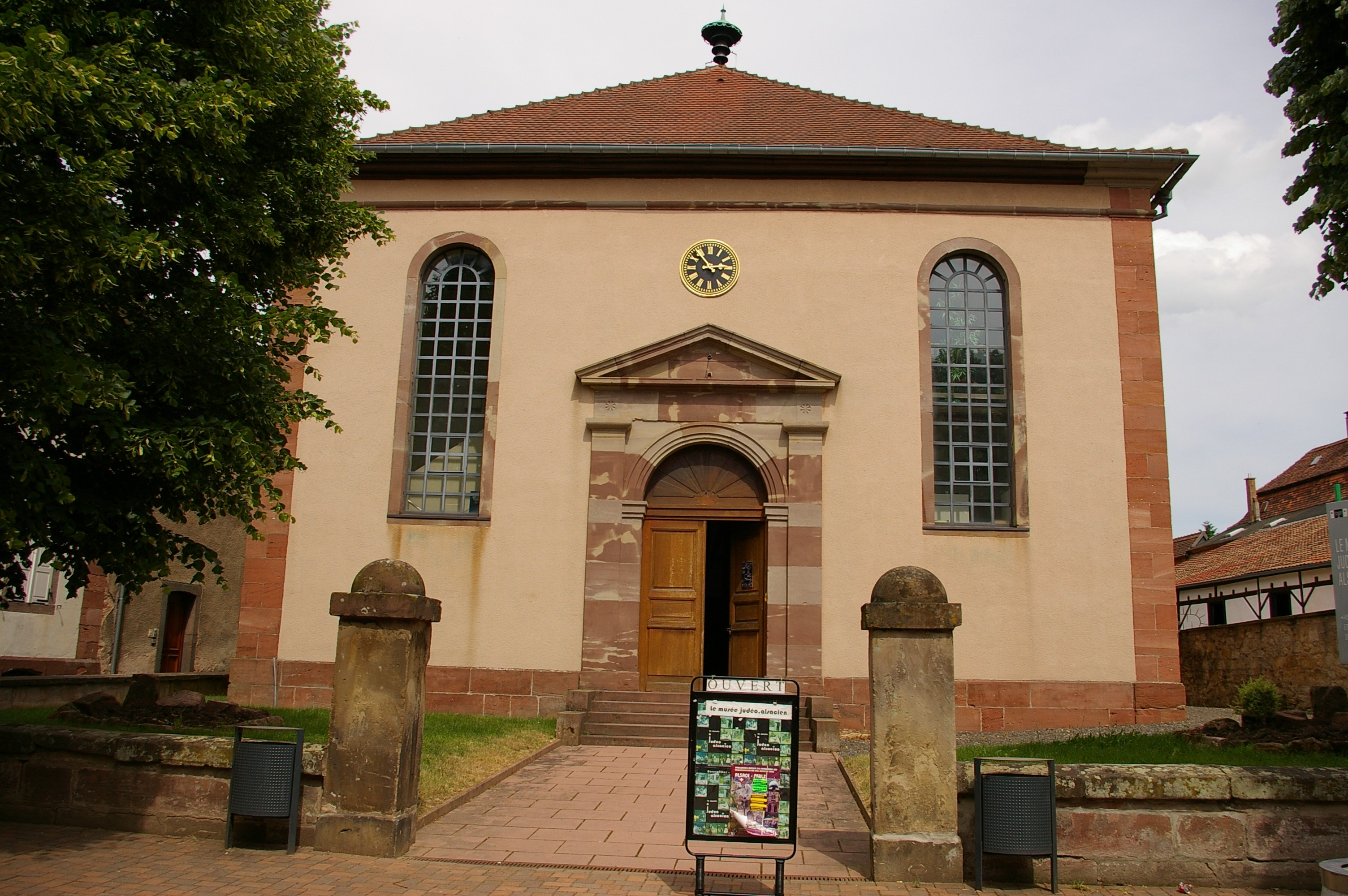
Synagogue de Bouxwiller, aujourd'hui Musée judéo-alsacien[152].
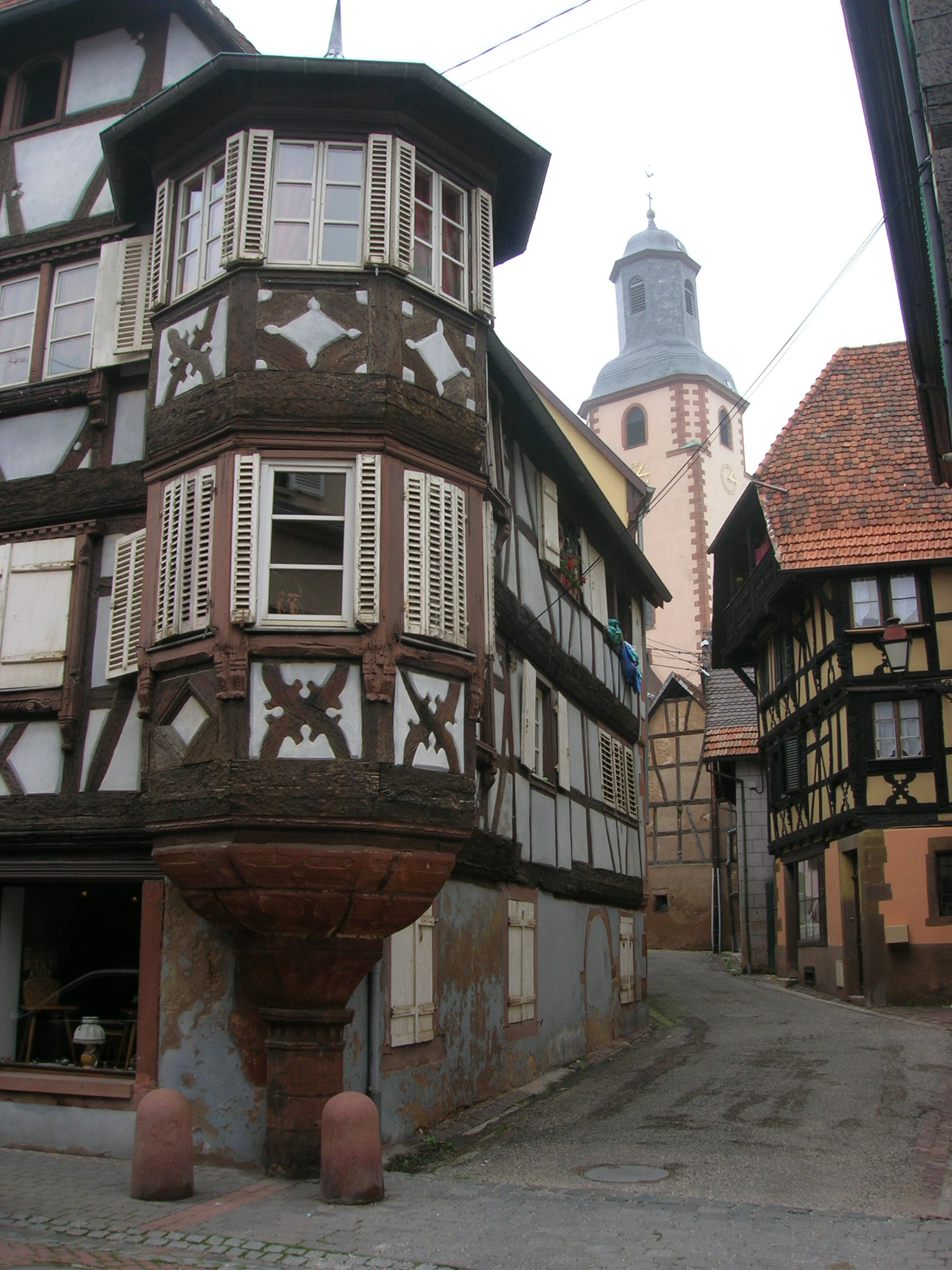
La maison du receveur ecclésiastique (1598).

### Le nouveau musée, un projet culturel et touristique

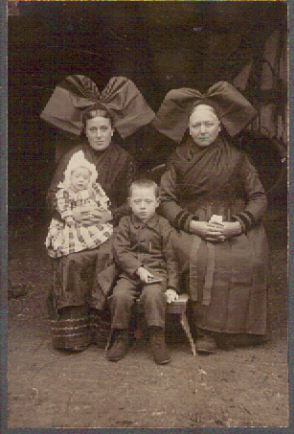
Le musée se propose de relater les us et coutumes du pays de Hanau.

Dans l'espoir de développer le tourisme culturel sur le pays de Hanau, la municipalité de Bouxwiller s'est lancée en 2010 dans l'élargissement du musée du pays de Hanau, une institution locale créée en 1933 et jusqu'alors située au premier étage de la Chancellerie (Mairie).
Après trois années de travaux budgétisé à hauteur de 4,5 M € dont 1,3 M € à la charge de la ville, le projet s'est concrétisé en juin 2013 avec l'inauguration d'un nouvel espace d'exposition désormais situé dans la Halle aux Blés et la chapelle castrale Saint-Georges, en bordure de la place du Château.
L'espace muséologique, ouvert au public du mercredi au dimanche et de février à décembre (fermeture annuelle en janvier), expose plus de 400 pièces sur une surface de près de 800 m2  répartie sur trois niveaux (500 m2 d'exposition permanente, 150 m2 d'exposition temporaire, ateliers pédagogiques et boutique). Doté de cette nouvelle envergure régionale, le musée est intégré dans le réseau des musées du parc naturel régional des Vosges du Nord et espère une fréquentation de 10 000 à 14 000 visiteurs par an. Le musée décline trois thématiques indépendantes mais complémentaires : l'histoire de Bouxwiller en tant que capitale du comté de Hanau-Lichtenberg (dans la chapelle castrale), la vie culturelle et sociale des habitants du pays de Hanau (au deuxième étage de la Halle au Blés) et la richesse géologique de la colline du Bastberg renommée dès le XIXe siècle pour ses fossiles marins (au troisième étage de la Halle). Le premier niveau de la Halle est consacré à des expositions temporaires organisées par des acteurs de la vie culturelle locale.

### Lemusée judéo-alsacien

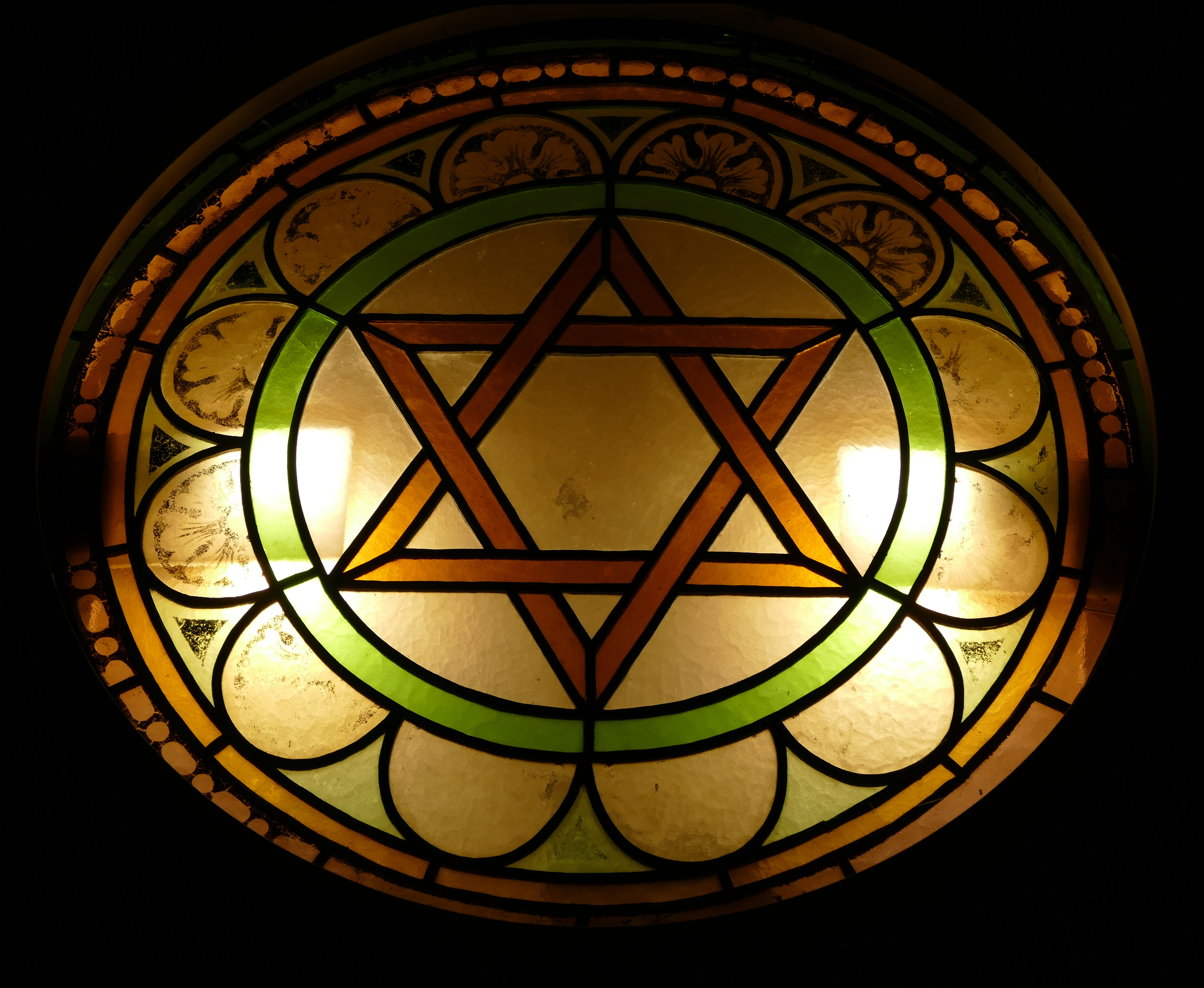
L'Étoile de David est le symbole du judaïsme. Elle se compose de deux triangles équilatéraux superposés.

Le musée judéo-alsacien se trouve dans l’ancienne synagogue de Bouxwiller, construite en 1842 et utilisée jusqu’à la fin de la dernière guerre comme fabrique de carton où les nazis ont tout détruit à leur départ. Cette synagogue fait d'ailleurs partie des 267 synagogues construites après la Révolution Française, période à laquelle les juifs ont enfin eu droit à la citoyenneté française.
En 1983, la synagogue désaffectée est vendue à un supermarché qui désire la raser pour agrandir son parking. Cette vente soulève l'indignation de quelques personnes et pour sauver le bâtiment elles se fédèrent et créent l'association des « Amis du Musée Judéo-Alsacien de Bouxwiller » (AMJAB). La vente est cassée à la suite d'un vice de forme, puis la synagogue est restaurée et transformée en un musée qui sera inauguré en 1998.
Les centres d'intérêt de ce lieu figurent dans les traces de la présence des Juifs à Bouxwiller et en Alsace, leur vie quotidienne et leurs nombreuses persécutions dans la région. Le musée met en avant un dicton de tolérance en alsacien, symbole incontournable du musée, « Lewe un Lewe lonn » qui signifie « Vivre et laisser vivre ».

### Langue et culture alsacienne

#### Culture populaire
Comme pour le reste de l'Alsace, le dialecte alsacien (ou alémanique) fut la langue maternelle des Bouxwillerois jusque dans les années 1970. Depuis lors ce parler est en perte de vitesse, la transmission auprès des jeunes générations ne s'opérant plus ou rarement. Cependant, le pays de Hanau demeure une des parties de la région où le dialecte reste le plus présent. Il n'est donc pas rare de surprendre des conversations en alsacien dans les administrations, les commerces ou les supermarchés. Dans le but de préserver les traditions populaires et le costume traditionnel, un groupe folklorique aujourd'hui disparu fut créé en 1963 : les Hanauer. En 1978, dans la même optique, le Groupe folklorique du pays de Hanau prit le relais. Toujours en activité en 2010, ses membres participent à des démonstrations festives en Alsace, en France et à l'étranger dont l'Allemagne, la Pologne, ou la Grande-Bretagne. Chaque année se tient sur deux jours un festival folklorique « Portes Ouvertes à Imbsheim » animé par cette association. Dans cette dernière localité, existe également depuis 2001 une troupe théâtrale d'amateurs : le Théâtre alsacien d'Imbsheim.

#### Littérature dialectale
Une des plus grandes figures littéraires du dialecte est native de Bouxwiller. Il s'agit de la poétesse Marie Hart (1856-1924). À partir de 1876, elle se mit à écrire dans le dialecte de Bouxwiller, des récits, des contes, des nouvelles et quelques poèmes. Son œuvre est largement inspirée par les épreuves qu'elle a dû affronter durant sa vie. En 2006, à l'occasion des 150 ans de sa naissance, Bouxwiller lui rendit hommage en organisant une exposition relatant sa vie et son œuvre dialectale. Une de ses maximes est inscrite sur une plaque et apposée sur la fontaine de la rue du canal : « Wenn an de Quell viel Blueme stehn vergesst d'r Bach dies nit. Un in sim ganze spät're lauf gehn d'Blueme mit. » (« Lorsqu'une source est bien fleurie, le ruisseau ne l'oublie pas. Et tout le long de son cours, les fleurs le suivent. »)

#### Légendes et fantômes

##### Folklore
L'enseignant, poète et folkloriste Auguste Stoeber (1808-1884) exerça à l'école des filles de Bouxwiller de mai 1838 à octobre 1841. Durant son séjour, il parcourut la contrée et collecta des légendes et récits auprès de la population. Plus tard, il en fit des poèmes en allemand. Dans ces légendes transparaissent des peurs ancestrales. Fantômes parcourant les rues de Bouxwiller, carrosses et chasseurs fantastiques survolant la campagne, lieux abandonnés et maudits, sorcières transformées en animal (canard, cheval) ou se rendant au sommet de la colline du Bastberg pour le sabbat, dragon survolant Riedheim la nuit. Durant l'été 2010, la municipalité, dans le cadre des manifestations touristiques des « Vendredi de l'été », a organisé plusieurs visites nocturnes du centre ville sur ce thème.

##### Bretzel
Selon une légende, un boulanger de la cour, originaire de Bouxwiller, se serait fait emprisonner par le roi après avoir mal cuit son pain. Il risquait d'être exécuté. Cependant, la femme du boulanger aurait supplié le roi de laisser à son homme une dernière chance. Ainsi, le roi lui aurait imposé cet ultimatum : le boulanger serait sauvé s'il inventait, sous trois jours, un pain « au travers duquel le soleil brillerait trois fois ». Alors que le boulanger était dans sa cuisine et cherchait désespérément à inventer une nouvelle recette, il vit à travers la fenêtre de la cuisine sa femme prier à genoux pour lui, les bras posés sur sa poitrine en forme de croix. En voyant ainsi sa femme, le boulanger eut une idée : il croisa les deux extrémités d'un ruban de pâte, pour reproduire la posture qu'avait adoptée sa femme, formant ainsi trois trous, à travers lesquels le soleil pouvait briller trois fois, comme l'exigeait le roi. Mais au dernier moment, avant d'enfourner ces pains qui seront plus tard appelés « Bretzels », le chat fit tomber un produit utilisé d'habitude pour nettoyer les plaques de four. Étant donné que le boulanger n'avait plus assez de temps pour repétrir une nouvelle pâte, il les enfourna ainsi et ce produit renversé par le chat, une solution de bicarbonate de soude, aurait donné naissance au bretzel saumuré.
La date et le lieu d'invention du bretzel ne sont toutefois pas connus,.

### Théâtre
Le théâtre du Marché aux Grains fondé en 1974 et situé rue du Canal est une compagnie conventionnée avec différents organismes publics dont la municipalité et le département. Bertolt Brecht, Arthur Rimbaud, Rainer Werner Fassbinder, Carlo Goldoni, Anton Tchekhov et d'autres auteurs ont été mis à son répertoire. Certaines représentations furent présentées à Strasbourg et à Bruxelles.

### Personnalités

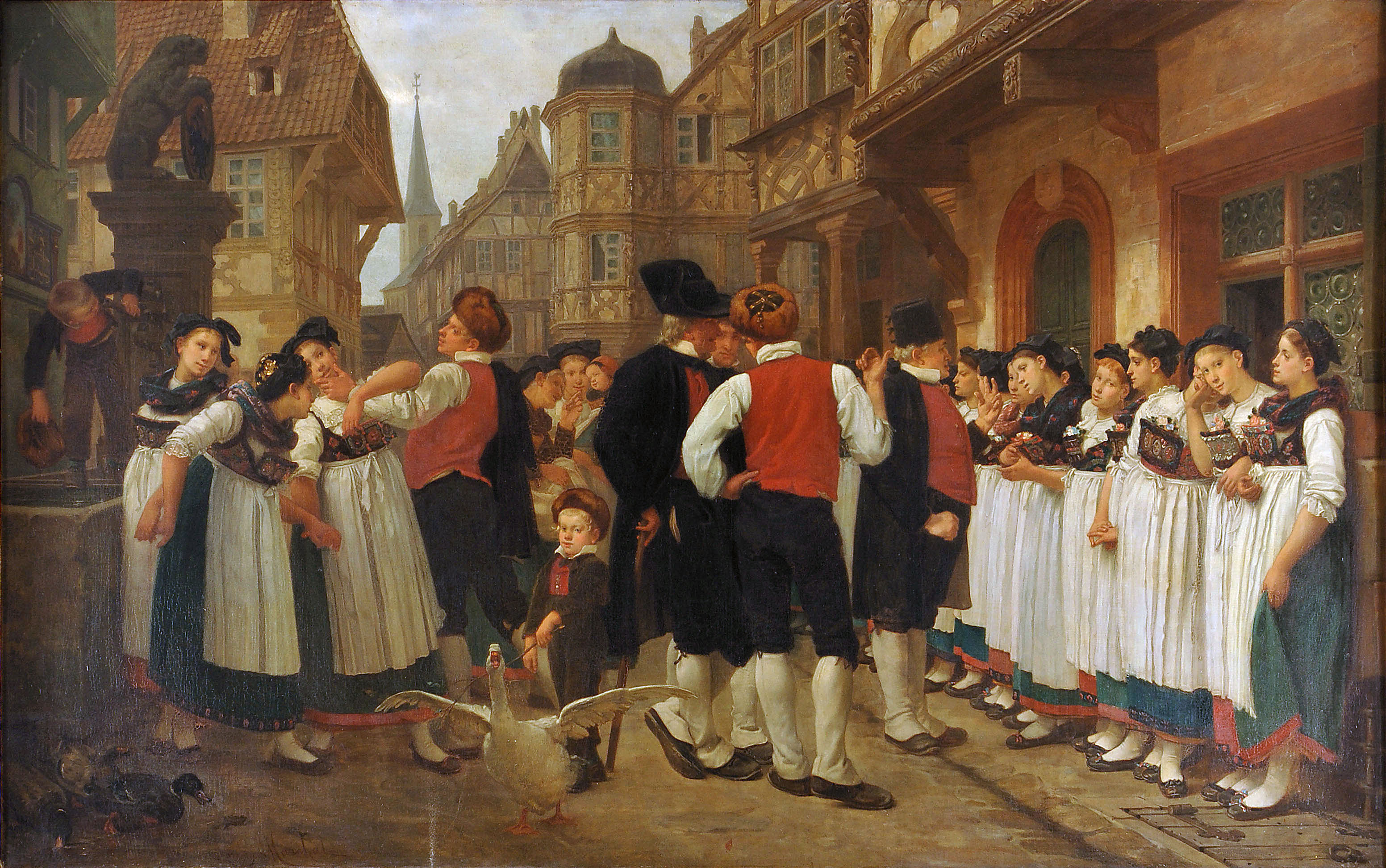
La foire aux servantes par Charles-François Marchal.

#### Natives de Bouxwiller
- Johannes Anglicus (1502-1577 à Strasbourg) - Théologien protestant et compositeur de cantiques d'église.
- Charlotte de Hanau-Lichtenberg (1700-1726) - Arrière-arrière-grand-mère de l'empereur Guillaume Ier d'Allemagne.
- Christophe-Guillaume Koch (1737-1813) - Juriste, universitaire et homme politique.
- Philippe Frédéric Kern (1746-1826) - Juriste, conseiller de Régence, premier président de l'Église de la Confession d'Augsbourg.
- Ludwig Heinrich Bojanus (1776-1827) - Un des fondateurs de la science vétérinaire moderne.
- Charles Henri Hancké (1808-1869) - Un peintre et lithographe.
- Jean Hoeffel (1850-1939) - Médecin, député-maire de Bouxwiller, membre du Consistoire supérieur de l'ECAAL.
- Édouard Bolgert (1851-1931) - Général.
- Émile Georges Charles Petri, (1852-1918) personnalité luthérienne.
- Marie Hart (1856-1924) - Née à Bouxwiller, écrivaine et poétesse en dialecte alsacien.
- Frédéric Ernwein (1865-1952), magistrat et président de l'Église protestante de la Confession d'Augsbourg d'Alsace et de Lorraine

#### Ayant vécu à Bouxwiller
- Charles Henri Schattenmann (1785-1869) - Industriel, directeur de l'administration de mines.
- Gilbert Weil, né à Strasbourg le 12 juillet 1929, décédé le 04 mars 2023, Président Fondateur de l'association "Les Amis du Musée Judéo Alsacien de Bouxwiller (AMJAB)" à qui a été attribué le prix décerné par la Société d'histoire des Israélites d'Alsace et de Lorraine. Il a été l'initiateur du Musée Judéo Alsacien de Bouxwiller.
- Auguste Stoeber (1808-1884) - Folkloriste ayant, entre autres, rassemblé des légendes dialectophones racontées à Bouxwiller.
- Charles-François Marchal (1826-1877) - Peintre né à Paris mais installé à Bouxwiller. Il quitta l'Alsace après 1870. Parmi ses œuvres figurent Cabaret de Bouxwiller (1861), La foire aux servantes, Printemps, Fête d'une mère et Dernier baiser.
- Marguerite Thiébold (1908-1997) - Écrivaine pour la jeunesse, elle a vécu en Alsace dont 15 ans à Bouxwiller de 1939 à 1953.

#### Autres personnalités
- Henri-Jacques-Guillaume Clarke, duc de Feltre contracta une seconde union, le 26 janvier 1799[164] à Bouxwiller (Bas-Rhin), avec Marie-Françoise Zaepffel (1755-1842), nièce de Jean-Évangéliste Zaepffel (1735-1808), futur évêque de Liège.
- Médaillés de Sainte-Hélène[165].

## Divers
- Il existe une rue de Bouxwiller à Saverne, Steinbourg et Strasbourg.

#### Alsace
- (fr) Jean-Michel Boehler, Une société rurale en milieu rhénan : la paysannerie de la plaine d'Alsace (1648-1789), Strasbourg, PUS, 1995, 2469 p. (ISBN 2-86820-139-3)
- (fr) Collectif et sous la direction de Antoine Pfeiffer, Protestants d'Alsace et de Moselle : lieux de mémoire et de vie, Strasbourg/Ingersheim, Oberlin/SAEP, 2006, 318 p. (ISBN 2-7372-0812-2)
- (fr + gsw) Hans Lienhart, Surnoms et sobriquets des villes et villages d'Alsace, Steinbrunn-le-Haut, Éditions du Rhin, 1991, 238 p. (ISBN 2-86339-033-3)
- (fr) Dominique Toursel-Harster, Jean-Pierre Beck et Guy Bronner, Dictionnaire des monuments historiques d'Alsace, La Nuée Bleue, avril 1995, 676 p. (ISBN 978-2-7165-0250-4 et 2-7165-0250-1)
- Les possessions en Alsace avant la Guerre de Trente Ans. 1.2.1 La Seigneurie de Ferrette  - 3.11.1 Le bailliage de Bouxwiller
- Charles-Laurent Salch, Nouveau Dictionnaire des Châteaux Forts d'Alsace, Ittlenheim, alsatia, Conception et réalisation Lettrimage, 1991, 384 p. (ISBN 2-7032-0193-1)Bouxwiller, pp. 52-53, Dessins de relevés et d'illustration sont de Walter Herrmann, André Lerch, Christian Rémy. Images de synthèse de Fabien Postif et Photos de Dominique Martinez

#### Histoire de Bouxwiller
- (fr) Bouxwiller, Imbsheim, Riedheim, Griesbach-le-Bastberg. Autour du Bastberg, Strasbourg, Carré Blanc Éditions, coll. « Mémoires de vies », 2007, 248 p. (ISBN 978-2-84488-105-2 et 2-84488-105-X).
- Fuir pour survivre. Les juifs d'Alsace dans la tourmente nazie. Musées de la Ville de Strasbourg et Musée judéo-alsacien de Bouxwiller.
- (fr) et (de) Collectif, Pays d'Alsace, Bouxwiller, tome un, cahier 131 bis, imprimerie Veit, Société d'histoire et d'archéologie de Saverne et environs, 1985, 143 p. (ISSN 0245-8411)
- (fr) et (de) Collectif, Pays d'Alsace, Bouxwiller, tome deux, cahier 149 bis, imprimerie Veit, Société d'histoire et d'archéologie de Saverne et environs, 1989, 143 p. (ISSN 0245-8411)
- (fr) Collectif et sous la direction de Alphonse Wollbrett, Pays d'Alsace, Le canton de Bouxwiller, cahier 103 bis, Strasbourg, Société d'histoire et d'archéologie de Saverne et environs, novembre 1978, 95 p. (ISSN 0245-8411)
- (fr) Richard Schmidt, Bouxwiller et sa filiale Ridheim, Registres paroissiaux protestants. Baptêmes, mariages et sépultures de 1568 à 1792 (en 6 tomes), Cercle Généalogique d'Alsace - Section de Brumath, 2008 (ISBN 978-2-915949-45-2 et 2-915949-45-X)
- Charles-Laurent Salch, Nouveau Dictionnaire des Châteaux Forts d'Alsace, Ittlenheim, alsatia, Conception et réalisation Lettrimage, 1991, 384 p. (ISBN 2-7032-0193-1)Bouxwiller, pp. 52-53, Dessins de relevés et d'illustration sont de Walter Herrmann, André Lerch, Christian Rémy. Images de synthèse de Fabien Postif et Photos de Dominique Martinez
- Patrimoine religieux de Bouxwiller, sur l'Observatoire du patrimoine religieux
- Petit patrimoine de la commune, sur www.petit-patrimoine.com/ : L'église protestante : l'église catholique ; la chapelle du cimetière protestant ; le sentier géologique du Bastberg ; L'ensemble chapelle castrale Saint-Georges et halle ; le lycée Adrien Zeller ; le cadran solaire de l'école Marguerite Thiébold ; les sanctuaires des oriels exceptionnels rues et façades du château; la fontaine du Platteschlecker ; la fontaine du lion.
- Bouxwiller, sur geneawiki.com/
- Ville de Bouxwiller et ses communes associées, sur petitescitesdecaractere.com/
- Archives religieuses de Bouxwiller

#### Géographie et statistiques
- (fr) Jacques Baquol, L'Alsace ancienne et moderne ou Dictionnaire géographique, historique et statistique du haut et du Bas-Rhin., Strasbourg, Chez l'auteur, année 1851, p. 56, la notice sur Bouxwiller.
- (fr) Étienne Juillard, La Vie rurale en basse-Alsace, Strasbourg, PUS, 1953, 582 p. (ISBN 2-86820-816-9)
- (fr) R. Niderst, Annales de géographie, volume 39, numéro 220, année 1930, p. 416-420 Notes et comptes rendus- Le pays de Hanau (Alsace) sur persee.fr
- Chiffres clés publiés par l'institut national de la statistique et des études économiques (INSEE). Dossier complet
- Inventaire national du patrimoine naturel de la commune